# اسرائیل
اسرائیل (به عبری: יִשְרָאֵל‎) با نام رسمی دولت اسرائیل (به عبری: מְדִינַת יִשְרָאֵל‎، آوانگاری: مِدینات یِسْرائیل)، کشوری در منطقه شام جنوبی در غرب آسیا است. این کشور از شمال با لبنان و سوریه، از شرق با کرانه باختری و اردن، از جنوب غربی با نوار غزه و مصر و از غرب با دریای مدیترانه همسایه است. با وجود اینکه این کشور مساحت نسبتاً کمی دارد، اما از نظر جغرافیایی دارای ویژگی‌های متنوعی است. مرکز اقتصادی و علمی اسرائیل، تل‌آویو و پایتخت آن، اورشلیم است که توسط چندین کشور، به رسمیت شناخته شده اما بیشتر کشورها آن را به رسمیت نمی‌شناسند و همچنان تل‌آویو را پایتخت اسرائیل می‌دانند.
اسرائیل در سرزمینی به همین نام واقع شده است. در دوران باستان، این منطقه شاهد پادشاهی متحد اسرائیل و پس از آن، پادشاهی یهودا و پادشاهی شمالی اسرائیل بوده است. اسرائیلِ معاصر، در ۲۹ نوامبر ۱۹۴۷ با تصویب قطعنامه ۱۸۱ سازمان ملل — تقسیم فلسطینِ بریتانیا به دو کشور یهودی و عرب و اداره شهر اورشلیم به صورت بین‌المللی — شکل گرفته است. این طرح موافقت سران اسرائیلی را در پی داشت اما اعراب فلسطین و دولت‌های عرب منطقه، بی‌درنگ، آن را رد کردند. در نتیجه از تاریخ ۳۰ نوامبر ۱۹۴۷ تا ۱۴ مه ۱۹۴۸ میان شبه‌نظامیان عرب و یهودی نبردهای خونینی درگرفت. نهایتاً در ۱۴ مه ۱۹۴۸ هم‌زمان با پایان قیومیت بریتانیا بر فلسطین، «دولت اسرائیل» با صدور منشور استقلال، اعلام موجودیت کرد. یک روز پس از اعلام استقلال، تمامی همسایگان عرب به‌طور هم‌زمان به اسرائیل حمله کردند که متحمل شکست شدند. از آن پس، مجموعه‌ای از درگیری‌های نظامی بین نیروهای اسرائیلی و کشورهای عرب رخ داده که جنگ ۱۹۴۸، جنگ ۱۹۵۶، جنگ شش‌روزه ۱۹۶۷ و جنگ یوم کیپور ۱۹۷۳ مهم‌ترین آن‌ها بوده‌اند.
اسرائیل عضو رسمی سازمان ملل متحد است و در حال حاضر با ۱۶۵ کشور جهان روابط دیپلماتیک دارد. پس از پیمان ابراهیم، ۵ کشور عربی با این کشور روابط دیپلماتیک برقرار کردند. نوع حکومت آن، جمهوری پارلمانی است. این کشور دارای نظام پارلمانی و حق رای عمومی است. در این کشور، رئیس‌جمهور مقامی تشریفاتی است و نخست‌وزیر به‌عنوان رئیس دولت و کِنست (پارلمان اسرائیل) به‌عنوان شاخه قانون‌گذار عمل می‌کند. اسرائیل تنها کشور با شهروندان عمدتاً یهودی در جهان است. بر پایه برآورد سال ۲۰۱۳ سازمان مرکزی آمار اسرائیل، این کشور در حدود ۸ میلیون و ۵۱ هزار نفر جمعیت داشته است که ۶٬۰۴۵٬۹۰۰ نفر از آنان را یهودیان و ۱٬۶۶۳٬۴۰۰ را اعراب اسرائیلی تشکیل داده‌اند. بیشتر اعراب اسرائیلی، مسلمان و گروهی نیز مسیحی و دروزی هستند. مارونی‌ها، سامری‌ها، ارمنی‌ها، چرکسی‌ها و کردها از دیگر اقلیت‌های قومی ساکن این کشور هستند. این کشور همچنین میزبان بناهایی مقدس از ادیان ابراهیمی، شامل یهودیت، مسیحیت، اسلام و بهائیت است.
اسرائیل، کشوری توسعه‌یافته و عضو سازمان توسعه و همکاری اقتصادی می‌باشد. در سال ۲۰۲۰ میلادی، این کشور بر پایهٔ تولید ناخالص داخلی با ۵۲۲٫۰۳ بیست و یکمین اقتصاد بزرگ جهان و از حیث سرانه تولید داخلی در رتبهٔ سیزدهم جهان قرار گرفت. همچنین کشور اسرائیل از لحاظ رتبه‌بندی دانشگاهی، بهترین وضعیت علمی را در منطقه خاورمیانه داراست. از لحاظ شاخص توسعه انسانی، از ۰٫۸۷ در سال ۲۰۰۲ به ۰٫۹۲ در سال ۲۰۲۰ میلادی رسید که به‌طور میانگین، بیانگر ۰٫۲۷٪ رشد در هر سال است. اسرائیل از لحاظ این شاخص، در بالاترین رتبه در منطقه خاورمیانه قرار دارد. مردم این کشور از لحاظ امید به زندگی، دارای یکی از بالاترین شاخص‌ها در میان کشورهای جهان هستند. بنابر گزارش سازمان گزارشگران بدون مرز، مطبوعات و رسانه‌های اسرائیلی، بالاترین میزان آزادی را در میان کشورهای منطقه خاورمیانه دارند.

## نام

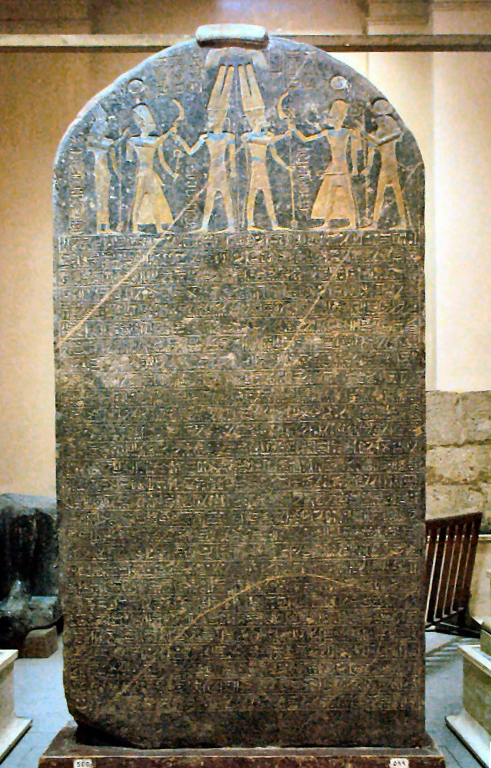
استیل مرنپتا (قرن سیزدهم قبل از میلاد). اکثر باستان شناسان کتاب مقدس مجموعه‌ای از هیروگلیف‌ها (حروف تصویری) را به اسرائیل ترجمه کرده‌اند، نخستین استفاده از عبارت اسرائیل که به ثبت رسیده است.

در دوران قیمومت بریتانیا (۱۹۲۰–۱۹۴۸)، تمام منطقه با نام «فلسطین» خطاب می‌شد. اسرائیل پس از استقلال خود در سال ۱۹۴۸، به‌طور رسمی نام «دولت اسرائیل» را برگزید. (عبری: מְדִינַת יִשְׂרָאֵל‎،  [mediˈnat jisʁaˈʔel]؛ عربی: دَوْلَة إِسْرَائِیل، ,[dawlat ʔisra:ˈʔi:l]) نام‌های تاریخی و مذهبی دیگری از جمله «سرزمین اسرائیل» (Eretz Israel)، صهیون و یهودیه، برای این کشور پیشنهاد شدند اما نهایتاً مورد قبول قرار نگرفتند. نام «اسرائیل» پیشنهاد داوید بن گوریون بود که با رای ۶–۳ به تصویب رسید. چند هفته پس از استقلال، دولت با اعلام رسمی موشه شارت وزیر امور خارجه وقت، اصطلاح «اسرائیلی» را برای اشاره به شهروندان اسرائیل انتخاب کرد.
در کتاب مقدس و همچنین در طول تاریخ، نام «سرزمین اسرائیل» برای اشاره به منطقه پادشاهی اسرائیل؛ و «بنی اسرائیل» برای اشاره به کل قوم یهود استفاده شده است. معنای لغت «اسرائیل» (عبری: יִשְרָאֵל‎؛ هفتادگانی یونانی: Ἰσραήλ) به‌طور دقیق روشن نیست؛ بر اساس نظر زبان‌شناسان، می‌تواند به معنای «ال (خدا) تحمیل/حکم کننده» باشد. معنای آن در سفر پیدایش به معنای «گلاویز شدن با خدا» تعبیر شده که به روایت کشتی گرفتن یعقوب با فرشته و پیروزی او اشاره دارد. فرشته، (یا برپایه برخی تعابیر خدا) در سفر بازگشت یعقوب به کنعان با او کشتی می‌گیرد و پس از توفیق یعقوب به‌عنوان پاداش این پیروزی، نام وی را به «اسرائیل» تغییر می‌دهد. دوازده پسر یعقوب اجداد دوازده سبط بنی اسرائیل (فرزندان اسرائیل) محسوب شدند. اولین سند باستان‌شناسی کشف‌شده که کلمهٔ «اسرائیل» را به عنوان یک حکومت ذکر کرده است، لوح مرنپتا از مصر باستان (مربوط به اواخر قرن سیزدهم قبل از میلاد) است که موقعیت جغرافیایی اسرائیل در کنعان یا اطراف آن را توصیف کرده است.

## تاریخ

### پیشاتاریخ
تاریخچه مهاجرت اولیه انسان‌ها به خارج از آفریقا به شام ماقبل تاریخ، جایی که اسرائیل در آن واقع شده است، بر اساس آثاری که در عبیدیه در دره ریفت اردن یافت گردیده، به حداقل ۱٫۵ میلیون سال قبل بازمی‌گردد، در حالی که فسیل‌های یافت‌شده از انسان‌های سخول و قفذه در اسرائیل، قدمتی بیش از ۱۲۰۰۰۰ سال را دارا می‌باشند. فرهنگ ناتوفی در هزاره ۱۰ قبل از میلاد در جنوب شام پدیدار شد، پس از آن فرهنگ غسولینی در حدود ۴۵۰۰ سال قبل از میلاد مسیح هویدا گشت.

### کنعان (۲۰۰۰–۱۰۰۰ قبل از میلاد)

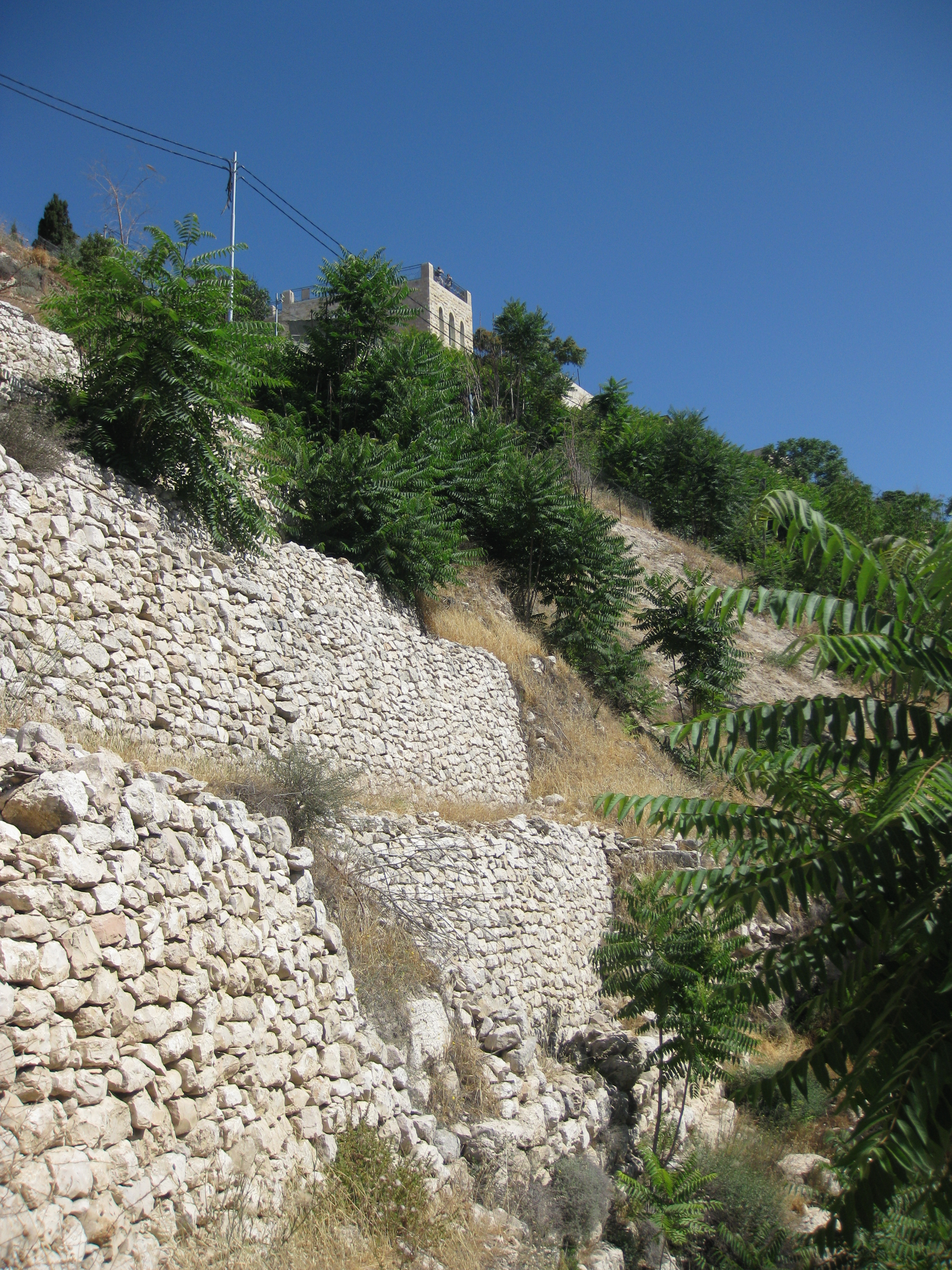
دیوار کنعانی اورشلیم در شهر داوود

تاریخ کنعانیان از نظر باستان‌شناسی به عصر برنز میانه (۲۱۰۰–۱۵۵۰ قبل از میلاد) بازمی‌گردد. در اواخر عصر برنز (۱۵۵۰–۱۲۰۰ قبل از میلاد)، بخش‌های بزرگی از کنعان ، دولت‌های تابعه را تشکیل دادند که به پادشاهی جدید مصر خراج می‌دادند. در نتیجه فروپاشی تمدن در اواخر عصر برنز، کنعان به منجلاب هرج و مرج فرورفت و مصر کنترل خود را بر منطقه به‌طور کامل از دست داد. شواهدی وجود دارد که مراکز شهری مانند حزور، بیت شیان، مگیدو، اکرون، اشدود و اشکلون آسیب دیده یا به کلی ویران شده‌اند.

### اسرائیل باستان (۱۲۰۰–۵۵۰ قبل از میلاد)
قومی به نام بنی‌اسرائیل برای اولین بار در استیل مرنپتا که یک کتیبه مصری باستان مربوط به حدود ۱۲۰۰ سال قبل از میلاد است، ظاهر می‌شود.
تصور می‌شود که اجداد بنی اسرائیل شامل مردم باستانی سامی زبان بومی این منطقه بوده‌اند. : ۷۸–۷۹ بر اساس گزارش باستان‌شناسان مدرن، بنی‌اسرائیل و فرهنگ آن‌ها از طریق توسعه دین تک‌پرستی — و بعداً توحیدی —با محوریت یهوه، از قوم کنعانی و فرهنگ‌های آنها منشعب شده است. آنها به شکلی باستانی از زبان عبری صحبت می‌کردند که به عبری کتاب مقدس معروف است. در همان زمان، فلسطینیان در دشت ساحلی جنوبی مستقر شدند.  
باستان‌شناسی مدرن تا حد زیادی تاریخ‌نگاری روایت تورات در مورد پدرسالاران، خروج و داستان‌های فتح شرح داده‌شده در کتاب یوشع را کنار گذاشته است و این روایات را به عنوان افسانه ملی بنی اسرائیل می‌داند. با این حال، به نظر می‌رسد برخی از عناصر این روایات افسانه‌ای ریشه‌های تاریخی نیز داشته باشند.  

نقشه اسرائیل و یهودا در قرن ۹ قبل از میلاد

تردیدهایی در مورد نخستین پادشاهی اسرائیل و یهودای باستان و گستره قلمرو آنها و قدرتشان وجود دارد. در حالی که مشخص نیست که آیا هرگز پادشاهی متحد اسرائیل وجود داشته است یا خیر اما با این حال مورخان و باستان شناسان توافق دارند که پادشاهی شمالی اسرائیل تا ۹۰۰ قبل از میلاد وجود داشته است تا اینکه پادشاهی یهودا در ۸۵۰ ق.م. به قدرت رسید. پادشاهی اسرائیل از بین دو پادشاهی دیگر مرفه تر بود و به زودی به یک قدرت منطقه‌ای تبدیل شد.  در طی آن دوران سلسله عمریان، سامره، جلیل، دره اردن، شارون و بخش‌های وسیعی از ماوراء اردن را تحت کنترل داشت. ساماریا، پایتخت و خانه یکی از بزرگ‌ترین سازه‌های عصر آهن در شام بود.
پادشاهی اسرائیل در حدود سال ۷۲۰ قبل از میلاد، زمانی که توسط امپراتوری نو-آشوری تح شد، ویران گردید. پادشاهی یهودا، به پایتختی اورشلیم، بعداً به دولت متکی امپراتوری آشوری نو و سپس امپراتوری نو بابلی تبدیل شد. تخمین زده می‌شود که جمعیت منطقه در عصر آهن دوم حدود ۴۰۰٬۰۰۰ نفر بوده است.
در سال ۶/۵۸۷ قبل از میلاد، به دنبال شورش یهودا، نبوکدنصر دوم، اورشلیم و معبد سلیمان را محاصره و ویران کرد،  پادشاهی‌شان را منحل و بسیاری از نخبگان یهودی را به بابل تبعید کرد و بدین‌ترتیب اسارت یهودیان آغاز شد. این شکست در تواریخ بابلی نیز ثبت شده است.

### دورهٔ معبد دوم (سدهٔ ششم قبل از میلاد–سدهٔ دوم میلادی)
پس از تصرف بابل در سال ۵۳۹ قبل از میلاد، کوروش کبیر، بنیان‌گذار امپراتوری هخامنشی ایران، اعلامیه‌ای را ارائه داد که مفاد آن به جمعیت تبعیدیان‌یهودی اجازه بازگشت به یهودا را می‌داد، به جمعیت یهودی که بازگشته بودند اجازه داده شد تا معبد را خودگردان و بازسازی کنند. ساخت معبد دوم حدود ۵۲۰ پیش از میلاد تمام گشت. پارس‌ها بر این منطقه به عنوان استانی یهودی حکومت می‌کردند، که در قرون پنجم تا چهارم پیش از میلاد حدود ۳۰۰۰۰ نفر جمعیت را در خود جای داده بود. : ۳۰۸ 
در سال ۳۳۲ قبل از میلاد، اسکندر مقدونی این منطقه را به عنوان بخشی از لشکرکشی خود علیه امپراتوری ایران فتح کرد. پس از مرگ او، این منطقه تحت کنترل امپراتوری‌های بطلمیوسی و سلوکی به عنوان بخشی از کوئل-سوریه شناخته شد. در طول قرون بعدی، یونانی شدن منطقه منجر به تنش‌های فرهنگی گردید که در زمان سلطنت آنتیوخوس چهارم به اوج رسید و شورش مکابیان در سال ۱۶۷ قبل از میلاد را سبب شد. ناآرامی‌های داخلی حکومت سلوکیان را تضعیف کرد و در اواخر قرن دوم ، پادشاهی نیمه خودمختار هامونی یهودیه به وجود آمد که در نهایت به استقلال کامل دست یافت و به مناطق همسایه گسترش یافت.

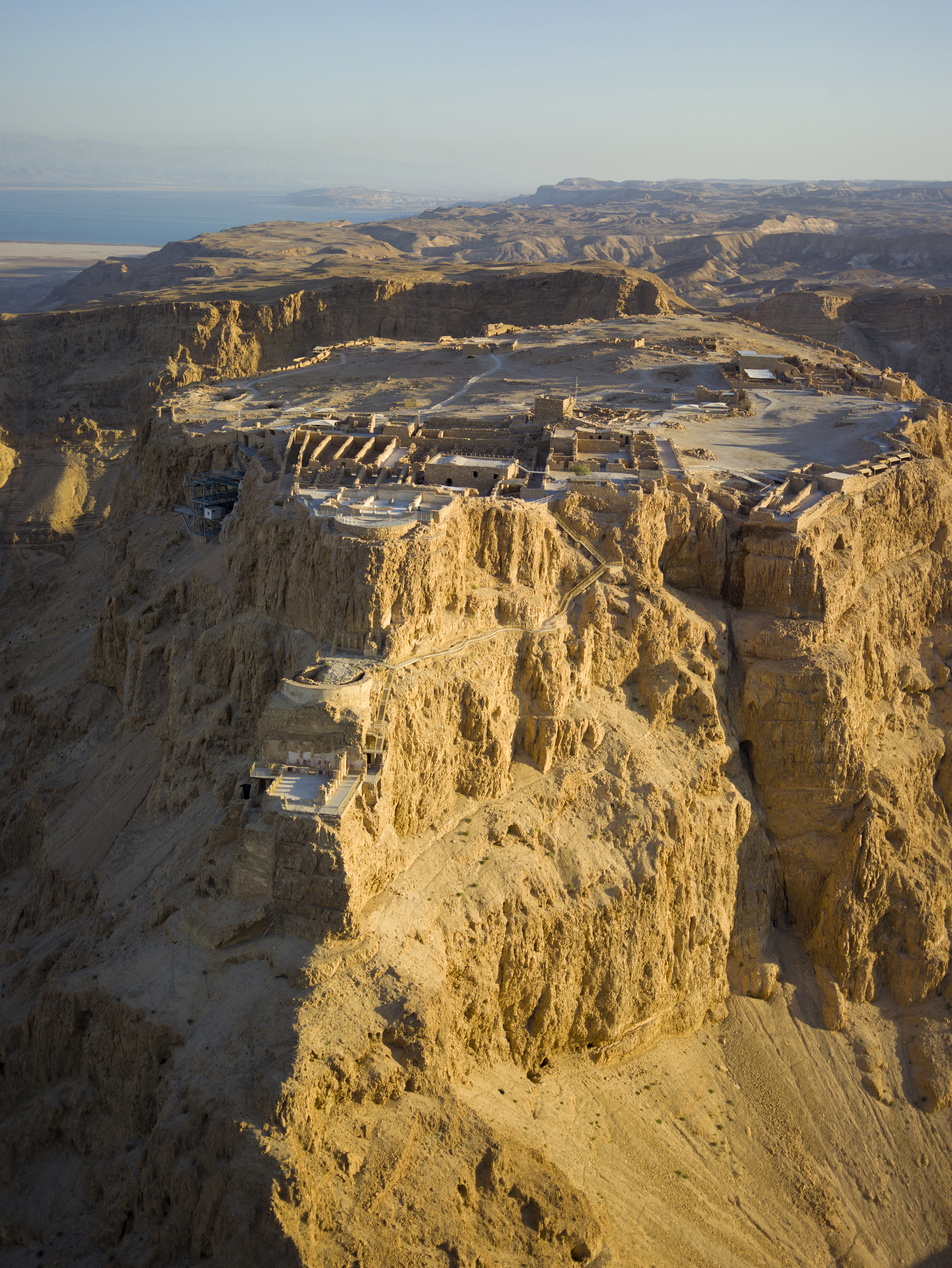
قلعه ماسادا، محل محاصره رومی در قرن اول

جمهوری رم در ۶۳ پیش از میلاد به منطقه حمله کرد، نخست کنترل سوریه را دست گرفت، سپس دخالت در جنگ داخلی حشمونیان را آغاز کرد. نزاع میان حامیان رومی و حامیان پارتی در یهودیه منجر به انتصاب هیرودیس کبیر به عنوان یک دودمان خراجگزار به روم شد. در سال ۶ پس از میلاد، این منطقه به‌طور کامل به عنوان استان رومی یهودیه ضمیمه گردید، دوره‌ای که منادی تنش با حکومت روم بود و به یک سری جنگ‌های یهودی-رومی کشیده گردید که ویرانی‌های گسترده‌ای را به ارمغان آورد.
دومین قیام معروف به شورش بارکوخبا در سالهای ۱۳۲–۱۳۶ بعد از میلاد روی داد. موفقیت‌های اولیه در میدان نبرد به یهودیان اجازه داد تا یک کشور مستقل در یهودیه تشکیل دهند، اما رومی‌ها نیروهای زیادی را جمع‌آوری کرده، به طرز وحشیانه‌ای شورش را سرکوب و حومه یهودیه را ویران و خالی از سکنه کردند. اورشلیم به عنوان یک مستعمره رومی با نام آیلیا کاپیتولینا بازسازی گردید و استان یهودا به سوریه فلسطین تغییر نام داد. یهودیان از مناطق حوالی اورشلیم اخراج شدند، و به اجتماعات دیاسپورا پیوستند. با وجود این، یهودیان پیوسته اندک حضوری را در منطقه حفظ کردند چنان‌که جلیل مرکز مذهبی آن شد. جوامع یهودی در تپه‌های الخلیل جنوبی و در دشت ساحلی به سکونت خود ادامه دادند.

### دورهٔ رومی پایانی و بیزانسی (سدهٔ دوم– سال ۶۳۴ میلادی)

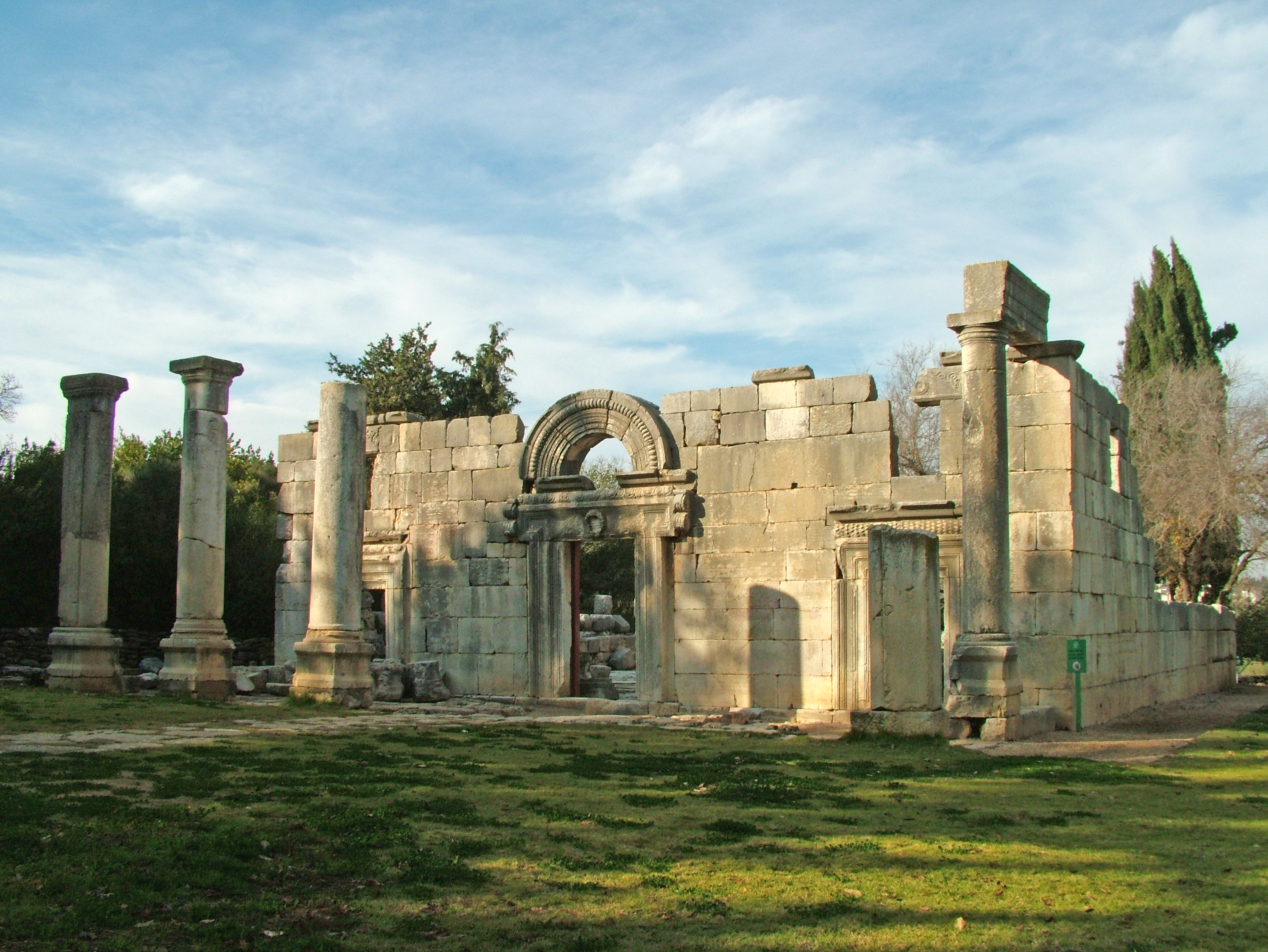
کنیسه کفار برام قرن سوم در جلیل

با انتقال حکومت روم به امپراتوری بیزانس تحت فرمان امپراتور کنستانتین، مسیحیت اولیه جایگزین پیگنیسم رومی گردید. با تغییر دین کنستانتین در قرن چهارم، وضعیت برای اکثریت یهودیان در فلسطین سخت‌تر شد. مجموعه‌ای از قوانین به تصویب رسید که علیه یهودیان و یهودیت تبعیض قائل می‌شد چنان‌که یهودی‌ها هم از سوی کلیسا و هم از سوی مقامات مورد آزار و اذیت قرار می‌گرفتند. بسیاری از یهودیان به جوامع در حال شکوفایی دیاسپورا مهاجرت کرده بودند، در همین حال به صورت محلی هم مهاجرت مسیحی و هم تغییر مذهب نیز رواج پیدا کرده بود. در اواسط قرن پنجم، مسیحیان به اکثریت غالب در منطقه بدل گشتند. در اواخر قرن پنجم، شورش‌های سامری‌ها شروع شد که تا اواخر قرن ششم ادامه یافت و منجر به کاهش بالا در جمعیت سامری شد. پس از فتح اورشلیم توسط ساسانیان و شورش کوتاه مدت یهودیان علیه هراکلیوس در سال ۶۱۴ پس از میلاد، امپراتوری بیزانس کنترل منطقه را در سال ۶۲۸ تثبیت کرد.

### دورهٔ اسلامی آغازین (۶۳۴–۱۰۹۹)
در سالهای ۶۳۴–۶۴۱ میلادی، خلافت راشدین شام را فتح کرد. شش قرن بعد، کنترل منطقه بین خلفای اموی، عباسی، فاطمی و متعاقباً سلجوقیان و ایوبیان تقسیم شد. جمعیت این منطقه طی چندین قرن آتی به شدت کاهش یافت و از حدود ۱ میلیون نفر در دوره روم و بیزانس به حدود ۳۰۰۰۰۰ نفر در اوایل دوره عثمانی رسید. در کنار این کاهش جمعیت، مهاجرت غیر مسلمانان، مهاجرت مسلمانان و گرایش‌های محلی به اسلام، روندی پیوسته از عربی سازی و اسلامی‌شدن را در پی داشت.

### جنگ‌های صلیبی و مغولان (۱۰۹۹–۱۲۹۱)
پایان قرن یازدهم، جنگ‌های صلیبی را به همراه داشت، تاخت‌وتاز صلیبیون مسیحی که توسط پاپ حمایت می‌شد، با هدف فتح و خارج کردن کنترل اورشلیم و سرزمین مقدس از دست مسلمانان و ایجاد کشورهای صلیبی آغاز شد. ایوبیان صلیبی‌ها را قبل از اینکه حکومت مسلمانان به‌طور کامل توسط سلاطین ممالیک مصر در سال ۱۲۹۱ احیا شود، عقب راندند

### دورهٔ ممالیک (۱۲۹۱–۱۵۱۷)
ممالیک‌ها سلسله‌ای مسلمان بودند که کنترل سرزمین شام تا مصر را در بازه ۱۲۵۰ تا ۱۵۱۷ میلادی و پس از براندازی ایوبیان به دست گرفتند. ممالیک در قلمرو خود عموماً با اقلیت‌های غیرمسلمان، از جمله مسیحی، سامری‌ها و یهودیان، مدارا می‌کردند، چنان‌که در برگزاری مسلک خود و مناسباتشان آزادی عمل داشتند و از درجاتی از حقوق قانونی و اجتماعی نیز برخوردار بودند، با این حال، میزانی از تبعیض، آزار و ستم علیه غیر مسلمانان روا داشته می‌شد، آنها باید مالیات ویژه (جزیه) می‌پرداختند، لباس‌های متمایز می‌پوشیدند، برخی محدودیت‌ها را رعایت می‌کردند و خشونت و آزارهای گاه به گاه را تحمل می‌کردند، در این دوره غیرمسلمانان ساکن در منطقه اسرائیل با مصادره اموال، تخریب اماکن مذهبی، مجبور کردن آنها به اسلام آوردن یا اخراج آنها از مناطق خاص مواجه بودند. جامعه یهودی در فلسطین در دوره ممالیک عمدتاً در اورشلیم، الخلیل، صفد سکونت گزیدند. یهودیان در اورشلیم در محله‌ای جداگانه در نزدیکی دیوار غربی کوه معبد زندگی می‌کردند که آن را به عنوان مکان مقدس نیز قلمداد می‌کردند، یهودیان در الخلیل در نزدیکی غار پدرسالاران سکنا گزیدند و معتقد بودند که ابراهیم، اسحاق و یعقوب در آنجا دفن شده‌اند، همچنین در صفد در نزدیکی کوه مرون نیز سکونتگاه‌هایی بنا کردند، جایی که معتقد بودند شیمون بار یوچای، خاخام و عارف معروف، در آنجا دفن شده است، یهودیان غزه در نزدیکی مقبره سامسون، قهرمان و قاضی کتاب مقدس زندگی می‌کردند.

### دورهٔ عثمانی

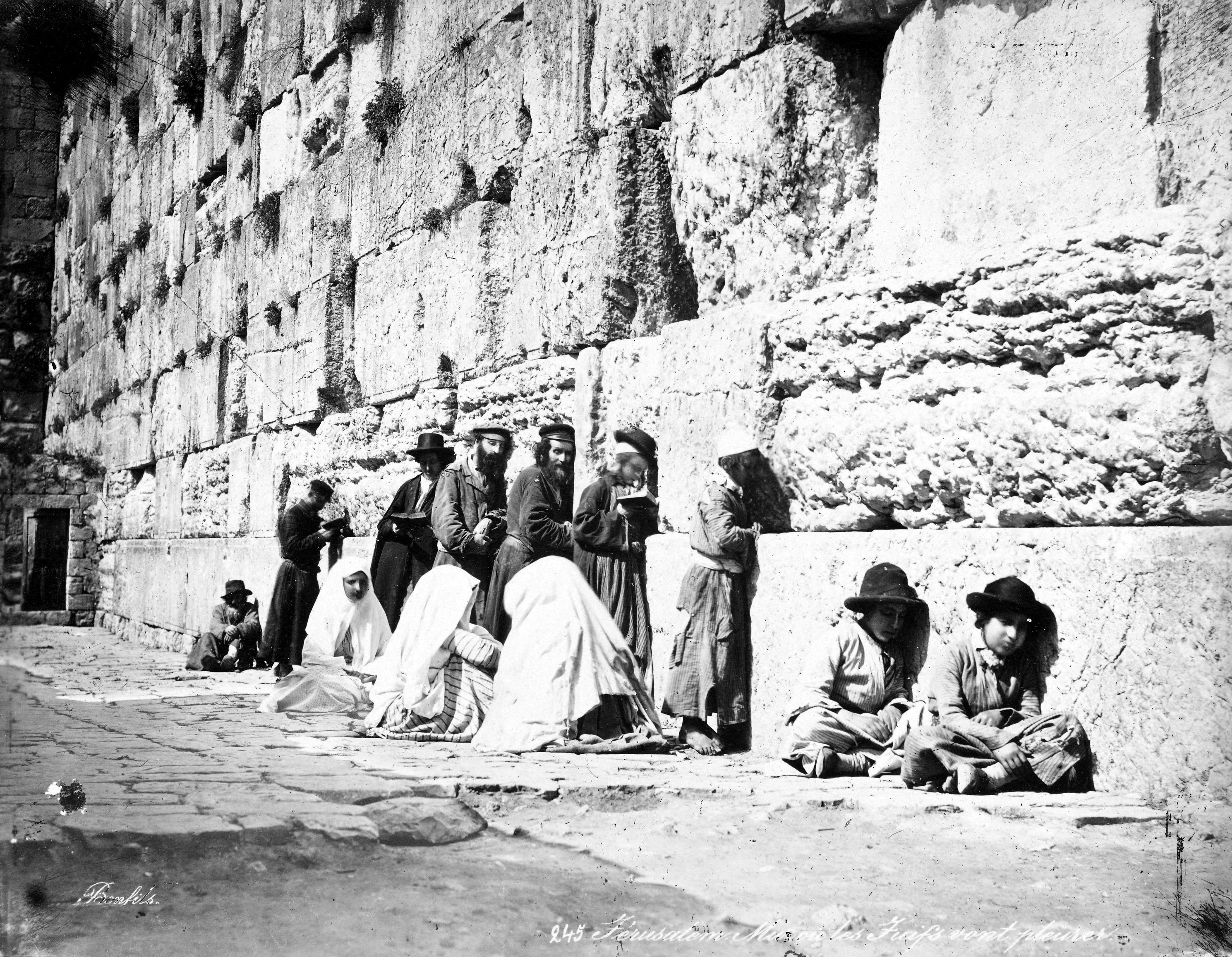
یهودیان در دیوار غربی در دهه ۱۸۷۰

در سال ۱۵۱۶، این منطقه توسط امپراتوری عثمانی فتح شد و تا چهار قرن بعد به عنوان بخشی از سوریه عثمانی اداره گردید. در سال ۱۶۶۰، شورش دروزها منجر به نابودی صفد و طبریه شد. در اواخر قرن هجدهم، ظاهر العمر محلی عرب، یک امارت مستقل عملاً در جلیل ایجاد کرد. تلاش‌های عثمانی‌ها برای تسلیم کردن ناکام ماند، اما پس از مرگ ظاهر، عثمانی‌ها کنترل منطقه را دوباره به دست گرفتند. در سال ۱۷۹۹ جازار پاشا با موفقیت حمله به عکا توسط نیروهای ناپلئون را دفع کرد و فرانسوی‌ها را وادار کرد که کارزار سوریه را رها کنند. در سال ۱۸۳۴، شورش دهقانان عرب فلسطینی علیه سیاست‌های اجباری و مالیاتی مصر در زمان محمد علی پاشا آغاز شد. اگرچه این شورش سرکوب گردید، اما ارتش محمدعلی عقب‌نشینی کرد و حکومت عثمانی با حمایت بریتانیا در سال ۱۸۴۰ احیا شد. اندکی پس از آن، اصلاحات تنظیمات در سراسر امپراتوری عثمانی آغاز گردید.
از زمان آغاز دیاسپورای یهودی، بسیاری از یهودیان آرزوی بازگشت به «صهیون» و «سرزمین اسرائیل» را داشته‌اند، اگرچه میزان تلاشی که باید برای چنین هدفی صرف شود، محل مناقشه است. در طول قرن شانزدهم، جوامع یهودی در چهار شهر مقدس — اورشلیم، طبریه، الخلیل و صفد — پا گرفتند و در سال ۱۶۹۷، خاخام یهودا هاچاسید گروهی متشکل از ۱۵۰۰ یهودی را به اورشلیم هدایت کرد. در نیمه دوم قرن هجدهم، مخالفان حسیدیسم در اروپای شرقی، معروف به پروشیم، در فلسطین ساکن شدند.

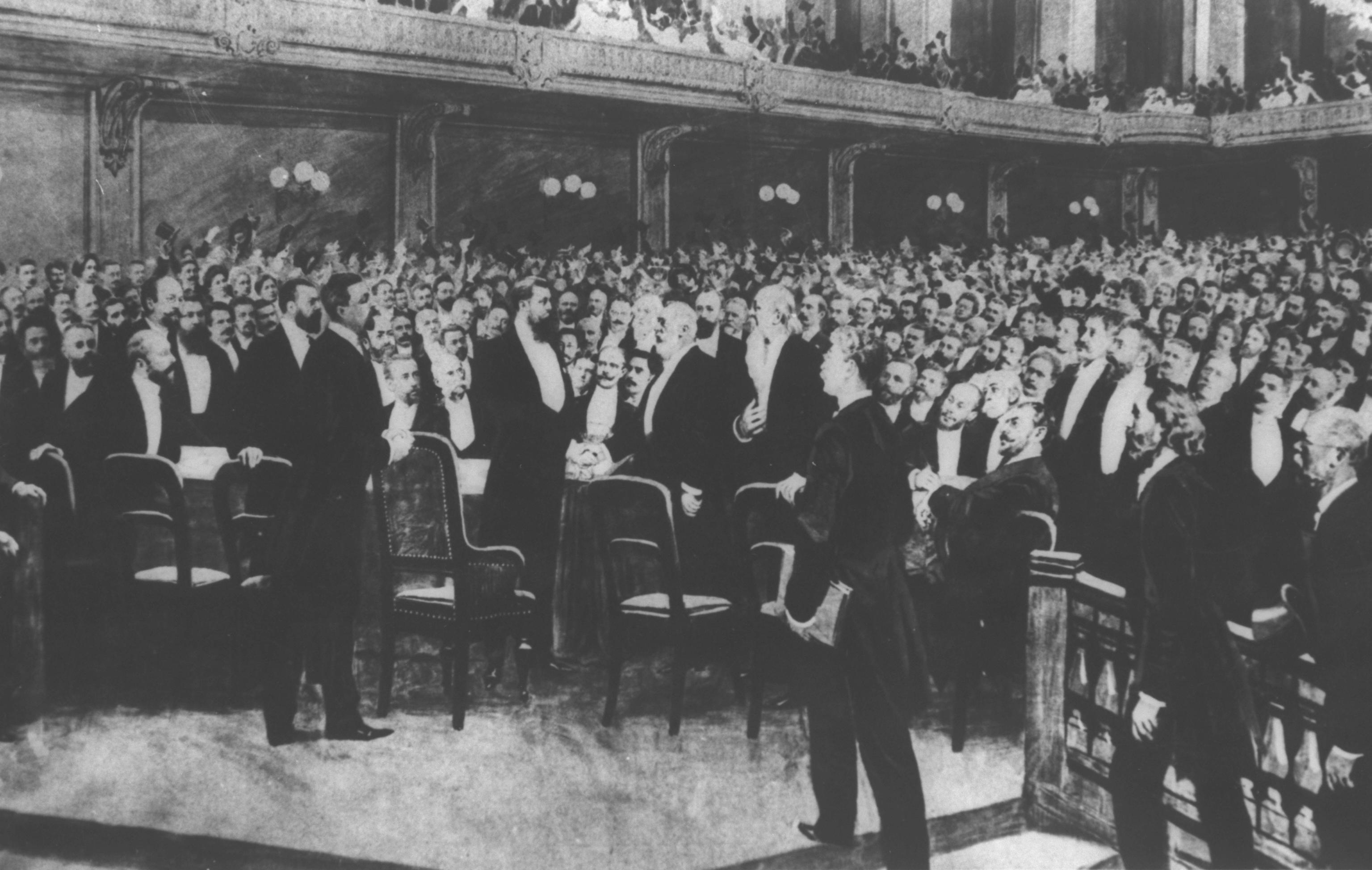
اولین کنگره صهیونیستی (۱۸۹۷) در بازل، سوئیس

#### پیدایش صهیونیسم
اولین موج مهاجرت یهودیان مدرن به فلسطین تحت فرمانروایی عثمانی، معروف به الیه نخستین، در سال ۱۸۸۱ آغاز شد، زیرا یهودیان از قتل‌عام در اروپای شرقی فراری بودند. اگرچه جنبش صهیونیسم قبلاً در عمل وجود داشته است، اما همواره تئودور هرتزل، روزنامه‌نگار اتریشی-مجارستانی به عنوان بنیان‌گذار صهیونیسم سیاسی شناخته می‌شود، جنبشی که به دنبال ایجاد یک کشور یهودی در سرزمین اسرائیل بود، بنابراین راه‌حلی را برای به اصطلاح مسئله یهود ارائه کرد. در سال ۱۸۹۶، هرتزل اثر خود به نام Der Judenstaat (دولت یهود) را منتشر کرد و دیدگاه خود را از یک دولت یهودی در آینده ارائه کرد. سال بعد او ریاست اولین کنگره صهیونیستی در بازل سوئیس را بر عهده گرفت. آلیه دوم (۱۹۰۴–۱۹۱۴) پس از قتل‌عام کیشینف آغاز شد. حدود ۴۰۰۰۰ یهودی در فلسطین سیهودیان اکن شدند، اگرچه تقریباً نیمی از آنها در نهایت آنجا را ترک کردند. هر دو موج اول و دوم مهاجران عمدتاً یهودیان ارتدوکس بودند، اگرچه آلیه دوم شامل گروه‌های سوسیالیستی بود که جنبش کیبوتص را تأسیس کردند. اگرچه مهاجران آلیه دوم عمدتاً به دنبال ایجاد سکونتگاه‌های زراعی جمعی بودند، اما در این دوره ، تل آویو به عنوان اولین شهر یهودی برنامه‌ریزی‌شده در سال ۱۹۰۹ تأسیس گردید. در این دوره همچنین شبه نظامیان مسلح یهودی ظهور کردند که اولین آنها بار-گیورا نام داشت و که در سال ۱۹۰۷ تأسیس شد. دو سال بعد، سازمان بزرگتر هاشومر به عنوان جایگزین آن تأسیس گردید.

### فلسطین در قیومیت بریتانیا (۱۹۲۰–۱۹۴۸)
در سال ۱۹۱۷، در خلال جنگ جهانی اول، آرتور بالفور، وزیر امور خارجه بریتانیا، بیانیه بالفور را برای لرد روچیلد، رهبر جامعه یهودیان بریتانیا ارسال کرد که در آن اعلام شده‌بود که بریتانیا قصد دارد یک «خانه ملی» یهودی را در فلسطین برپا کند.
در سال ۱۹۱۸، لژیون یهودی، گروهی عمدتاً از داوطلبان صهیونیست، در فتح فلسطین توسط بریتانیا به بریتانیایی‌ها یاری رساندند. در سال ۱۹۲۰، پس از اینکه متفقین شام را در طول جنگ جهانی اول فتح کردند، این قلمرو بین بریتانیا و فرانسه تحت سیستم دستوری تقسیم گردید و منطقه تحت اداره بریتانیا که شامل اسرائیل امروزی بود، فلسطین تحت قیمومیت بریتانیا نام گرفت. مخالفت اعراب با حکومت بریتانیا و مهاجرت یهودیان منجر به شورش‌های فلسطینی در سال ۱۹۲۰ و تشکیل یک شبه نظامی یهودی به نام هاگانا (به معنای دفاع در زبان عبری) به عنوان زاییده هاشومر شد که بعدها شبه نظامیان ایرگون و لحی از آن منشعب شدند. در سال ۱۹۲۲، جامعه ملل قیمومت فلسطین را تحت شرایطی که شامل اعلامیه بالفور با وعده آن به یهودیان و با مقررات مشابه در مورد فلسطینیان عرب بود به بریتانیا اعطا کرد. جمعیت این منطقه در این زمان عمدتاً عرب و مسلمان بودند، یهودیان حدود 11% و مسیحیان عرب حدود ۹٫۵٪ از جمعیت را تشکیل می‌دادند.
آلیه سوم (۲۳–۱۹۱۹) و آلیه چهارم (۲۹–۱۹۲۴) ۱۰۰۰۰۰ یهودی دیگر را به فلسطین آورد. ظهور نازیسم و آزار و اذیت فزاینده یهودیان در اروپای دهه ۱۹۳۰ منجر به ظهور آلیه پنجم با هجوم یک چهارم میلیون یهودی شد. این یکی از دلایل اصلی شورش اعراب در سالهای ۱۹۳۶–۱۹۳۹ بود که در واکنش به ادامه مهاجرت یهودیان و خرید زمین آغاز گردید. صدها یهودی و پرسنل امنیتی بریتانیا کشته شدند، در حالی که مقامات قیمومت بریتانیا در کنار شبه نظامیان صهیونیست هاگانا و ایرگون ۵۰۳۲ عرب را کشتند و ۱۴۷۶۰ نفر را زخمی کردند، که منجر به کشته شدن بیش از ده درصد از جمعیت مرد بزرگسال عرب‌های فلسطین شد و تعدادی مجروح، زندانی یا تبعیدی بر جای گذاشت. انگلیسی‌ها با کتاب سفید ۱۹۳۹ محدودیت‌هایی را برای مهاجرت یهودیان به فلسطین وضع کردند، در حالی که کشورهای سرتاسر جهان پناهندگان یهودی را که از هولوکاست فرار می‌کردند طرد می‌کردند. در پایان جنگ جهانی دوم، جمعیت یهودیان فلسطین به ۳۱ درصد از کل جمعیت افزایش یافت.
پس از جنگ جهانی دوم، بریتانیا خود را تا سطوح محدودی در نبرد با کمپین چریکی یهودی بر سر محدودیت‌های مهاجرت یهودیان دید. هاگانا در یک مبارزه مسلحانه علیه قوانین حکومت بریتانیا به ایرگون و لحی پیوست. در همان زمان، صدها هزار نفر از بازماندگان و پناهندگان یهودی هولوکاست به دنبال زندگی جدیدی به دور از جوامع ویران‌شده خود در اروپا بودند. هاگانا در برنامه‌ای به نام آلیه بت که در آن ده‌ها هزار پناهجوی یهودی سعی کردند با کشتی وارد فلسطین شوند، تلاش کرد تا این پناهندگان را به فلسطین بیاورد. بیشتر کشتی‌ها توسط نیروی دریایی سلطنتی توقیف شدند و پناهجویان توسط بریتانیایی‌ها جمع‌آوری و در اردوگاه‌های واقع در اتلیت و قبرس قرار تحت بازداشت گرفتند.
در ۲۲ ژوئیه ۱۹۴۶، ایرگون، مقر اداری بریتانیا در فلسطین را که در بال جنوبی هتل کینگ دیوید در اورشلیم قرار داشت، بمباران کرد. در مجموع ۹۱ نفر از ملیت‌های مختلف کشته و ۴۶ تن نیز مجروح شدند. این هتل محل دبیرخانه دولت فلسطین و مقر نیروهای مسلح بریتانیا در فلسطین تحت قیمومت و ماوراء اردن بود. این عملیات به عنوان پاسخی به عملیات آگاتا (مجموعه‌ای از حملات گسترده، از جمله حمله به آژانس یهود، که توسط مقامات بریتانیا انجام شد) در نظر گرفته گردید و مرگبارترین حمله‌ای بود که در دوران قیمومت علیه بریتانیا انجام شد. شورش‌های یهودیان دو سال به طول انجامید. تلاش‌های بریتانیا برای میانجی‌گری و یافتن راه‌حل جهت مذاکره با نمایندگان یهودی و عرب نیز شکست خورد، زیرا یهودیان حاضر به پذیرش هیچ راه‌حلی نبودند که یک کشور یهودی مستقل جزو شروط آن نباشد و با تقسیم فلسطین به دو کشور یهودی و عربی نیز مخالف بودند، حال آنکه اعراب نیز با هرگونه دولت دیگر مخالف بوده و تنها راه حل را فلسطینی یکپارچه تحت حاکمیت اعراب می‌دانستند. در ۱۵ مه ۱۹۴۷، مجمع عمومی سازمان ملل تصمیم گرفت که کمیته ویژه سازمان در مورد فلسطین ایجاد شود تا «برای بررسی در جلسه آتی، مجمع گزارشی در مورد مسئله فلسطین آماده کند.» در گزارش کمیته مورخ ۳ سپتامبر ۱۹۴۷ به مجمع عمومی، اکثریت کمیته در فصل ششم طرحی را برای جایگزینی قیمومت بریتانیا با عنوان «یک کشور مستقل عربی، یک کشور مستقل یهودی و اورشلیم  [...] به عنوان آخرین موردی که تحت یک سیستم قیمومت بین‌الملل قرار دارد» پیشنهاد کردند. در همین حین، شورش یهودیان ادامه یافت و در ژوئیه ۱۹۴۷ طی یک سری حملات گسترده چریکی که در ماجرای گروهبان‌ها به اوج رسید که در آن ایرگون دو گروهبان انگلیسی را به عنوان اهرم فشاری علیه اعدام برنامه‌ریزی‌شده سه عامل ایرگون گروگان گرفت. ایرگون گروگان‌ها را پس از اجرای اعدام نیروهایش کشت.
به تاریخ سپتامبر ۱۹۴۷، کابینه بریتانیا به این نتیجه رسید که قیمومت دیگر امکان استقرار ندارد و بایستی فلسطین را تخلیه نمایند. به بیان آرتور کریچ جونز، وزیر استعمار، چهار علت اصلی منجر به تصمیم‌گیری برای تخلیه فلسطین: انعطاف‌ناپذیری مذاکره‌کنندگان یهودی و عرب که تن به صلح و سازش در مواضع کلیدی خود در خصوص مسئله ایجاد یک کشور یهودی در فلسطین نبودند، همین‌طور استقرار پادگانی وسیع در فلسطین جهت مبارزه با شورش یهودیان و در عین احتمال شورش گسترده‌تر یهودیان و اعراب فشار سنگینی بر اقتصاد بریتانیا که از تبعات جنگ جهانی دوم نیز هنوز التیام نیافته بود، وارد کرد، در ادامه ضربه مهلکی بر «صبر انگلیس و متأثر شدن غرور ملی» ناشی از به دار آویختن گروهبان‌ها، همزمان با انتقادهای فزاینده‌ای که دولت در نتیجه تلاش برای یافتن راه حلی برای فلسطین وارد گردید.
در ۲۹ نوامبر ۱۹۴۷، مجمع عمومی قطعنامه 181 (II) را تصویب نمود که تصویب و اجرای طرح تقسیم با اتحادیه اقتصادی را توصیه می‌کرد. طرح ضمیمه قطعنامه اساساً همان طرحی بود که اکثریت کمیته در گزارش ۳ سپتامبر پیشنهاد کرده بود. آژانس یهود، که نماینده شناخته‌شده جامعه یهودی محسوب می‌شد، طرحی را پذیرفت که به یهودیان - یک سوم جمعیتی که کمتر از ۷٪ از املاک را تحت مالکیت دارند - ۵۵٪ تا ۵۶٪ از زمین‌های فلسطین تحت قیمومت را واگذار می‌کرد.   اتحادیه عرب و کمیته عالی عربی فلسطین این طرح را رد و تأکید کردند که آنها هرگونه طرح تقسیم دیگری را نیز رد خواهند کرد.   در ۱ دسامبر ۱۹۴۷، کمیته عالی عرب یک اعتصاب سه روزه را اعلام کرد و شورش در اورشلیم آغاز شد . وضعیت به یک جنگ داخلی می‌ماند. تنها دو هفته پس از رأی‌گیری سازمان ملل، آرتور کریچ جونز، وزیر استعمار، اعلام کرد که قیمومت بریتانیا در ۱۵ مه ۱۹۴۸ پایان می‌یابد و تا آن مقطع بریتانیایی‌ها تخلیه خواهند شد. هنگامی که شبه‌نظامیان و باندهای عرب به مناطق یهودی حمله می‌کردند، عمدتاً با مقاومت هاگانا و همچنین ایرگون و لحی مواجه می‌شدند. در آوریل ۱۹۴۸، هاگانا به سوی منشأ این تاخت‌وتازها یورش برد.  در این دوره ۲۵۰۰۰۰ عرب فلسطینی به دلیل تعدادی از عوامل فراری یا اخراج شدند. 

### کشور اسرائیل (۱۹۴۸–امروز)

#### استقلال و سالهای اولیه
در ۱۴ مه ۱۹۴۸، یک روز قبل از انقضای قیمومت بریتانیا، دیوید بن گوریون، رئیس آژانس یهود، «تأسیس یک کشور یهودی در سرزمین اسرائیل، با نام دولت اسرائیل» را اعلام کرد. تنها اشاره‌ای که در متن اعلامیه به مرزهای دولت جدید وجود دارد، استفاده از اصطلاح ارتس-اسرائیل (" سرزمین اسرائیل ") است. روز بعد، ارتش چهار کشور عربی — مصر، سوریه، ماوراء اردن و عراق — وارد بخش‌هایی از فلسطین تحت قیمومت بریتانیا شدند و جنگ اعراب و اسرائیل در سال ۱۹۴۸ را آغاز کردند. در همین حین نیروهایی از یمن، مراکش، عربستان سعودی و سودان به جنگ پیوستند.  در آغاز هدف ظاهری تهاجم، جلوگیری از تأسیس دولت یهود بود، برخی از رهبران عرب در مورد "ریختن یهودیان به دریاً صحبت می‌کردند.  به گفته بنی موریس، یهودیان نگران بودند که ارتش مهاجم عرب قصد قتل‌عام آنها را داشته باشند.  اتحادیه عرب اعلام کرد که این تهاجم برای برقراری نظم و جلوگیری از خونریزی بیشتر بوده است.
پس از یک سال جنگ، آتش‌بس اعلام شد و مرزهای موقت موسوم به خط سبز تعیین گردید. اردن کرانه باختری از جمله بیت‌المقدس شرقی را ضمیمه خود نمود و در سوی دیگر هم مصر نوار غزه را اشغال کرد. سازمان ملل تخمین زد که بیش از ۷۰۰۰۰۰ فلسطینی توسط نیروهای پیشروی اسرائیل در جریان درگیری بیرون رانده شدند یا گریختند - چیزی که در عربی به نام نکبت ("فاجعه") شناخته می‌شود. حدود ۱۵۶۰۰۰ نفر باقی ماندند و شهروند عرب اسرائیل شدند.
اسرائیل با اکثریت آرا در ۱۱ مه ۱۹۴۹ به عنوان عضو سازمان ملل پذیرفته شد تلاش اسرائیل و اردن برای مذاکره بر سر توافقنامه صلح پس از آن شکست خورد که دولت بریتانیا، از ترس واکنش مصر با چنین معاهده‌ای، مخالفت خود را با دولت اردن ابراز کرد. در سال‌های اولیه تشکیل دولت، جنبش صهیونیسم کارگری به رهبری نخست‌وزیر دیوید بن گوریون بر عرصه سیاست در اسرائیل تسلط داشت.
مهاجرت به اسرائیل در اواخر دهه ۱۹۴۰ و اوایل دهه ۱۹۵۰ با کمک وزارت مهاجرت اسرائیل و سازمان غیردولتی موساد لیعلیه بت (lit. جریان داشت که مهاجرت غیرقانونی و مخفیانه را سازماندهی می‌کند. هر دو گروه تدارکات مهاجرت مانند ترتیب دادن حمل و نقل را تسهیل می‌کردند، اما گروه دوم در کشورهایی به ویژه در خاورمیانه و اروپای شرقی که زندگی یهودیان در خطر بود و خروج از آن مکان‌ها دشوار بود، درگیر اجرای عملیات‌های مخفیانه می‌شد. موساد لیعلیه بت در سال ۱۹۵۳ منحل گردید. هدف مهاجرت برپایهبرنامه یک میلیونی هدایت می‌شد. مهاجران به دلایل مختلف به اسرائیل می‌آمدند از جمله: برخی اعتقادات صهیونیستی داشتند یا جهت دستیابی به وعده زندگی بهتر به اسرائیل آمده بودند، در حالی که برخی دیگر برای فرار از آزار و اذیت تن به مهاجرت داده بودند یا از کشور مبدأ اخراج می‌شدند.
هجوم بازماندگان هولوکاست و یهودیان از کشورهای عربی و مسلمان به اسرائیل در طی سه سال اول تعداد یهودیان را از ۷۰۰۰۰۰ به ۱٬۴۰۰٬۰۰۰ افزایش داد. در سال ۱۹۵۸، جمعیت اسرائیل به دو میلیون نفر رسید. بین سالهای ۱۹۴۸ و ۱۹۷۰، تقریباً ۱٬۱۵۰٬۰۰۰ پناهنده یهودی به اسرائیل نقل مکان کردند. برخی از مهاجران جدید به عنوان پناهنده بدون هیچ دارایی به کشور آمدند و در اردوگاه‌های موقتی به نام ماباروت اسکان داده شدند. تا سال ۱۹۵۲، بیش از ۲۰۰۰۰۰ نفر در این شهرهای چادری زندگی می‌کردند. با یهودیان دارای پیشینه اروپایی اغلب رفتار مطلوب تری نسبت به یهودیان کشورهای خاورمیانه و شمال آفریقا صورت می‌گرفت - واحدهای مسکونی که برای ورودی‌های جدید اختصاص داده شده‌بود اغلب برای همان مهاجران قدیمی تمدید می‌شد و در نتیجه یهودیان تازه‌وارد از سرزمین‌های عربی عموماً مدت بیشتری را در کمپ سکونت می‌کردند. در این دوره، غذا، لباس و اثاثیه باید جیره‌بندی می‌شد که به آن دوره ریاضت می‌گفتند. نیاز روزافزون به حل این بحران، بن گوریون را به امضای قرارداد غرامت با آلمان غربی سوق داد که اعتراضات گسترده یهودیان را برانگیخت و از این ایده که اسرائیل می‌تواند غرامت مالی در ازای هولوکاست را بپذیرد، خشمگین شدند.

#### درگیری اعراب و اسرائیل
در طول دهه ۱۹۵۰، اسرائیل اغلب توسط فداییان فلسطینی مورد حمله قرار می‌گرفت، هدف حملات تقریباً همیشه غیرنظامیان بودند منشأ آن نیز عمدتاً از نوار غزه تحت اشغال مصر بود که این رفتارها منجر به چندین عملیات تلافی جویانه اسرائیل نیز شد. در سال ۱۹۵۶، انگلستان و فرانسه قصد داشتند کنترل کانال سوئز را که مصریان آن را ملی کرده بودند، دوباره به دست گیرند. ادامه منع کشتی‌های اسرائیلی از کشتی‌رانی بر کانال سوئز و تنگه تیران، همراه با افزایش حملات فداییان علیه جمعیت جنوبی اسرائیل و تهدیدات اعراب، اسرائیل را بر آن داشت تا به مصر حمله کند. اسرائیل به یک اتحاد محرمانه با بریتانیا و فرانسه ملحق شد و شبه جزیره سینا را تصرف کرد، اما سازمان ملل تحت فشار قرار گرفت تا در ازای تضمین حقوق کشتیرانی اسرائیل در دریای سرخ این کشور از تنگه تیران و کانال، عقب‌نشینی کند. جنگی که به عنوان بحران سوئز شناخته می‌شود، منجر به کاهش قابل توجه نفوذ مرزی اسرائیل شد.
در اوایل دهه ۱۹۶۰، اسرائیل آدولف آیشمن جنایتکار جنگی نازی را در آرژانتین دستگیر و برای محاکمه به اسرائیل آورد.  محاکمه تأثیر عمده‌ای بر آگاهی عمومی از هولوکاست داشت. آیشمن تنها فردی است که در یک دادگاه غیرنظامی اسرائیل در اسرائیل اعدام شده است. در طول بهار و تابستان ۱۹۶۳ اسرائیل درگیر یک بن بست دیپلماتیک با ایالات متحده به دلیل برنامه هسته‌ای خود بود.
از سال ۱۹۶۴ که کشورهای عربی نگرای‌هایی را بابت برنامه اسرائیل در راستای هدایت آب رودخانه اردن به دشت ساحلی داشتند، کوشش‌هایی جهت انحراف سرچشمه رود برای محروم‌سازی اسرائیل از آب آن صورت گرفت و باعث ایجاد تنش بین اسرائیل از یک سو و و لبنان سوریه در طرف دیگر شد. ملی گرایان عرب به رهبری جمال عبدالناصر، رئیس‌جمهور مصر، از به رسمیت شناختن اسرائیل خودداری کردند و خواستار نابودی آن شدند. در سال ۱۹۶۶، روابط اسرائیل و اعراب به حدی پرتنش شده‌بود که نبردهای فیزیکی بین نیروهای اسرائیلی و عرب حادث شد.

اراضی تحت کنترل اسرائیل:
پیش از جنگ شش روزه
پس از جنگ صحرای سینا به سال ۱۹۸۲ به مصر بازگردانده شد.

در ماه مه ۱۹۶۷، مصر ارتش خود را در نزدیکی مرز با اسرائیل آماده‌باش کرد، نیروهای حافظ صلح سازمان ملل را بیرون و از سال ۱۹۵۷ در شبه جزیره سینا مستقر شد تا دسترسی اسرائیل به دریای سرخ را مسدود کند. سایر کشورهای عربی نیز نیروهای خود را بسیج کردند. اسرائیل بار دیگر تأکید کرد که این اقدامات یک بهانه جنگ است و در ۵ ژوئن، حمله پیشگیرانه ای را علیه مصر انجام داد. اردن، سوریه و عراق پاسخ دادند و به اسرائیل حمله کردند. در یک جنگ شش روزه، اسرائیل کرانه باختری را از اردن، نوار غزه و شبه جزیره سینا را از مصر و بلندی‌های جولان را از سوریه تصرف و اشغال کرد.
پس از جنگ ۱۹۶۷ و قطعنامه «سه نه» اتحادیه عرب، اسرائیل با حملات مصری‌ها در شبه جزیره سینا در طول جنگی فرسایشی در سال‌های ۱۹۶۷–۱۹۷۰ و از سوی دیگر گروه‌های فلسطینی که اسرائیلی‌ها را در سرزمین‌های اشغالی در اسرائیل و سراسر جهان هدف قرار می‌دادند، مواجه شد. در میان گروه‌های مختلف فلسطینی و عربی، مهم‌ترین گروه سازمان آزادی‌بخش فلسطین (ساف) بود که در سال ۱۹۶۴ تأسیس شد و در ابتدا خود را متعهد به «مبارزه مسلحانه به عنوان تنها راه برای آزادی میهن» قلمداد کرد. در اواخر دهه ۱۹۶۰ و اوایل دهه ۱۹۷۰، گروه‌های فلسطینی موجی از حملات را علیه اهداف اسرائیلی و یهودی در سراسر جهان ترتیب دادند، از جمله آنها قتل‌عام ورزشکاران اسرائیلی در بازی‌های المپیک تابستانی ۱۹۷۲ در مونیخ بود. دولت اسرائیل با اجرای یک کمپین ترور پاسخ سازمان دهندگان قتل‌عام را با بمباران هوایی و یورش به مقر ساف در لبنان داد.
در ۶ اکتبر ۱۹۷۳، زمانی که یهودیان مشغول مراسم یوم کیپور بودند، ارتش مصر و سوریه حمله غافلگیرانه‌ای را علیه نیروهای اسرائیلی در شبه جزیره سینا و بلندی‌های جولان آغاز کردند که جنگ یوم کیپور نامیده می‌شود. این جنگ در ۲۵ اکتبر با عقب راندن موفقیت‌آمیز نیروهای مصری و سوری توسط اسرائیل به پایان رسید، اما بیش از ۲۵۰۰ سرباز اسرائیلی در جنگی که مجموعاً در حدود ۲۰ روز جان ۱۰ تا ۳۵۰۰۰ نفر را گرفت کشته شدند. یک تحقیق داخلی دولت را از مسئولیت در قبال ناکامی‌های قبل و در طول جنگ تبرئه نمود، اما خشم عمومی، نخست‌وزیر گلدا مایر را مجبور به استعفا کرد. در ژوئیه ۱۹۷۶ هواپیمای مسافربری در حین پرواز از اسرائیل به فرانسه توسط چریک‌های فلسطینی ربوده و در فرودگاه بین‌المللی اتنبه، اوگاندا فرود آمد. کماندوهای اسرائیلی عملیاتی را انجام دادند که در آن ۱۰۲ نفر از ۱۰۶ گروگان اسرائیلی با موفقیت نجات یافتند.

#### روند صلح
در سال ۱۹۷۷ انور السادات، رئیس‌جمهور مصر، سفری به اسرائیل داشت و در برابر کنست سخنرانی کرد که اولین به رسمیت شناختن اسرائیل توسط یک رئیس دولت عرب قلمداد می‌شد  دو سال بعد، سادات و بگین قرارداد کمپ دیوید (۱۹۷۸) و پیمان صلح مصر و اسرائیل (۱۹۷۹) را امضا کردند.  در عوض، اسرائیل از شبه جزیره سینا عقب‌نشینی نمود و موافقت کرد که بر سر خودمختاری فلسطینیان در کرانه باختری و نوار غزه وارد مذاکره شود. 
در مارس ۱۹۷۸، تنش‌هایی خونین در جنوب لبنان بین اسرائیل و چریک‌های ساف درگرفت.

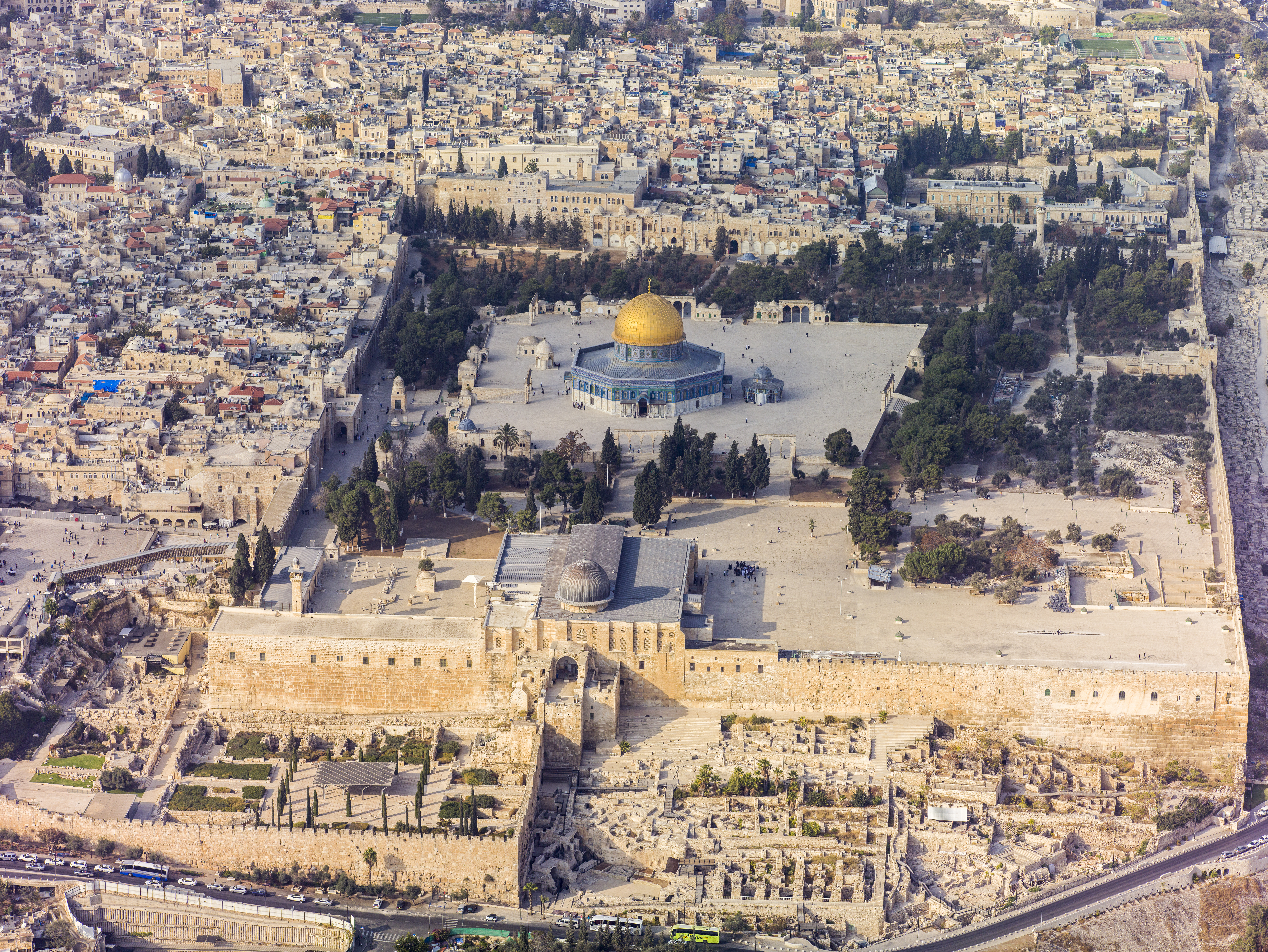
قانون ۱۹۸۰ اسرائیل اعلام کرد که «تمامیت اورشلیم، کامل و متحد، پایتخت اسرائیل است».

در همین حال، دولت بگین موجباتی را برای اسراییل فراهم کرد تا در کرانه باختری اشغالی مستقر شوند که اصطکاک با فلسطینیان در آن منطقه را افزایش داد. قانون اساسی: اورشلیم، پایتخت اسرائیل، که در سال ۱۹۸۰ به تصویب رسید، به عقیده برخی، الحاق اورشلیم توسط اسرائیل در سال ۱۹۶۷ را با فرمان دولت، مجدداً تأیید کرد و بحث‌های بین‌المللی بر سر وضعیت این شهر را برانگیخت. هیچ قانونی در قوانین اساسی این کشور قلمرو اسرائیل را تعریف نکرده است و هیچ اقدامی به‌طور خاص اورشلیم شرقی را جزو سرزمین اسرائیل تعریف نکرده. در سال ۱۹۸۱ اسرائیل به‌طور مؤثری بلندی‌های جولان را ضمیمه خاک خود کرد، اگرچه الحاق آن در سطح بین‌المللی به رسمیت شناخته نشد. جامعه بین‌المللی عمدتاً این اقدامات را رد کرد و شورای امنیت سازمان ملل متحد قانون اورشلیم و قانون بلندی‌های جولان را فسخ و باطل اعلام کرد. تنوع جمعیتی اسرائیل در دهه‌های ۱۹۸۰ و ۱۹۹۰ گسترش یافت. چندین موج از یهودیان اتیوپیایی از دهه ۱۹۸۰ به اسرائیل مهاجرت کردند، در حالی که بین سال‌های ۱۹۹۰ تا ۱۹۹۴، مهاجرت از کشورهای پس از شوروی، جمعیت اسرائیل را دوازده درصد افزایش داد.
در ۷ ژوئن ۱۹۸۱، در طول جنگ ایران و عراق، نیروی هوایی اسرائیل تنها رآکتور هسته‌ای در حال ساخت عراق را در خارج از بغداد منهدم کرد تا مانع از برنامه تسلیحات هسته‌ای عراق شود. پس از یک سری حملات ساف در سال ۱۹۸۲، اسرائیل در آن سال به لبنان حمله کرد تا پایگاه‌هایی را که ساف از آنجا حملات موشکی به شمال اسرائیل انجام می‌داد، نابود کند.  در شش روز اول نبرد، اسرائیلی‌ها نیروهای نظامی ساف را در لبنان نابود کردند و قاطعانه سوری‌ها را شکست دادند. تحقیقات دولت اسرائیل - کمیسیون کاهان - بعداً بگین و چندین ژنرال اسرائیلی را به‌طور غیرمستقیم مسئول کشتار صبرا و شتیلا و وزیر دفاع آریل شارون را به عنوان «مسئول شخصی» قتل‌عام معرفی کرد که استعفایش را سبب شد. در سال ۱۹۸۵، اسرائیل با بمباران مقر ساف در تونس به حمله تروریستی فلسطینیان در قبرس پاسخ داد. اسرائیل در سال ۱۹۸۶ از بیشتر مناطق لبنان عقب‌نشینی کرد، اما تا سال ۲۰۰۰ یک منطقه حائل مرزی در جنوب لبنان را حفظ کرد که از آنجا نیروهای اسرائیلی با حزب‌الله وارد جنگ می‌شدند. طی شش سال بعد، انتفاضه سازماندهی‌شده‌تری شامل اقدامات اقتصادی و فرهنگی با هدف برهم زدن اشغال اسرائیل ترتیب داده‌شد که در طی خشونت‌های پس از آن بیش از هزار نفر کشته شدند. در طول جنگ خلیج فارس در سال ۱۹۹۱، ساف از صدام حسین و حملات موشکی اسکاد عراق علیه اسرائیل حمایت کرد. علیرغم خشم عمومی، اسرائیل به فراخوان‌های آمریکا برای خودداری از پاسخگویی توجه نشان داد و در آن جنگ شرکت نکرد.

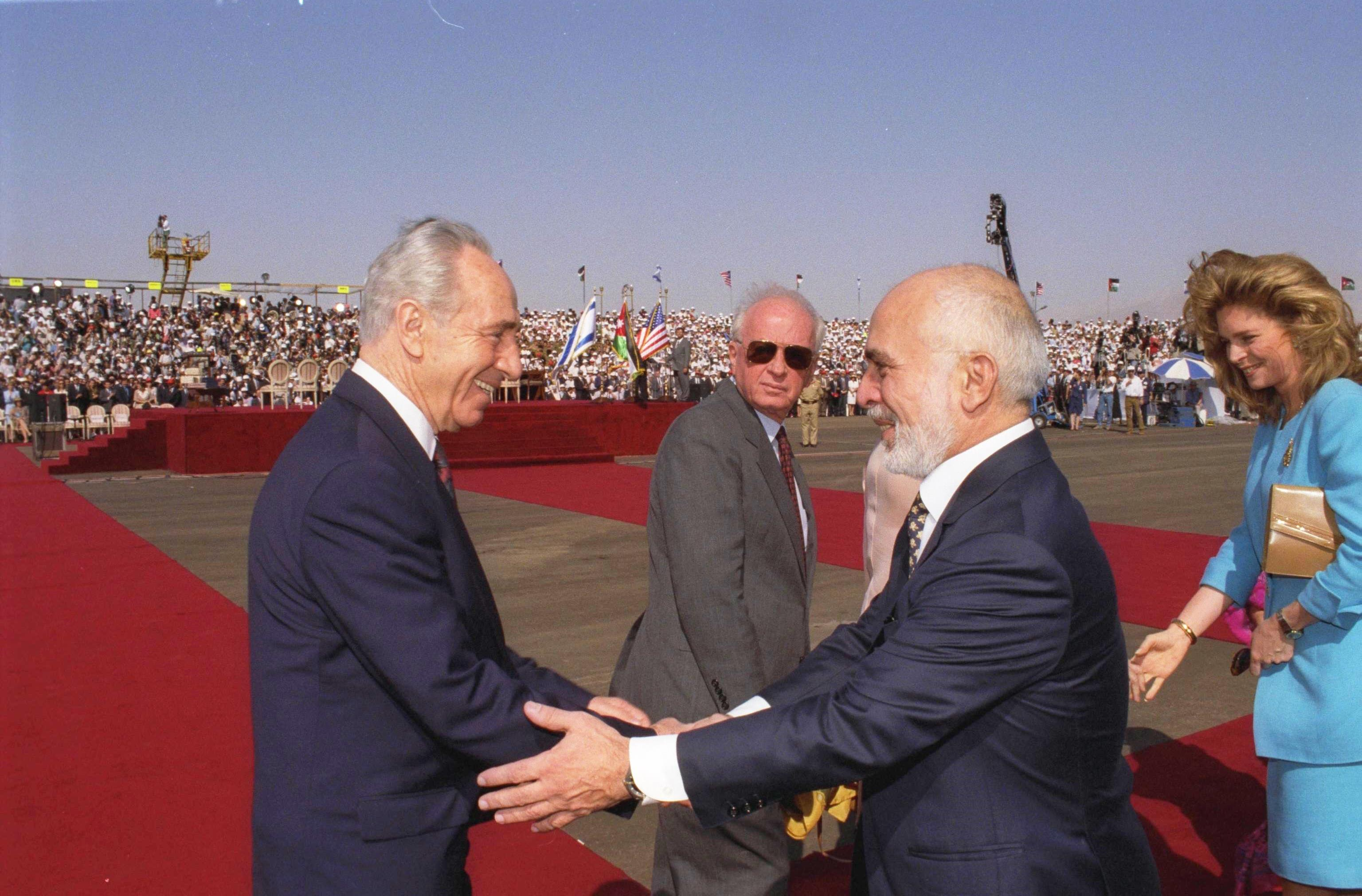
شیمون پرز (چپ) با اسحاق رابین (مرکز) و پادشاه حسین اردن (راست)، قبل از امضای پیمان صلح اسرائیل و اردن در سال ۱۹۹۴

در سال ۱۹۹۲، اسحاق رابین پس از انتخاباتی که در آن حزب او خواستار سازش با همسایگان اسرائیل شد، نخست‌وزیر گردید.  سال بعد، شیمون پرز به نمایندگی از اسرائیل و محمود عباس برای ساف، توافقنامه اسلو را امضا کردند که به تشکیلات خودگردان ملی فلسطین حق حکومت بر بخش‌هایی از کرانه باختری و نوار غزه را داد. سازمان آزادی‌بخش فلسطین همچنین حق موجودیت اسرائیل را به رسمیت شناخت و متعهد شد که به تروریسم پایان دهد. در ۱۹۹۴ معاهده صلح اسرائیل و اردن امضا شد و اردن را به دومین کشور عربی تبدیل کرد که روابط خود با اسرائیل را عادی می‌کند. حمایت عمومی اعراب از توافق با اسرائیل در نتیجه ادامه شهرک‌سازی‌ها و برقراری پست‌های بازرسی و همین‌طور وخامت شرایط اقتصادی آسیب دید. حمایت عمومی اسرائیل از توافقنامه کاهش یافت زیرا اسرائیل توسط حملات انتحاری فلسطینی‌ها ضربه می‌خورد. در نوامبر ۱۹۹۵، اسحاق رابین هنگام خروج از راهپیمایی صلح توسط ییگال امیر، یهودی راست افراطی که مخالف توافقنامه بود، ترور شد.
در دوران نخست‌وزیری بنیامین نتانیاهو در پایان دهه ۱۹۹۰، اسرائیل موافقت کرد که از الخلیل  خارج شود، اگرچه این تصمیم هرگز تصویب یا اجرا نشد و در عوض تفاهم نامه رودخانه وای را امضا کرد که  کنترل بیشتری به تشکیلات خودگردان فلسطینی داد. ایهود باراک که در سال ۱۹۹۹ به نخست‌وزیری انتخاب شد و هزاره جدید را با خروج نیروها از جنوب لبنان و انجام مذاکرات با یاسر عرفات، رئیس تشکیلات خودگردان فلسطین و بیل کلینتون، رئیس‌جمهور ایالات متحده در اجلاس کمپ دیوید در سال ۲۰۰۰ آغاز کرد. باراک در این اجلاس طرحی برای تشکیل کشور فلسطینی ارائه کرد. دولت پیشنهادی شامل کل نوار غزه و بیش از ۹۰ درصد کرانه باختری با بیت‌المقدس به عنوان پایتخت مشترک بود.

#### قرن ۲۱

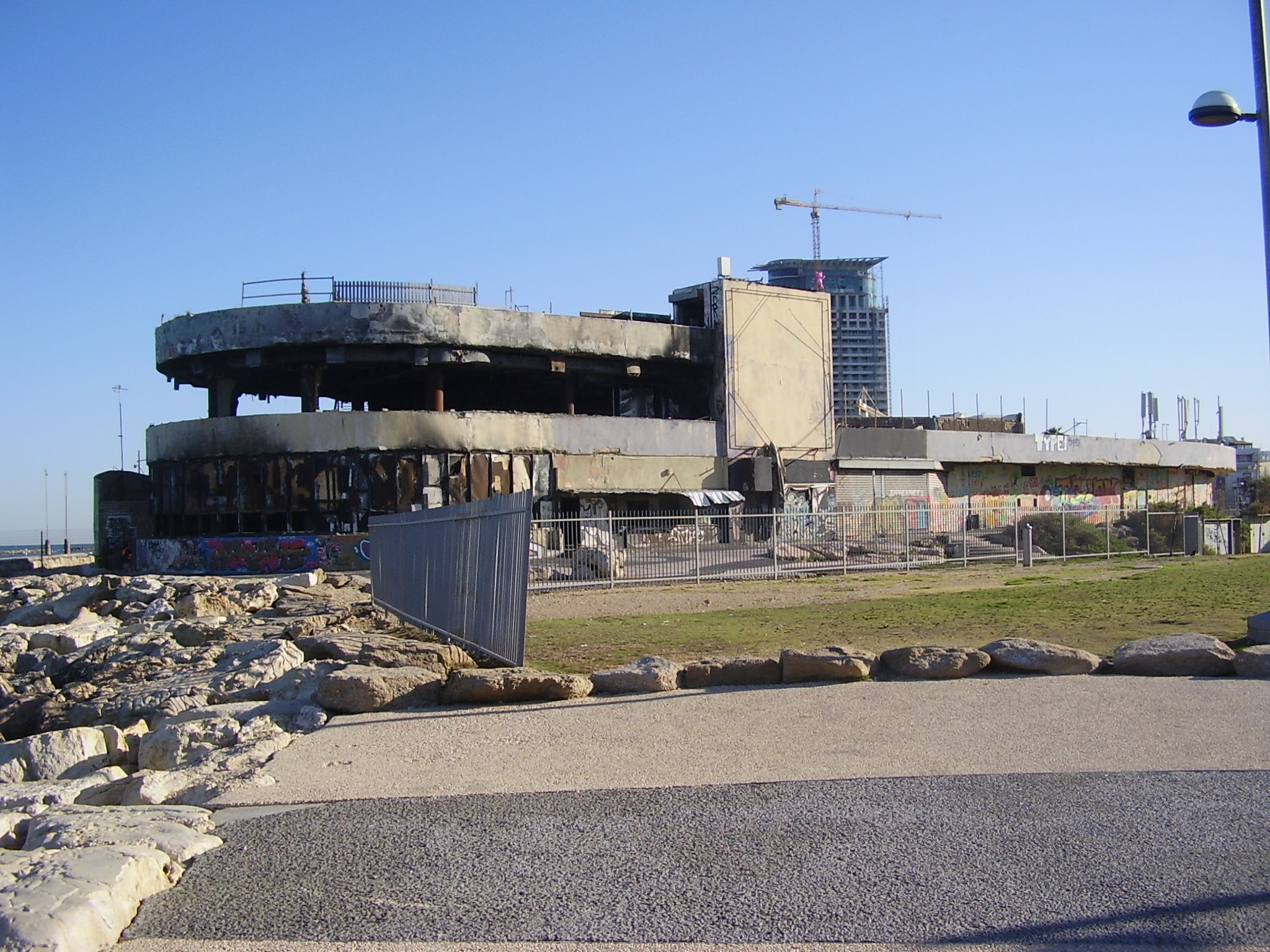
محل قتل‌عام دیسکوتک دلفیناریوم تل آویو در سال ۲۰۰۱ که در آن ۲۱ اسرائیلی کشته شدند.

در اواخر سال ۲۰۰۰، پس از دیدار جنجالی آریل شارون، رهبر لیکود از کوه معبد، انتفاضه دوم آغاز شد که تا چهار سال و نیم آینده ادامه داشت. بمب‌گذاری‌های انتحاری یکی از ویژگی‌های مکرر انتفاضه بود که باعث شد زندگی غیرنظامی اسرائیل به میدان جنگ تبدیل شود. برخی از مفسران معتقدند که انتفاضه از قبل توسط عرفات طراحی شده‌بود و دلیل آن شکست مذاکرات صلح بود. شارون در انتخابات ویژه سال ۲۰۰۱ نخست‌وزیر شد. وی در دوران تصدی خود، طرح خود برای عقب‌نشینی یکجانبه از نوار غزه را اجرایی کرد و همچنین ساخت دیوار حائل کرانه باختری اسرائیل را رهبری نیز کرد و به انتفاضه پایان داد. بین سال‌های ۲۰۰۰ تا ۲۰۰۸، ۱۰۶۳ اسرائیلی، ۵۵۱۷ فلسطینی و ۶۴ شهروند خارجی کشته شده‌اند.
در سال ۲۰۰۶، حملات توپخانه‌ای حزب‌الله به جوامع مرزی شمال اسرائیل و ربوده شدن دو سرباز اسرائیلی از مرزها، جنگ دوم لبنان را به مدت یک ماه کلید زد. در سال ۲۰۰۷، نیروی هوایی اسرائیل یک راکتور هسته‌ای در سوریه را منهدم کردند. در سال ۲۰۰۸، اسرائیل وارد نبرد دیگری شد، چراکه آتش‌بس بین حماس و اسرائیل شکست خورده‌بود. جنگ غزه ۲۰۰۸–۲۰۰۹ سه هفته زمان برد و پس از اعلام آتش‌بس یک‌سویه از سمت اسرائیل پایان یافت. حماس آتش‌بس را با شرایط ویژه خود آن هم در جهت اجرای عقب‌نشینی کامل و باز کردن گذرگاه‌های مرزی اعلام کرد. با وجود اینکه نه موشک‌پرانی طرف فلسطینی و نه حملات تلافی جویانه اسرائیل به‌طور کامل متوقف نشدند، اما آتش‌بس شکننده همچنان برقرار گشت. در جریان آنچه که دولت اسرائیل تحت عنوان واکنش به بیش از صد حمله راکتی فلسطینیان بر فراز شهرهای جنوبی این کشور معرفی نمود، اسرائیل عملیاتی را در نوار غزه در سال ۲۰۱۲ آغاز کرد که هشت روز به طول انجامید. اسرائیل پس از تشدید حملات موشکی حماس در تاریخ ژوئیه ۲۰۱۴، عملیات دیگری را علیه غزه کلید زد.
در دهه ۲۰۱۰، همکاری‌های منطقه‌ای فزاینده بین اسرائیل و کشورهای اتحادیه عرب ایجاد شد که با امضای توافقنامه ابراهیم به اوج خود رسید. وضعیت امنیتی اسرائیل از درگیری سنتی اعراب و اسرائیل به درگیری نیابتی ایران و اسرائیل و رویارویی مستقیم با ایران در طول جنگ داخلی سوریه تغییر کرد.
در مه ۲۰۲۱، دور تازه‌ای از بحران در غزه و اسرائیل روی داد که یازده روز زمان برد. در ۷ اکتبر ۲۰۲۳، گروه‌های شبه‌نظامی فلسطینی از غزه به رهبری حماس، مجموعه‌ای از حملات هماهنگ شده را علیه اسرائیل آغاز کردند که منجر به آغاز جنگ اسرائیل و حماس شد. در آن روز، حدود ۱٫۳۰۰ اسرائیلی، عمدتاً غیرنظامی، در جوامع نزدیک مرز نوار غزه و در جریان یک جشنواره موسیقی کشته شدند. بیش از ۲۰۰ گروگان ربوده و به نوار غزه منتقل شدند. اسرائیل پس از پاکسازی شبه‌نظامیان از خاک خود، یکی از مخرب‌ترین بمباران‌های تاریخ معاصر را آغاز کرد و در ۲۷ اکتبر با اهداف اعلام شده نابودی حماس و آزادی گروگان‌ها، به غزه حمله کرد.

## جغرافیا
مساحت اسرائیل ۲۲٬۱۴۵ کیلومتر مربع (به تقریب دو برابر قطر) است. اسرائیل ۱۵۳مین کشور جهان از لحاظ وسعت جغرافیایی است.
اسرائیل در شمال با لبنان، در شمال شرقی با سوریه، در شرق با اردن و در جنوب غربی با مصر مرز زمینی دارد. اسرائیل همچنین در شرق با کرانه باختری رود اردن و در جنوب غربی با نوار غزه مجاور است. این کشور همچنین از طریق دریای مدیترانه، خلیج ایلات و دریای سرخ مرز آبی دارد. این کشور با وجود پهناوری اندک، ویژگی‌های جغرافیایی متنوعی را شامل می‌شود.
شورترین دریاچه جهان به نام دریای مرده (بحرالمیت) در مرز اردن و اسرائیل واقع شده است. بزرگ‌ترین دریاچه داخلی اسرائیل، دریاچه کینرت در دامنه بلندی‌های جولان قرار گرفته است.
صحرای نِگِب بیابانی است وسیع در جنوب کشور اسرائیل که حدود ۵۵ درصد از خاک اسرائیل را پوشانده است.

## جمعیت‌شناسی
تا تاریخ ۳۱ دسامبر ۲۰۱۸, جمعیت اسرائیل ۸٬۹۶۹٬۷۰۰ نفر تخمین زده می‌شود. در سال ۲۰۲۲، دولت ۷۳٫۶ درصد از جمعیت را یهودی، ۲۱٫۱ درصد از جمعیت را عرب و ۵٫۳ درصد را به عنوان «دیگران» (مسیحیان غیر عرب و افرادی که هیچ دینی در لیست ندارند) ثبت کرد.
در دهه گذشته، تعداد زیادی از کارگران مهاجر از رومانی، تایلند، چین، آفریقا و آمریکای جنوبی در اسرائیل ساکن شده‌اند. رقم دقیق آنها مشخص نیست، زیرا بسیاری به‌طور غیرقانونی در کشور زندگی می‌کنند، اما تخمین زده می‌شود که بین ۱۶۶٬۰۰۰ تا ۲۰۳٬۰۰۰ باشد. تا ژوئن ۲۰۱۲ تخمین زده می‌شود که قریب به ۶۰٬۰۰۰ مهاجر آفریقایی‌تبار ساکن اسرائیل شده‌باشند. دست‌کم ۹۳٪ اسرائیلی‌ها در مناطق شهری زندگی می‌کنند. ۹۰ درصد از اسرائیلی‌های فلسطینی در ۱۳۹ شهر و روستای پرجمعیت در مناطق جلیل، مثلث و نقب ساکن هستند و ۱۰ درصد بقیه در شهرها و محله‌های مختلط زندگی می‌کنند. داده‌های سازمان همکاری و توسعه اقتصادی در سال ۲۰۱۶ میانگین امید به زندگی اسرائیلی‌ها را ۸۲٫۵ سال تخمین زده است که آن را در رده‌بندی‌ها به درجه ششمین در جهان تبدیل کرده است. امید به زندگی اعراب اسرائیلی ۳ تا ۴ سال کمتر است که باز هم تقریباً از تمام کشورهای اکثریت عرب یا مسلمان در جهان بیشتر است.
^a This number includes بیت‌المقدس شرقی and کرانه باختری رود اردن areas. Israeli sovereignty over East Jerusalem is internationally unrecognized. 

هرم جمعیتی اسرائیل به سال ۲۰۱۷

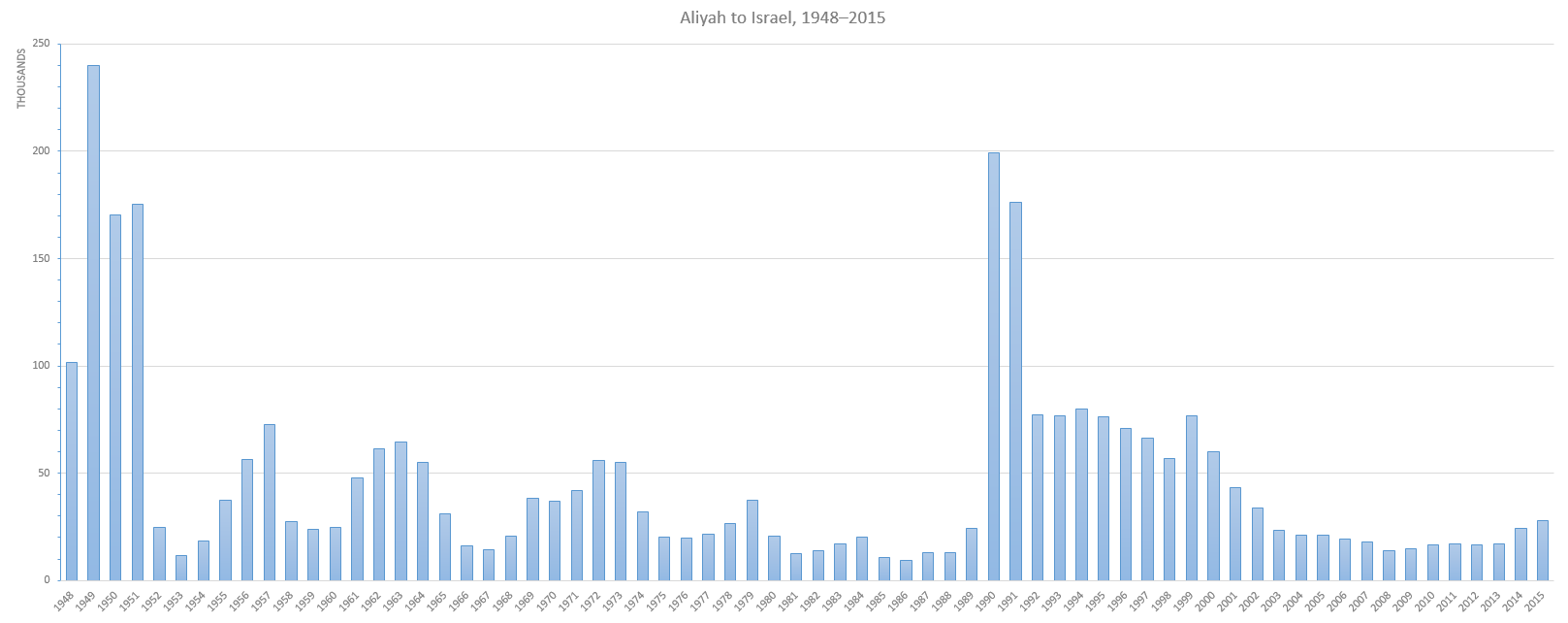
مهاجرت به اسرائیل در سال‌های ۱۹۴۸–۲۰۱۵. نقاط اوج آن در سال‌های ۱۹۴۹ و ۱۹۹۰ بود.

اسرائیل به عنوان وطن قوم یهود تأسیس شد و اغلب به عنوان یک کشور یهودی شناخته می‌شود. قانون بازگشت این کشور به همه یهودیان و یهودتباران حق شهروندی اسرائیل را می‌دهد. حفظ جمعیت اسرائیل از سال ۱۹۴۸ در مقایسه با سایر کشورهای دارای مهاجرت انبوه، برابر یا حتی بیشتر است. میزان مهاجرت یهودیان از اسرائیل (به عبری یِریدا) عمدتاً به مقصد ایالات متحده و کانادا، توسط جمعیت‌شناسان در حد معمول توصیف می‌شود، اما این میزان از مهاجرت اغلب توسط وزارتخانه‌های دولت اسرائیل به عنوان تهدیدی بزرگ برای آینده اسرائیل قلمداد گردیده.

تقریباً ۸۰ درصد از یهودیان اسرائیلی در اسرائیل به دنیا آمده‌اند، ۱۴ درصد مهاجران از اروپا و قاره آمریکا و ۶ درصد از مهاجران آسیا و آفریقا هستند. یهودیان اروپا و اتحاد جماهیر شوروی سابق و فرزندان آنها که در اسرائیل به دنیا آمده‌اند، از جمله یهودیان اشکنازی، تقریباً ۵۰ درصد اسرائیلی‌های یهودی را تشکیل می‌دهند. یهودیانی که کشورهای عربی و مسلمان را ترک کردند یا فرار کردند شامل فرزندان آنها، از جمله یهودیان میزراحی و سفاردی، بیشتر جمعیت یهودی را تشکیل می‌دهند. نرخ ازدواج بین نژادی یهودیان بیش از ۳۵ درصد است و مطالعات اخیر نشان می‌دهد که اسرائیلی‌هایی که هم از یهودیان سفاردی و هم از یهودیان اشکنازی هستند، هر سال ۰٫۵ درصد افزایش می‌یابد و بیش از ۲۵ درصد از کودکان مدرسه‌ای اکنون از هردو نژاد هستند. حدود ۴ درصد از اسرائیلی‌ها (۳۰۰۰۰۰ تن) که از نظر قومی به عنوان «دیگر» تعریف می‌شوند، فرزندان روسی با اصل و نسب یا خانواده یهودی هستند که طبق قوانین خاخام یهودی نمی‌باشند، اما طبق قانون بازگشت واجد شرایط دریافت شهروندی اسرائیل بوده‌اند.

تقسیمات کشوری ۱. استان شمال ۲. استان حیفا ۳. استان مرکز ۴. استان تل‌آویو ۵. استان اورشلیم ۶. استان جنوب

تعداد کل شهرک نشینان اسرائیلی فراتر از خط سبز بیش از ۶۰۰۰۰۰ نفر است (شامل ≈۱۰٪ از جمعیت یهودی اسرائیل). در سال ۲۰۱۶ ۳۹۹٬۳۰۰ اسرائیلی در شهرک‌های کرانه باختری زندگی می‌کردند، شهرک‌هایی که قبل از تأسیس دولت اسرائیل برقرار بودند و پس از جنگ شش روزه در شهرهایی مانند الخلیل و بلوک گوش اتزیون نیز دوباره تأسیس شدند. علاوه بر شهرک‌های کرانه باختری، بیش از ۲۰۰٬۰۰۰ یهودی در اورشلیم شرقی و ۲۲٬۰۰۰ یهودی در بلندی‌های جولان نیز ساکن هستند. تقریباً ۷٬۸۰۰ اسرائیلی هم در شهرک‌هایی در نوار غزه موسوم به گوش کتیف زندگی می‌کردند تا اینکه توسط دولت به عنوان بخشی از طرح خلع سلاح در سال ۲۰۰۵ تخلیه شدند.

اعراب اسرائیلی (شامل جمعیت عرب اورشلیم شرقی و بلندی‌های جولان) ۲۱٫۱ درصد از جمعیت یا ۱٬۹۹۵٬۰۰۰ نفر را تشکیل می‌دهند. در یک نظرسنجی تلفنی در سال ۲۰۱۷ از ساکنان عرب اسرائیلی، مشخص شد که ۴۰٪ از شهروندان عرب خود را به عنوان "عرب در اسرائیل" یا "شهروند عرب اسرائیل"، ۱۵٪ به عنوان "فلسطینی"، ۸٫۹٪ به عنوان "فلسطینی در اسرائیل" یا "شهروند فلسطینی اسرائیل"، " ۸٫۷٪ به عنوان "عربی"؛ معرفی می‌کنند و همین‌طور ۶۰ درصد از اعراب اسرائیل دیدگاه مثبتی نسبت به دولت دارند. به گفته سامی اسموها، «هویت ۸۳٫۰ درصد از اعراب اسرائیلی در سال ۲۰۱۹ (با ۷۵٫۵ درصد تغییر نسبت به سال ۲۰۱۷) دارای حداقل یک ریشه اسرائیلی و ۶۱٫۹ درصد (۶۰٫۳٪ بدون تغییر) دارای ریشه فلسطینی است.» با این حال، زمانی که این دو نژاد در نظرسنجی به عنوان رقیب معرفی شدند، ۶۹٫۰ درصد از اعراب در سال ۲۰۱۹ هویت انحصاری یا اولیه خود را فلسطینی انتخاب کردند، در حالی که ۲۹٫۸ درصد هویت انحصاری یا اولیه خود را عرب اسرائیلی برگزیدند.
اسرائیل دارای چهار کلان‌شهر اصلی است: غوش دان (منطقه شهری تل آویو؛ جمعیت ۳٬۸۵۴٬۰۰۰ نفر)، اورشلیم (جمعیت ۱٬۲۵۳٬۹۰۰ نفر)، حیفا (جمعیت ۹۲۴٬۴۰۰) و بیرشبا (۷٬۱۰۳ جمعیت).
بزرگ‌ترین شهرداری اسرائیل از نظر جمعیت و مساحت، اورشلیم با 901,302 نفر ساکن در مساحت ۱۲۵ کیلومتر مربع (۴۸ مایل مربع) است.  آمار دولت اسرائیل در مورد اورشلیم شامل جمعیت و مساحت بیت‌المقدس شرقی است که به‌طور گسترده به عنوان بخشی از سرزمین‌های فلسطینی تحت اشغال اسرائیل شناخته می‌شود. تل آویو و حیفا به ترتیب با جمعیت 443,939 و 281,087 در رتبه بعدی پرجمعیت‌ترین شهرهای اسرائیل قرار دارند.  شهر (عمدتاً حریدی) بنی براک پرجمعیت‌ترین شهر اسرائیل و یکی از ۱۰ شهر پرجمعیت جهان است.
اسرائیل دارای ۱۶ شهر با بیش از ۱۰۰۰۰۰ نفر جمعیت است. در مجموع، ۷۷ محله اسرائیلی وجود دارند که توسط وزارت کشور به آنها وضعیت "شهرداری" (یا "شهر") اعطا شده است، که چهار مورد از آنها در کرانه باختری رود اردن هستند. دو شهر دیگر نیز برای شهر شدن در نظر گرفته شده‌اند: کاسیف، شهری که قرار است در نقب ساخته شود، و هاریش، که در اصل یک شهر کوچک است و از سال ۲۰۱۵ در حال تبدیل شدن به یک شهر بزرگ می‌باشد.

#### زبان

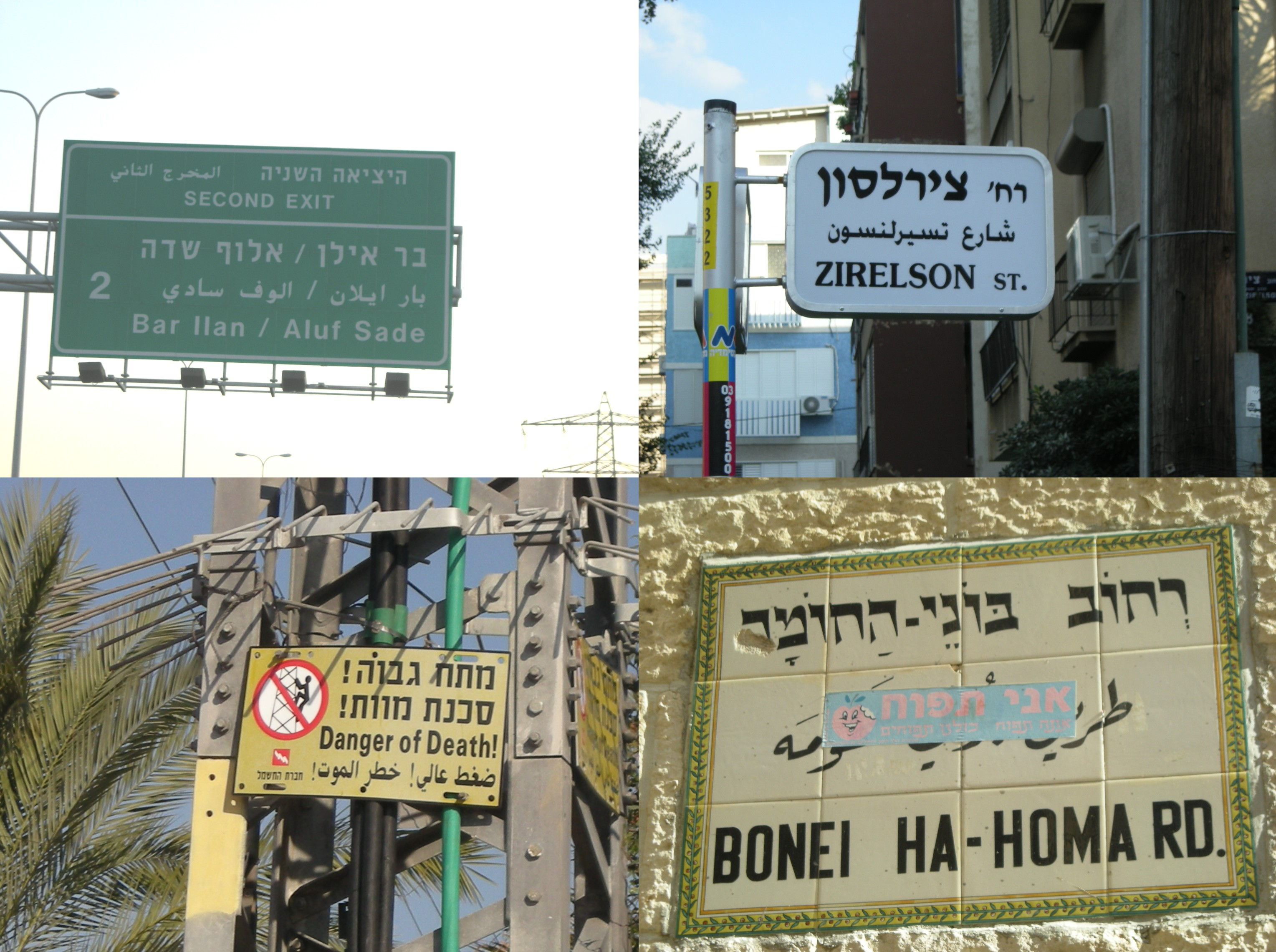
به دلیل ساختار مهاجرت‌پذیر اسرائیل، نام خیابان‌ها در اسرائیل به سه زبان عبری، عربی و انگلیسی نوشته می‌شوند.

تنها زبان رسمی اسرائیل عبری است. تا سال ۲۰۱۸، عربی نیز یکی از دو زبان رسمی دولت اسرائیل بود. در سال ۲۰۱۸ و در راستای «وضعیت ویژه حکومتی» زبان عربی به عنوان یک زبان رسمی برچیده شد.
به عنوان کشور مهاجران، زبان‌های مختلفی از سخن‍وران در خیابان‌ها شنیده می‌شود. به دلیل مهاجرت گسترده از اتحاد جماهیر شوروی سابق و اتیوپی (حدود ۱۳۰۰۰۰ یهودی اتیوپیایی در اسرائیل زندگی می‌کنند)، روسی و آمهری به‌طور گسترده صحبت می‌شود. بیش از یک میلیون مهاجر روسی زبان از کشورهای پس از فروپاشی شوروی بین سالهای ۱۹۹۰ تا ۲۰۰۴ وارد اسرائیل شدند، همچنین فرانسوی توسط حدود ۷۰۰۰۰۰ اسرائیلی صحبت می‌شود، که عمدتاً از فرانسه و شمال آفریقا سرچشمه می‌گیرند. زبان انگلیسی در دوره قیمومت یک زبان رسمی بود که پس از تأسیس اسرائیل این جایگاه را از دست داد، اما نقشی قابل مقایسه با زبان رسمی را حفظ کرد، همان‌طور که بسیار محتمل است که در علائم جاده‌ای و اسناد رسمی نیز استفاده شود. بسیاری از اسرائیلی‌ها به خوبی به زبان انگلیسی ارتباط برقرار می‌کنند، زیرا بسیاری از برنامه‌های تلویزیونی به زبان انگلیسی با زیرنویس پخش می‌شوند و این زبان از کلاس‌های ابتدایی در مدرسه آموزش داده می‌شود. علاوه بر این، دانشگاه‌های اسرائیل دوره‌هایی را به زبان انگلیسی در موضوعات مختلف ارائه می‌دهند.
وزارت آموزش و پرورش اسرائیل یادگیری زبان عربی را در تمامی مدارس دولتی الزامی‌کرده است. هدف از این کار نزدیک کردن دو فرهنگ یهود و عرب به یکدیگر ذکر شده است. دو زبان عبری و عربی در پارلمان اسرائیل به‌عنوان زبان‌های رسمی شناخته می‌شوند و نمایندگان در صورت تمایل می‌توانند به زبان عربی در کنست سخن بگویند. به دلیل ساختار جمعیتی اسرائیل که عمدتاً از یهودیان و اعراب تشکیل شده است، اسامی خیابان‌ها و تابلوهای ترافیکی به سه زبان عبری، عربی و انگلیسی نوشته می‌شوند، رنگ نوشتار سیاه و پس‌زمینه آن سفید است.

#### قومیت
اسرائیل کشوری است که مردمی از ادیان و فرهنگ‌های مختلف را در خود جای داده است مردمی که به شدت به اعتقادات خود معتقد هستند. نژادپرستی در اسرائیل به دو صورت دیده می‌شود: نژادپرستی از سوی یهودیان ضد اعراب و تبعیض نژادی بین گروه‌های مختلف یهودی (از جمله علیه یهودیان اتیوپیایی، یهودیان هندی، یهودیان میزراحی و یهودیان رنگین‌پوست). تبعیض ضد اعراب مسلمان در ابعاد مختلفی از جمله سیاست‌ها، آموزش، دیدگاه‌های فردی و رسانه دیده می‌شود.

#### دین
اسرائیل بخش عمده‌ای از سرزمین مقدس را تشکیل می‌دهد، منطقه‌ای که برای همه ادیان ابراهیمی، از جمله یهودیت، مسیحیت، اسلام، سامریت، دروزی و بهائیت اهمیت زیادی دارد.
نسبت مذهبی یهودیان اسرائیلی بسیار متفاوت است: یک نظرسنجی اجتماعی در سال ۲۰۱۶ که توسط مرکز تحقیقات پیو انجام‌شده نشان می‌دهد که ۴۹٪ خود را به عنوان هیلونی (سکولار)، ۲۹٪ به عنوان ماسورتی (سنتی)، ۱۳٪ به عنوان داتی (مذهبی) و ۹٪ نیز زیر عنوان هاردی (فوق ارتدکس) خود را معرفی می‌کنند. انتظار می‌رود که یهودیان حریدی تا سال ۲۰۲۸ بیش از ۲۰ درصد از جمعیت یهودی اسرائیل را تشکیل دهند.
مسلمانان بزرگ‌ترین اقلیت مذهبی اسرائیل را تشکیل می‌دهند و حدود ۱۷٫۶ درصد از جمعیت را شامل می‌شوند. حدود ۲٪ از جمعیت مسیحی و ۱٫۶٪ هم دروزی هستند. جمعیت مسیحی این کشور عمدتاً از مسیحیان عرب و مسیحیان آرامی تشکیل شده است، همچنین مسیحیان شامل مهاجران پس از فروپاشی شوروی، کارگران خارجی با منشأ چندملیتی و پیروان یهودیت مسیحایی نیز می‌شوند که توسط اکثر مسیحیان و یهودیان نوعی از مسیحیت قلمداد می‌گردد. اعضای بسیاری از گروه‌های مذهبی دیگر نیز، از جمله بودایی‌ها و هندوها، در اسرائیل حضور دارند، هرچند تعدادشان اندک است. از بیش از یک میلیون مهاجر اتحاد جماهیر شوروی سابق، حدود ۳۰۰٬۰۰۰ نفر از سوی خاخام اعظم اسرائیل یهودی شناخته نشده‌اند.

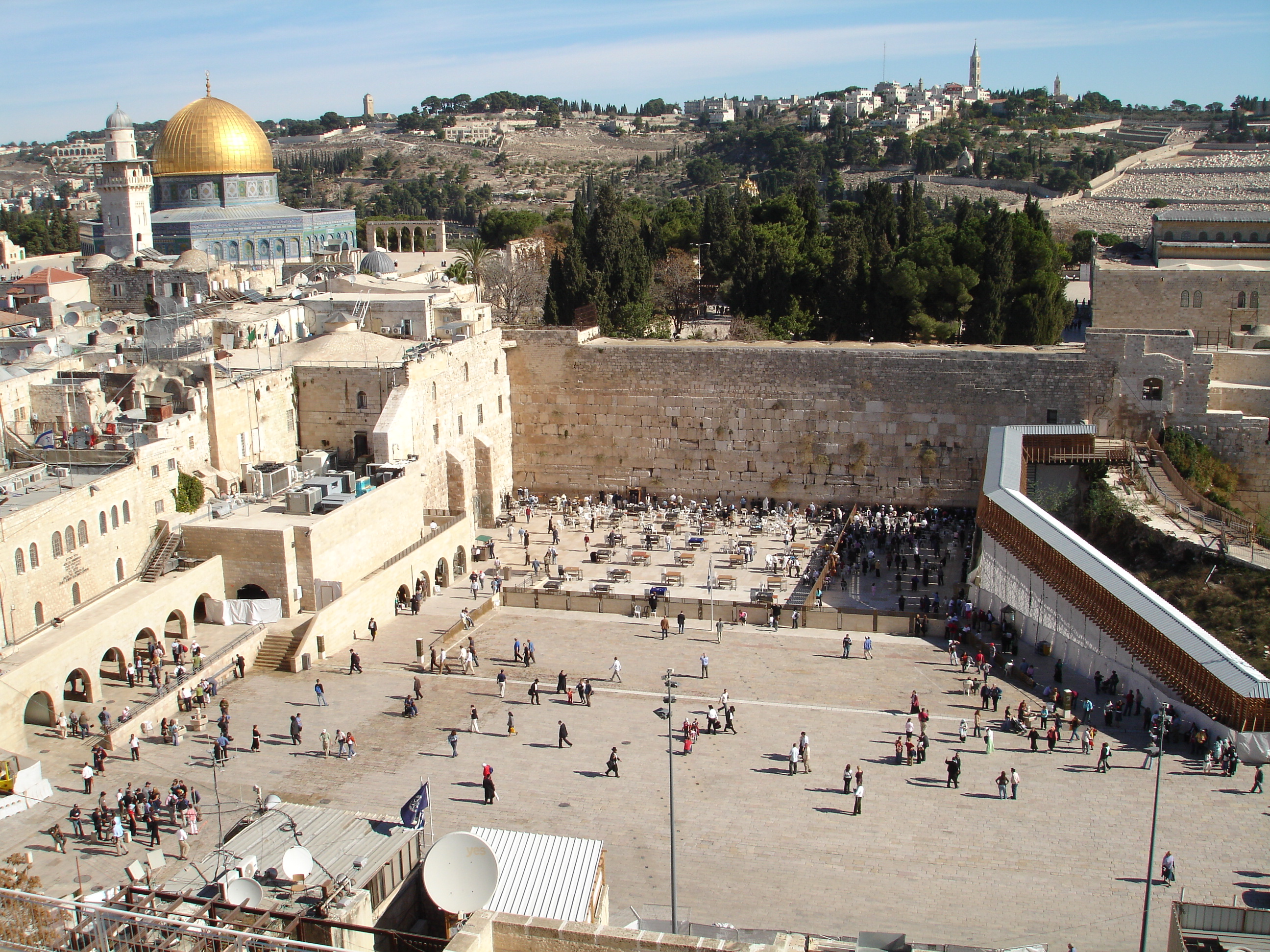
قبةالصخره و دیوار ندبه، اورشلیم

شهر اورشلیم برای یهودیان، مسلمانان و مسیحیان از اهمیت ویژه‌ای برخوردار است، زیرا مکان‌هایی است که برای اعتقادات مذهبی آنها بسیار مهم قلمداد می‌شود، مانند شهر قدیم اورشلیم که دیوار ندبه و حرم شریف (مسجد الاقصی) یا کلیسای مقبره مقدس را در خود جای داده است. مکان‌های دیگر با اهمیت مذهبی در اسرائیل عبارتند از: ناصره (مکانی مقدس در مسیحیت به عنوان مکان بشارت مریم مقدس)، طبریه و صفد (دو شهر از چهار شهر مقدس در یهودیت)، مسجد سفید در رمله (مقدس در اسلام به عنوان زیارتگاه مریم مقدس) و کلیسای سنت جورج یا مسجد الخضر، لود (تقدیس‌شده در مسیحیت و اسلام به عنوان مقبره سنت جورج یا الخضر). تعدادی دیگر از بناهای مذهبی دیگر در کرانه باختری واقع شده است، از جمله مقبره یوسف در نابلس، زادگاه عیسی و مقبره راحیل در بیت لحم، و همین‌طور غار مخپلا در الخلیل. مرکز اداری دیانت بهائی و حرم باب در مرکز جهانی بهائی هم در حیفا واقع شده است. پیشوای دینی بهائیت نیز در عکا به خاک سپرده شده است. در چند کیلومتری جنوب مرکز جهانی بهائیان، مسجد محمود وابسته به جنبش رفرمیستی احمدیه قرار دارد. کبابیر، محله مختلط یهودیان و اعراب احمدی در حیفا در نوع خود یکی از معدود محلات با چنین تنوع مذهبی است، از سایر محله‌های مشابه یافا، عکا، هاریش و ناصره علیا را می‌شود نام برد.

### آموزش عالی

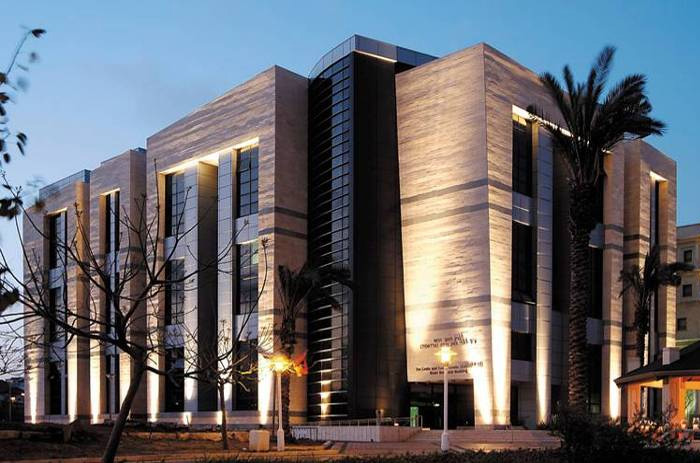
مرکز تحقیقات چند رشته‌ای مغز در دانشگاه بار ایلان

آموزش در فرهنگ اسرائیل بسیار ارزشمند پنداشته می‌شود و به عنوان یک بلوک اساسی از اسرائیلیان باستان تلقی می‌گردد. جوامع یهودی در شام اولین کسانی بودند که آموزش اجباری را معرفی کردند که یک جامعه سازمان یافته به اندازه والدین در قبول مسئولیت این امر نقش داشته است. بسیاری از رهبران تجارت بین‌المللی مانند بیل گیتس، بنیان‌گذار مایکروسافت، اسرائیل را به دلیل کیفیت بالای آموزش در کمک به توسعه اقتصادی و رونق فناوری اسرائیل ستایش کرده‌اند. در سال ۲۰۱۵، این کشور در میان اعضای سازمان همکاری و توسعه اقتصادی (پس از کانادا و ژاپن) از نظر درصد افراد ۲۵ تا ۶۴ ساله که به تحصیلات عالی دست یافته‌اند با ۴۹ درصد در مقایسه با میانگین ۳۵ درصدی این سازمان، رتبه سوم را به خود اختصاص داد. در سال ۲۰۱۲، این کشور از نظر سرانه تعداد مدارک تحصیلی (۲۰ درصد از جمعیت) رتبه سوم را در جهان کسب کرد.
امید به زندگی در اسراییل ۱۶ سال و نرخ باسوادی ۹۷٫۸ درصد است. قانون آموزش دولتی که در سال ۱۹۵۳ به تصویب رسید، پنج نوع مدرسه را تأسیس کرد: سکولار دولتی، مذهبی دولتی، فوق ارتدکس، مدارس اسکان عمومی و مدارس عربی. سکولار عمومی بزرگ‌ترین گروه آموزشی است و اکثر دانش آموزان یهودی و غیر عرب در اسرائیل در آن شرکت می‌کنند. اکثر اعراب فرزندان خود را به مدارسی می‌فرستند که در آن زبان عربی زبان اصلی آموزشی است. تحصیل در اسرائیل برای کودکان بین سه تا هجده سال اجباری شده است. تحصیل در مدرسه به سه سطح تقسیم می‌گردد - دبستان (کلاس ۱–۶)، راهنمایی (کلاس ۷–۹) و دبیرستان (کلاس ۱۰–۱۲) که در نهایت با امتحانات کارشناسی ارشد باگروت به سرانجام می‌رسد. تسلط بر دروس اصلی مانند ریاضیات، زبان عبری، ادبیات عبری و عمومی، زبان انگلیسی، تاریخ، کتاب مقدس و علوم مدنی برای دریافت گواهینامه باگروت ضروری است.
جمعیت یهودی اسرائیل سطح نسبتاً بالایی از تحصیل‌کرده‌ها را حفظ می‌کند که در آن کمتر از نیمی از یهودیان اسرائیلی (۴۶٪) دارای مدرک تحصیلی فوق متوسطه هستند. این رقم در سطوح بالای تحصیلی آنها در نسل‌های اخیر ثابت مانده است. یهودیان اسرائیلی (در میان سنین ۲۵ سال و بالاتر) به‌طور متوسط ۱۱٫۶ سال تحصیل کرده‌اند و این رقم آنان را به یکی از تحصیلکرده‌ترین گروه‌های مذهبی در جهان بدل می‌کند. در مدارس عرب، مسیحی و دروزی، امتحان مطالعات کتاب مقدس با امتحان میراث مسلمانان، مسیحیان یا دروزی‌ها جایگزین می‌شود. معاریو بخش‌های اعراب مسیحی را «موفق‌ترین بخش‌ها در نظام آموزشی» توصیف کرده، زیرا مسیحیان از نظر آموزش در مقایسه با سایر دین‌های اسرائیل بهترین عملکرد را داشتند. کودکان اسرائیلی از خانواده‌های روسی‌زبان نرخ قبولی باگروت بالاتری در سطح دبیرستان دارند. در میان کودکان مهاجر متولدشده در اتحاد جماهیر شوروی سابق، نرخ قبولی در باگروت میان خانواده‌های کشورهای اتحادیه اروپا با ۶۲٫۶ درصد بیشترین و در میان خانواده‌های کشورهای آسیای مرکزی و قفقاز کمترین رقم است. در سال ۲۰۱۴، ۶۱٫۵ درصد از کل دانش‌آموزان کلاس دوازدهم اسرائیل گواهینامه تحصیلی دریافت کردند.

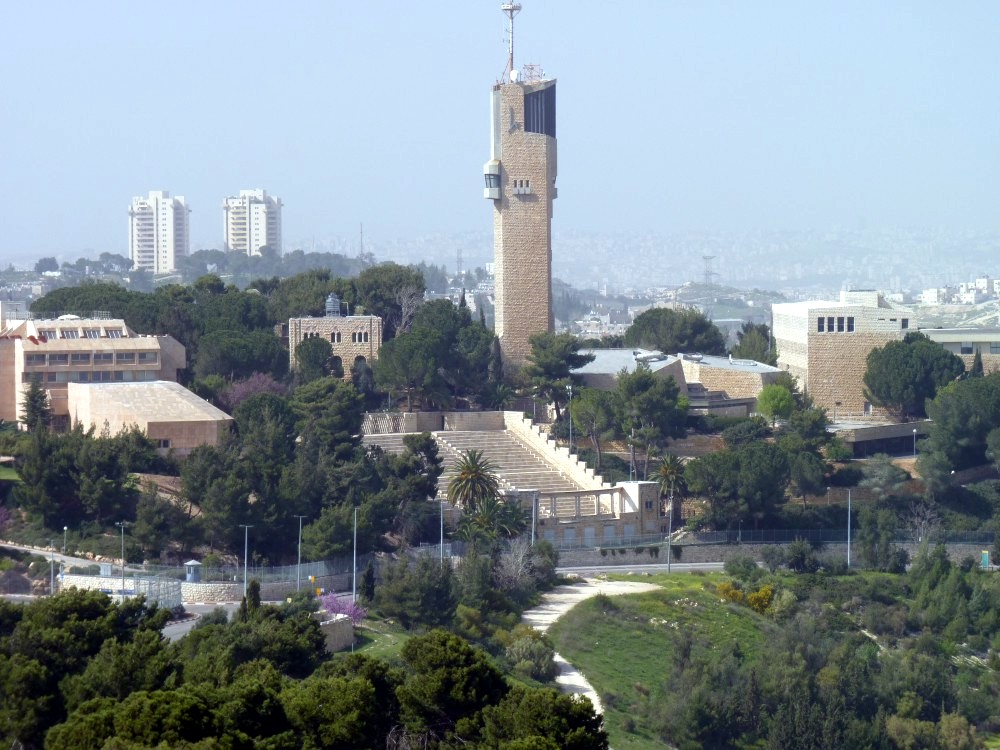
پردیس کوه اسکوپوس دانشگاه عبری اورشلیم

اسراییل دارای سنت آموزش عالی می‌باشد که در آن تحصیلات دانشگاهی باکیفیت آن تا حد زیادی عامل توسعه اقتصادی مدرن این کشور بوده. اسرائیل ۹ دانشگاه دولتی دارد که از دولت یارانه می‌گیرند و همین‌طور ۴۹ کالج خصوصی نیز در کشور مشغول فعالیت‌اند. دانشگاه عبری اورشلیم، دومین دانشگاه قدیمی اسرائیل پس از تکنیون است، کتابخانه ملی اسرائیل، بزرگ‌ترین منبع آثار یهودیتا و هبرایکا در جهان را در خود جای داده است. تکنیون و دانشگاه عبری به‌طور پیوسته در بین ۱۰۰ دانشگاه برتر جهان بر اساس رتبه‌بندی معتبر دانشگاه‌های جهان، به اختصار (ARWU) رتبه‌بندی می‌شوند. از دیگر دانشگاه‌های بزرگ این کشور می‌توان به مؤسسه علوم ویزمن، دانشگاه تل آویو، دانشگاه بن گوریون، دانشگاه بار-ایلان، دانشگاه حیفا و دانشگاه آزاد اسرائیل اشاره کرد.

## دولت و سیاست

نظام سیاسی اسرائیل

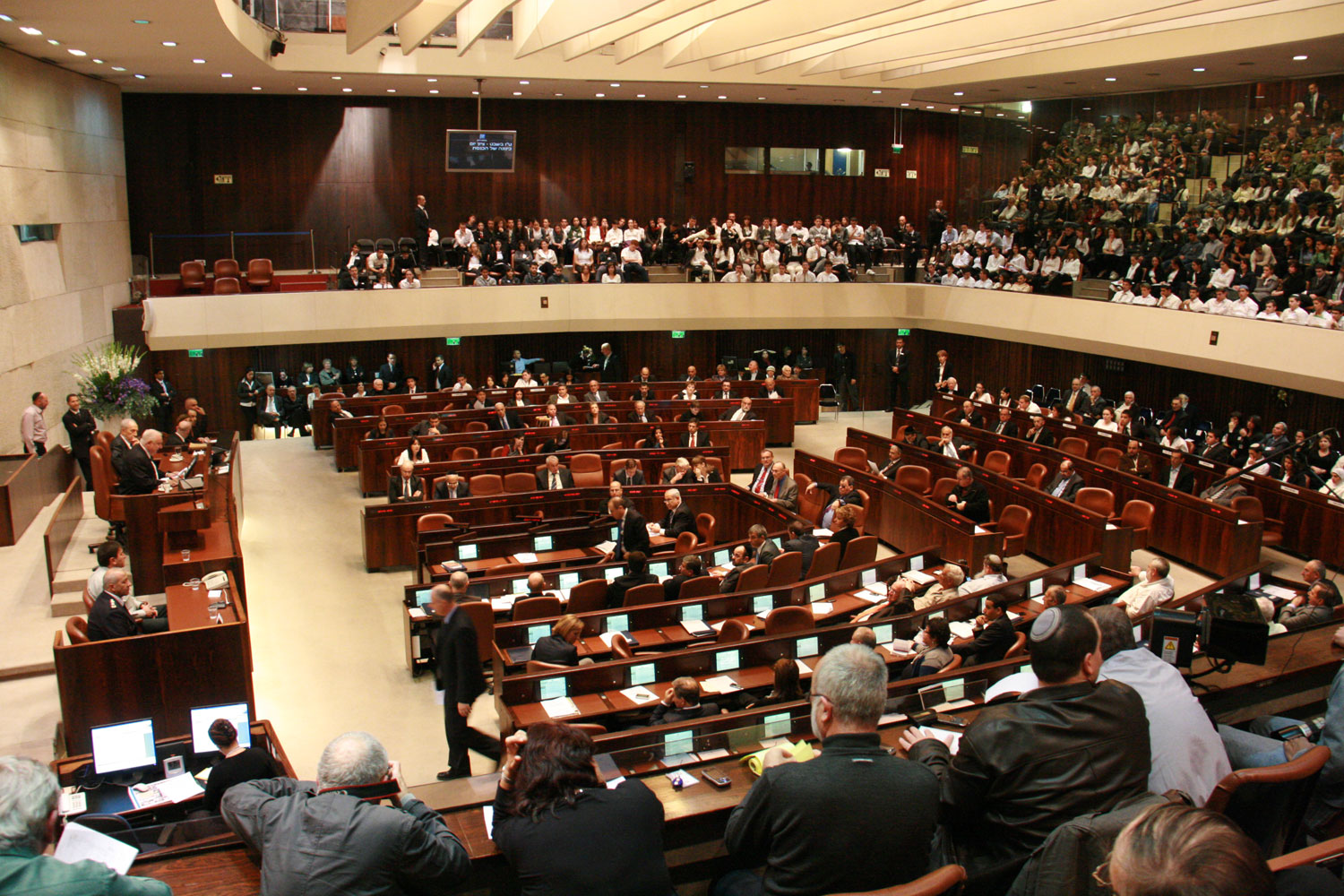
مجلس کنست، محل استقرار پارلمان اسرائیل

اسرائیل یک دموکراسی پارلمانی با حق رای همگانی است. یک نفر عضو پارلمان که اکثریت پارلمانی از وی حمایت می‌کنند، به سمت نخست‌وزیری نایل می‌شود که معمولاً به‌طور همزمان رئیس بزرگ‌ترین حزب نیز هست. نخست‌وزیر رئیس دولت و رئیس کابینه می‌گردد.
اسرائیل توسط یک پارلمان ۱۲۰ نفری به نام کنست اداره می‌گردد. عضویت کنست بر اساس نمایندگی تناسبی احزاب سیاسی، با آستانه انتخاباتی ۳٫۲۵ درصد که در عمل منجر به تشکیل دولت‌های ائتلافی می‌شود. واجدان شرایط رای‌دهی ساکنان شهرک‌های اسرائیلی در کرانه باختری هستند که پس از انتخابات پارلمانی ۲۰۱۵، ۱۰ نفر از ۱۲۰ (۸٪) شهرک‌نشینان بودند. انتخابات پارلمانی هر چهار سال یک بار ترتیب داده می‌شود، اما ائتلاف‌های بی ثبات یا فاقد رای اعتماد ممکن است یک دولت را توسط کنست زودتر از موعد منحل کند. اولین حزب تحت رهبری اعراب در سال ۱۹۸۸ تأسیس شد و از سال ۲۰۲۲، احزاب تحت رهبری اعراب حدود ۱۰٪ از کرسی‌های پارلمان را در اختیار گرفتند.
قوانین اساسی اسرائیل به عنوان یک قانون اساسی غیرمدون عمل می‌کند. اسرائیل در قوانین اساسی‌اش، خود را به عنوان یک کشور یهودی و دموکراتیک و به عنوان دولت-ملت قوم یهود تعریف کرده. در سال ۲۰۰۳، کنست شروع به تدوین قانون اساسی رسمی بر اساس این قوانین کرد.
رئیس‌جمهور اسرائیل، رئیس دولت است و وظایف محدود و عمدتاً تشریفاتی دارد.
اسرائیل هیچ مذهب رسمی ندارد، اما تعریف دولت به عنوان " یهودی و دموکراتیک " ارتباط قوی با یهودیت و همچنین تضاد بین قوانین دولتی و قوانین مذهبی ایجاد می‌کند. تعامل بین احزاب سیاسی تعادل بین دولت و مذهب را تا حد زیادی همان‌طور که در دوران قیمومت بریتانیا وجود داشت حفظ کرده است.
در ۱۹ ژوئیه ۲۰۱۸، کنست قانون اساسی را تصویب کرد که دولت اسرائیل را به عنوان " دولت ملی قوم یهود " و عبری را به عنوان زبان رسمی آن توصیف می‌کند. این لایحه "وضعیتی ویژه" را برای زبان عربی قائل است. همین لایحه فوق به یهودیان حق منحصربه‌فردی برای تعیین سرنوشت ملی می‌دهد و توسعه سکونتگاه‌های یهودی در کشور را "یک منفعت ملی" می‌بیند که به دولت این اختیار را می‌دهد تا "گام‌هایی برای تشویق، پیشبرد و اجرای این منافع بردارد."
در اسرائیل احزاب بازیگران اصلی در صحنه سیاسی هستند، این احزابند که تعیین‌کننده نوع زندگی، جهت‌گیری‌های سیاسی و اجتماعی در اسرائیل هستند.
احزاب اصلی اسرائیل اغلب سال‌ها پیش از تأسیس دولت به وجود آمده‌اند، بارها دچار ائتلاف و انشعاب شده‌اند که این ائتلاف و انشعاب‌ها تاکنون نیز ادامه دارد.
در اسرائیل هر حزبی که موجودیت دولت یهود را به رسمیت بشناسد حق فعالیت سیاسی دارد و هر حزبی که بیش از نیمی از کنست را در دست گیرد می‌تواند کابینه را تشکیل دهد و در غیر این صورت با ائتلاف با احزاب دیگر کابینه تشکیل می‌شود، نخست‌وزیر با رأی مستقیم مردم تعیین می‌شود و ریاست جمهوری که پستی کاملاً تشریفاتی است از سوی کنست و برای مدت ۵ سال انتخاب می‌گردد.

### احزاب کلیدی
- حزب کارگر: تأسیس شده به سال ۱۹۶۸[۴۳۹] حزب مذکور دارای گرایش‌های سوسیال دموکراسی و صهیونیسم می‌باشد.[۴۴۰] تعلقات ناسیونالیستی در حزب کارگر شدید نیست، این حزب طرفدار جدایی دین از سیاست و حزبی سکولار است.[۴۴۱][۴۴۲]
- حزب لیکود: یکی از احزاب راست سکولار،[۴۴۳] ناسیونالیست و بنیادگرای اسرائیل است، در گذشته با نام هروت (آزادی) فعالیت می‌کرده و در سال‌های ۱۹۲۰ تا ۱۹۳۰ در روسیه ایجاد گردیده.
- حزب شاس: این حزب در ۱۹۸۴ توسط یک خاخام سیاسی به نام آریه دری تأسیس شد و یکی دیگر از احزاب مذهبی اسرائیل است که نمایندگی یهودیان حریدی را بر عهده دارد.[۴۴۴]
- حزب کادیما:این حزب توسط آریل شارون با انشعاب از لیکود و جذب تعدادی از اعضای حزب کارگر تأسیس شد.[۴۴۵]

### روابط دیپلماتیک

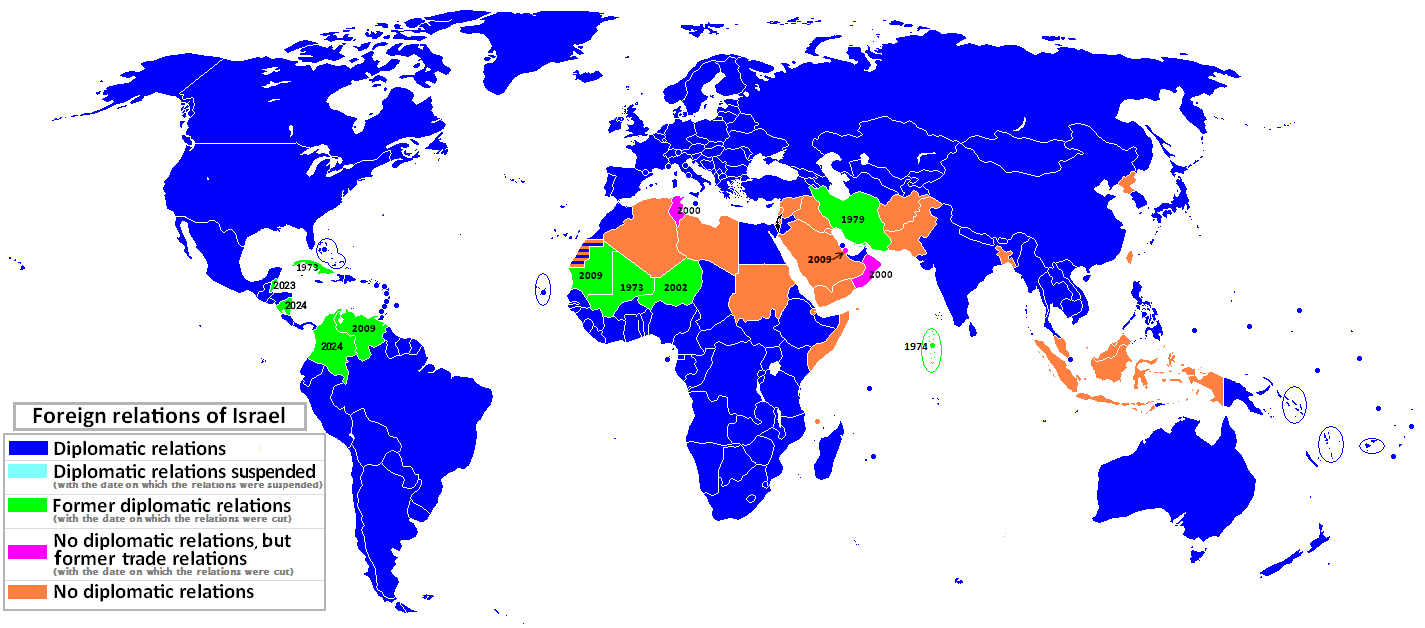
دارای روابط دیپلماتیک
روابط دیپلماتیک به حالت تعلیق درآمده
روابط دیپلماتیک در گذشته
دارای روابط تجاری بدون ارتباطات دیپلماتیک
بدون روابط دیپلماتیک

روابط دیپلماتیک اسرائیل با ۱۶۴ کشور عضو سازمان ملل برقرار است، همچنین با کشورهای غیرعضوی همچون سریر مقدس، کوزوو، جزایر کوک و نیوئه نیز دارای روابط می‌باشد. این کشور دارای ۱۰۷ نمایندگی دیپلماتیک در سراسر جهان است. کشورهایی که دولت اسرائیل با آنها روابط دیپلماتیک ندارد بیشتر شامل کشورهای مسلمان می‌باشد. شش کشور از بیست و دو کشور در اتحادیه عرب روابط خود را با اسرائیل عادی کرده‌اند. مصر و اردن به ترتیب در سال‌های ۱۹۷۹ و ۱۹۹۴ معاهدات صلح امضا کردند، اما اسرائیل به‌طور رسمی در وضعیت جنگ با سوریه باقی مانده است، وضعیتی که به سال ۱۹۴۸ بازمی‌گردد. از زمان پایان جنگ داخلی لبنان در سال ۲۰۰۰، این کشور در وضعیت جنگی مشابهی با لبنان قرار داشته است، در حالی که وضعیت حریم مرزی اسرائیل و لبنان هرگز مورد توافق قرار نگرفته است.
در اواخر سال ۲۰۲۰، اسرائیل روابط خود را با چهار کشور عربی دیگر عادی کرد: امارات متحده عربی و بحرین در سپتامبر (در جریان توافقی معروف به پیمان ابراهیم)، در ادامه عادی‌سازی روابط، سودان در اکتبر، و مراکش در دسامبر نیز روابط خود را با اسرائیل از سر گرفتند. با وجود معاهده صلح بین اسرائیل و مصر، اسرائیل همچنان به عنوان یک کشور متخاصم در میان مصری‌ها شناخته می‌شود. ایران در زمان سلطنت پهلوی با اسرائیل روابط دیپلماتیک داشت اما در جریان انقلاب ۵۷ از به رسمیت شناختن اسرائیل خودداری کرد. شهروندان اسرائیلی نمی‌توانند بدون اجازه وزارت کشور از سوریه، لبنان، عراق، عربستان سعودی و یمن (کشورهایی که در جنگ اعراب و اسرائیل در سال ۱۹۴۸ علیه این کشور اقدام کردند و اسرائیل با آن‌ها معاهده صلحی ندارد) بازدید کنند. در نتیجه جنگ ۲۰۰۸–۲۰۰۹ غزه، موریتانی، قطر، بولیوی و ونزوئلا روابط سیاسی و اقتصادی با اسرائیل را به حالت تعلیق درآوردند، اگرچه بولیوی در سال ۲۰۱۹ روابط خود را تجدید کرد چین روابط خوبی با اسرائیل و جهان عرب دارد.

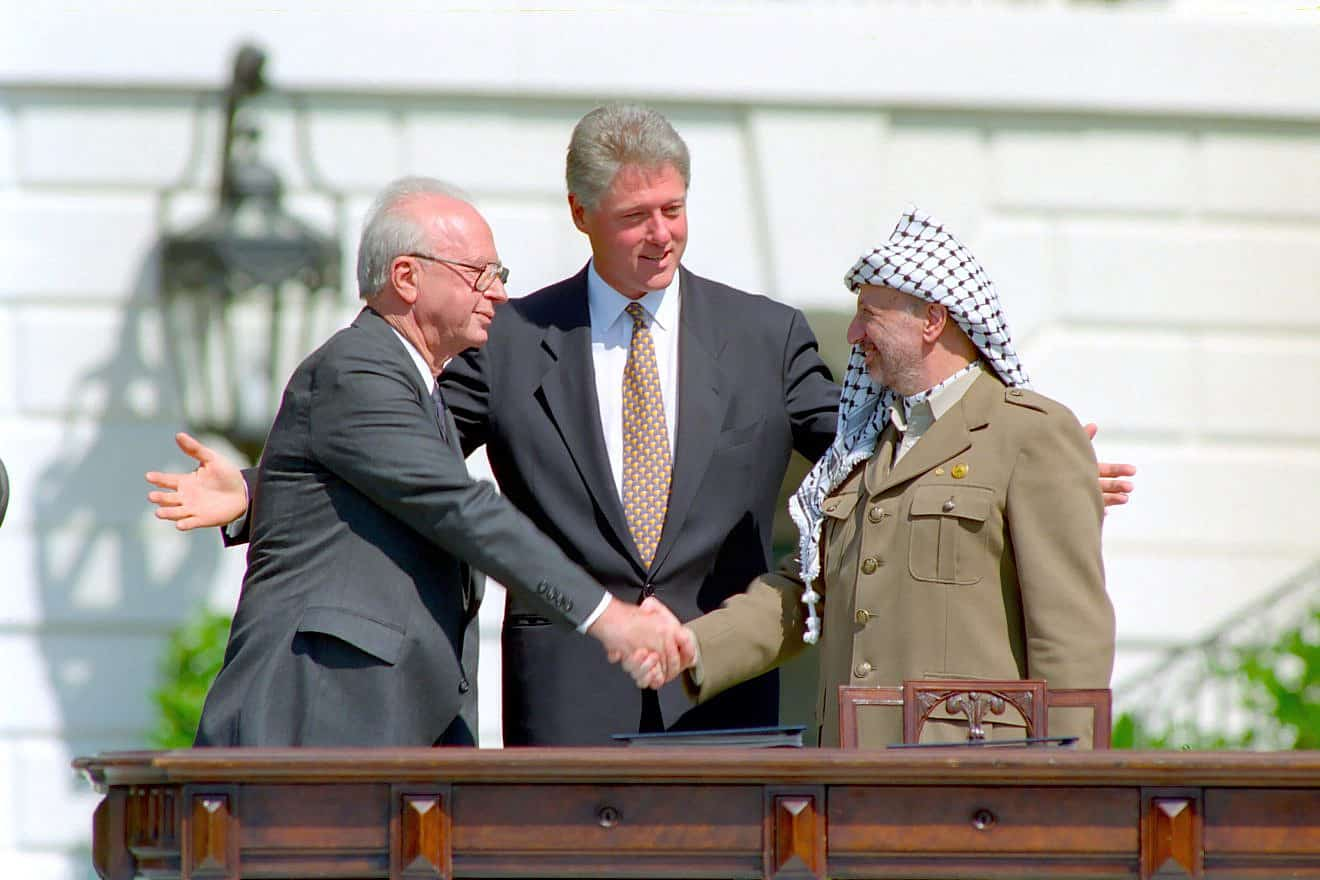
اسحاق رابین و یاسر عرفات در مراسم امضای توافقنامه اسلو با رئیس‌جمهور وقت آمریکا بیل کلینتون

ایالات متحده و اتحاد جماهیر شوروی نخستین کشورهایی بودند که دولت اسرائیل را به رسمیت شناختند و تقریباً به‌طور همزمان آن را اعلام کردند. روابط دیپلماتیک با اتحاد جماهیر شوروی در سال ۱۹۶۷ به دنبال جنگ شش روزه قطع شد و در اکتبر ۱۹۹۱ ایالات متحده اسرائیل را «معتبرترین شریک خود در خاورمیانه» بر اساس «ارزش‌های دموکراتیک مشترک، قرابت‌های مذهبی و منافع امنیتی» قلمداد کرد. ایالات متحده ۶۸ میلیارد دلار کمک نظامی و ۳۲ دلار میلیارد دلار کمک مالی به اسرائیل را از سال ۱۹۶۲ تحت قانون کمک‌های خارجی، ارائه کرده است که این کمک تا سال ۲۰۰۳ بیشتر از هر کشور دیگری بود. اکثر آمریکایی‌های مورد بررسی نیز دیدگاه‌های مثبتی نسبت به اسرائیل دارند. به نظر می‌رسد که بریتانیا به دلیل قیمومت فلسطین با اسرائیل رابطه «طبیعی» دارد. روابط بین دو کشور نیز با تلاش‌های تونی بلر، نخست‌وزیر سابق قویت شد. تا سال ۲۰۰۷، آلمان ۲۵ میلیارد یورو غرامت به دولت اسرائیل و تک تک بازماندگان هولوکاست پرداخت کرده‌بود. اسرائیل در سیاست همسایگی (ENP) اتحادیه اروپا گنجانده شده است که هدف آن نزدیک‌تر کردن اتحادیه اروپا و همسایگانش معرفی شده.
اگرچه ترکیه و اسرائیل تا سال ۱۹۹۱ روابط دیپلماتیک کامل برقرار نکردند، ترکیه از زمان به رسمیت شناختن اسرائیل در سال ۱۹۴۹ با دولت یهود همکاری کرده است. روابط ترکیه با دیگر کشورهای مسلمان منطقه در مقاطعی منجر به فشار کشورهای عربی و مسلمان بر ترکیه برای تعدیل روابط خود با اسرائیل شده است. روابط ترکیه و اسرائیل پس از جنگ غزه ۲۰۰۸–۲۰۰۹ و حمله اسرائیل به ناوگان غزه، رو به افول گذاشت. روابط یونان و اسرائیل از سال ۱۹۹۵ و به دلیل افول روابط اسرائیل و ترکیه بهبود یافته است. دو کشور توافقنامه همکاری دفاعی دارند و در سال ۲۰۱۰، نیروی هوایی اسرائیل میزبان نیروی هوایی یونان در یک رزمایش مشترک در پایگاه عوودا بود. اکتشافات مشترک نفت و گاز قبرس و اسرائیل با محوریت میدان گازی لویاتان، عامل مهمی برای یونان با توجه به پیوندهای قوی آن با قبرس است. همکاری در طولانی‌ترین کابل برق زیردریایی جهان، روابط بین قبرس و اسرائیل را تقویت کرده است.
آذربایجان یکی از معدود کشورهای مسلمان است که روابط استراتژیک و اقتصادی با اسرائیل را توسعه داده است. آذربایجان مقدار قابل توجهی از نفت مورد نیاز این کشور را تأمین می‌کند و اسرائیل تأمین کننده مهم تسلیحات برای آذربایجان می‌باشد. قزاقستان همچنین دارای شراکت اقتصادی و استراتژیک با اسرائیل است. هند در سال ۱۹۹۲ روابط دیپلماتیک کامل با اسرائیل برقرار کرد و از آن زمان به بعد همکاری نظامی، فناوری و فرهنگی قوی با این کشور را به جریان درآورد یک نظرسنجی در سال ۲۰۰۹ که به نمایندگی از وزارت امور خارجه اسرائیل انجام شد، هند را در مقایسه با ۱۲ کشور دیگر که مورد بررسی قرار گرفتند، به عنوان طرفدار رده اول اسرائیل معرفی کرد. هند بزرگ‌ترین مشتری تجهیزات نظامی اسرائیل و اسرائیل دومین شریک نظامی هند پس از روسیه است. اتیوپی به دلیل منافع مشترک سیاسی، مذهبی و امنیتی، متحد اصلی اسرائیل در آفریقا می‌باشد. اسرائیل در پروژه‌های آبیاری به اتیوپی رهنمودهای تخصصی می‌دهد و هزاران یهودی اتیوپیایی در اسرائیل زندگی می‌کنند، همچنین دو کشور روابط نزدیک نظامی، هنری، سیاسی و ورزشی دارند.

## اقتصاد
اسرائیل پیشرفته‌ترین کشور از لحاظ توسعهٔ صنعتی و توسعهٔ اقتصادی در منطقهٔ غرب آسیا و خاورمیانه درنظر گرفته می‌شود. کیفیت آموزش مراکز آموزش و پرورش اسرائیل و ایجاد یک جامعه با انگیزهٔ بسیار بالا و تحصیل‌کرده تا حد زیادی عامل ترغیب و تحریک این کشور برای رونق فناوری‌های بالا و توسعهٔ سریع اقتصادی است.
اسرائیل دومین کشور پس از ایالات متحده در داشتن شرکت‌های نوپا و خارج از آمریکای شمالی کشوری است که بیش‌ترین تعداد شرکت‌های فهرست‌شده در بورس نزدک را دارد.
در سال ۲۰۱۰ اسرائیل رتبهٔ ۱۷ در میان کشورهای جهان از لحاظ توسعه‌یافتگی اقتصاد را از مؤسسهٔ برجسته و بسیار معتبر آی‌ام‌دی کسب نمود. در همین سال اقتصاد اسرائیل با دوام‌ترین اقتصاد جهان در برابر بحران‌ها رتبه‌بندی شد و همچنین رتبهٔ اول را در سرمایه‌گذاری بر روی مراکز تحقیق و توسعه کسب کرد.
بانک اسرائیل در سال ۲۰۱۰ رتبهٔ اول را در میان بانک‌های مرکزی برای داشتن عملکرد کارآمد کسب کرد درحالی‌که سال ۲۰۰۹ رتبهٔ ۸اٌم را داشت. اسرائیل همچنین به‌عنوان پیشرو در عرضهٔ نیروی انسانی ماهر رتبه‌بندی شد.

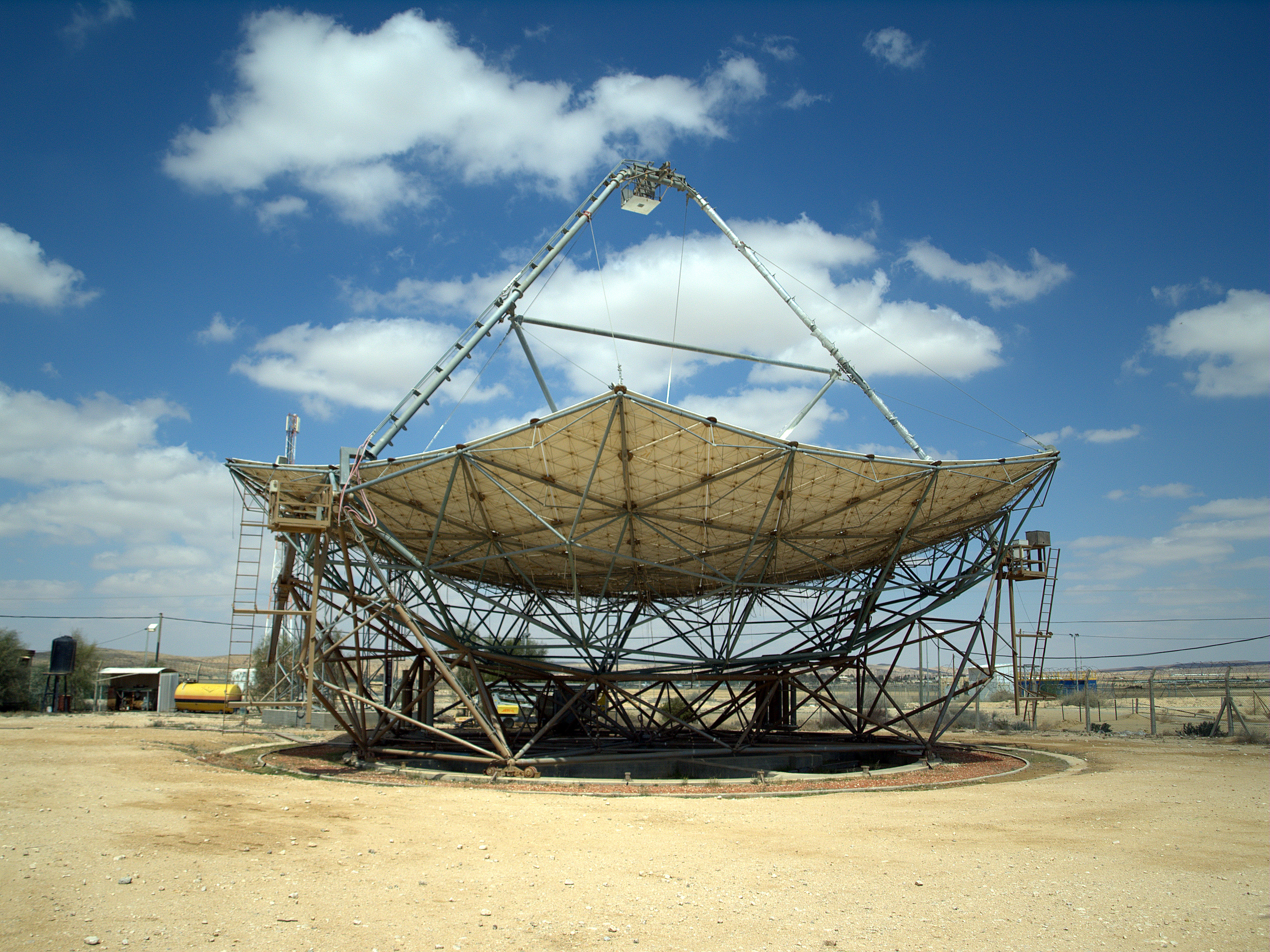
بزرگ‌ترین دیش انرژی خورشیدی جهان در مرکز ملی انرژی خورشیدی بن گورین در صحرای نگب

اسرائیل به‌دلیل واقع‌شدن در منطقهٔ خاورمیانه که منطقه‌ای خشک، کم‌آب و دارای سطح بالای تابش نور خورشید است، توان خود را معطوف به فناوری‌های دارای بازدهی بالا در این شرایط کرده است و یک کشور پیش‌رو در توسعه انرژی خورشیدی، الکتریسیته زمین‌گرمایی و مدیریت آب و حفاظت از آن محسوب می‌شود، و توسعهٔ فناوری‌های روی لَبه در زمینهٔ نرم‌افزار، ارتباطات و علوم زیستی این کشور که غالباً در سیلیکون وادی متمرکز شده‌اند با سیلیکون ولی ایالات متحده مقایسه می‌شود. بنابر گزارشی در سال ۲۰۱۰ از سازمان توسعه و همکاری اقتصادی که اسرائیل هم عضو آن است، اسرائیل رتبهٔ نخست جهان را در صرف هزینه‌های تحقیق و توسعه از تولید ناخالص داخلی را دارد. اینتل و مایکروسافت اولین مراکز تحقیق و توسعه خارج از کشور (آمریکا) خود را در اسرائیل ساختند و دیگر شرکت‌های چندملیتی فناوری همچون آی‌بی‌ام، گوگل، اپل، اچ‌پی، سیسکو سیستمز، فیسبوک، موتورولا و چند شرکت دیگر واحدهای تحقیق و توسعه را در این کشور در منطقهٔ سیلیکون وادی باز کرده‌اند که علاوه بر این شرکت‌های خارجی، بسیاری از شرکت‌های فناوری بالای اسرائیلی در این منطقه مستقر هستند.
این کشور دارای مقدار زیادی از مخازن گاز طبیعی در ساحل خود در دریای مدیترانه است که انتظار می‌رود این کشور را از واردکننده گاز به صادرکننده آن تبدیل کند.
از سال ۱۹۸۵، آمریکا سالانه در حدود ۳ میلیارد دلار به اسرائیل کمک کرده است. از سال ۱۹۷۶، اسرائیل بیشترین مقدار کمک‌های خارجی سالانهٔ آمریکا را دریافت کرده است. به‌علاوه پس از جنگ جهانی دوم آمریکا در مجموع بیشترین کمک‌های مالی را به اسرائیل ارائه داده است. کمک‌های مالی آمریکا قرار است از سال ۲۰۰۸ به تدریج افزایش یابد و حداکثر به ۳٫۱ میلیارد دلار در سال برسد، با این همه کمک ۳٫۱ میلیاردی آمریکا، بخش کوچکی از بودجه سالیانه اسرائیل را تشکیل می‌دهد.
منتقدان اسرائیل ادعا می‌کنند که این کمک‌ها از ابتدای آغاز آن (۱۹۴۹) تا به حال، به ۱۰۸ میلیارد دلار بالغ شده است که آی‌پک (کمیته روابط عمومی آمریکایی اسرائیلی) نقش مهمی در جمع‌آوری این کمک‌ها داشته است.
اما از سوی دیگر مدافعان اسرائیل از جمله کمیته روابط عمومی آمریکایی اسرائیلی مدعی هستند که ارقامی همچون کمک ۱۰۸ میلیارد دلار کمک از آغاز تشکیل اسرائیل تاکنون، آماری نیست که موجب سازندگی و آبادانی و حاصل پیشرفت‌های گسترده یک کشور درگیر جنگ در زمینه‌های مختلف بوده باشد، بلکه تلاش خود ملت و ابتکار و میهن‌پرستی و سخت کوشی مردمان آن عامل دستاوردهای گسترده علمی، صنعتی، کشاورزی، بهداشتی، پزشکی، هنری و ادبی آن بوده است.
گفتنی است که امروزه اسرائیل به نسبت جمعیت خود دارای صادرات قابل توجهی است و تکنولوژی و محصولاتی با تکنولوژی بالا را حتی به کشورهای ایالات متحده آمریکا و کشورهای بزرگی چون هند و چین صادر می‌کند.

### گردشگری
صنعت گردشگری یکی از منابع مهم درآمد برای کشورهاست و اسرائیل نیز از این قاعده مستثنی نیست. جهانگردان بسیاری به منظور بازدید از مناطق باستانی مذهبی موزهها مناطق طبیعی جغرافیایی و سواحل از اسرائیل دیدن می‌کنند. جهانگردی یکی از مهم‌ترین منابع حمایتی صنایع اسرائیل از جمله تجارت هتل‌ها و رستوران‌ها است. در سال ۲۰۰۹ بیش از ۲٫۷ میلیون نفر جهانگرد از اسرائیل بازدید کردند.

## آزادی‌های اجتماعی و رسانه‌ای
قوانین کشور اسرائیل مبتنی بر اصول دموکراسی و سکولاریسم نوشته شده است.
این کشور از لحاظ آزادی‌های اجتماعی و روند دمکراسی پیشروترین کشور در منطقه خاورمیانه محسوب می‌شود، با این حال دولت اسرائیل مجوز چنین آزادی را در سرزمین‌های فلسطینی تحت اشغال نمی‌دهد. به گفته سازمان گزارشگران بدون مرز سربازان اسرائیلی علیه خبرنگاران عربی که برای رسانه‌های محلی یا دیگر کشورهای عربی کار می‌کنند تبعیض قائل شده است و با آنان بدرفتاری می‌کنند. در خود اسرائیل نیز بحث آزادی بیان خصوصاً زمانی مفهوم پیدا می‌کند که قرار است در مورد مسئله فلسطین سخن گفته شود. در اسرائیل قانون خاصی برای مطبوعات وجود ندارد و در صورتی هم که رسانه‌ها با اعتراض و اقامه دعوا روبرو شوند در دادگاه‌های عادی به جرایم آن‌ها رسیدگی می‌شود.
تمامی جراید اسرائیلی مستقل هستند. سازمان گزارشگران بدون مرز، که یک سازمان بین‌المللی دفاع از مطبوعات است، در گزارشی که در سال ۲۰۰۵ منتشر کرد، رسانه‌های اسرائیلی را «مقتدر و مستقل» خواند اما افزود ارتش اسرائیل به کرات مانع فعالیت روزنامه‌نگاران فلسطینی و خارجی شده است. قابل ذکر است متن تمام روزنامه‌های فلسطینی قبل از چاپ باید توسط مقامات اسرائیلی مورد بازبینی قرار گیرد.
چندهمسری در اسرائیل غیرقانونی است. جامعه همجنس‌گرایان دارای آزادی‌های وسیع اجتماعی در این کشور هستند، هرچند برخی گروه‌های مذهبی محافظه‌کار در اسرائیل با این آزادی‌ها مخالفند. همچنین مجازات اعدام در کشور اسرائیل وجود ندارد و این مجازات از قوانین کیفری لغو شده است.

## فرهنگ

### ادبیات

شموئل یوسف آگنون، برنده جایزه نوبل ادبیات.

به عنوان بخشی از رنسانس عبری به عنوان یک زبان گفتاری از اواسط قرن نوزدهم ادبیات اسرائیل عمدتاً شعر و نثری است که به زبان عبری نوشته شده، اگرچه مجموعه کوچکی از ادبیات به زبان‌های دیگر مانند انگلیسی منتشر می‌شود. طبق قانون، دو نسخه از تمام آثار چاپ‌شده در اسرائیل باید در کتابخانه ملی اسرائیل در دانشگاه عبری اورشلیم نگهداری شوند. در سال ۲۰۰۱، این قانون اصلاح شد تا آثار صوتی و تصویری و سایر رسانه‌های غیر چاپی را نیز دربر گیرد. در سال ۲۰۱۶، ۸۹ درصد از ۷۳۰۰ کتاب منتقل‌شده به کتابخانه به زبان عبری بود.
در سال ۱۹۶۶، شموئل یوسف آگنون جایزه نوبل ادبیات را با نویسنده یهودی آلمانی نلی ساکس به صورت مشترک برنده شدند. شاعران برجسته اسرائیلی یهودا آمیچای، ناتان آلترمن، لیا گلدبرگ و راشل بلوستاین بوده‌اند. رمان‌نویسان مشهور بین‌المللی معاصر اسرائیلی عبارتند از عاموس اوز، اتگار کرت و دیوید گروسمن. اسرائیل همچنین خانه امیل حبیبی بوده است که رمان زندگی پنهان سعید: بدبین و نوشته‌های دیگر او جایزه اسرائیلی برای ادبیات عرب را به ارمغان آورد.

### موسیقی و رقص
موسیقی اسرائیل شامل تأثیرات موسیقایی از سراسر جهان است. موسیقی مزراحی و سفاردی، ملودی‌های حسیدی، موسیقی یونانی، جاز و پاپ راک، همه بخش‌هایی چند از صحنه موسیقی این کشور هستند. در میان ارکسترهای مشهور جهان اسرائیل، ارکستر فیلارمونیک اسرائیل زوبین مهتا را می‌شود نام برد که بیش از هفتاد سال از آغاز فعالیت هنری او می‌گذرد و امروزه بیش از دویست کنسرت در هر سال اجرا می‌کند. ایتساک پرلمان، پینخاس زوکرمن و عوفرا حازا از جمله نوازندگان مشهور بین‌المللی هستند که در اسرائیل متولد شده‌اند. اسرائیل از سال ۱۹۷۳ تقریباً هر سال در مسابقه آواز یوروویژن شرکت کرده است و چهار بار برنده این رقابت شده است و دو بار میزبان آن بوده. ایلات از سال ۱۹۸۷ هر تابستان میزبان فستیوال موسیقی بین‌المللی خود به نام جشنواره جاز دریای سرخ است. ترانه‌های فولکلور متعارف ملت، معروف به «سرودهای سرزمین اسرائیل» به روایت تجربیات پیشگامان در ساختن سرزمین یهودی می‌پردازد.

### سینما و تئاتر
ده فیلم اسرائیلی تاکنون نامزدهای نهایی بهترین فیلم خارجی اسکار از زمان تأسیس اسرائیل بوده‌اند. فیلم عجمی در سال ۲۰۰۹ سومین نامزدی متوالی یک فیلم اسرائیلی بود.
اسرائیل با ادامه سنت‌های قوی تئاتری تئاتر ییدیش در شرق اروپا، صحنه تئاتر در این کشور را به شکلی فعالانه حفظ می‌کند. تئاتر هابیما در تل آویو که در سال ۱۹۱۸ تأسیس شد، قدیمی‌ترین شرکت تئاتر رپرتوار و تئاتر ملی اسرائیل است.

### رسانه‌ها
گزارش سالانه آزادی مطبوعات در سال ۲۰۱۷ توسط خانه آزادی، اسرائیل را به عنوان آزادترین کشور خاورمیانه و شمال آفریقا و ۶۴مین کشور جهان رتبه‌بندی کرد. در فهرست آزادی مطبوعات در سال ۲۰۱۷ توسط گزارشگران بدون مرز، اسرائیل (شامل موارد "برون سرزمینی") در رده ۹۱ از ۱۸۰ کشور قرار گرفت، که در منطقه خاورمیانه و شمال آفریقا اسرائیل را در رده‌بندی نخستین قرار می‌دهد. گزارشگران بدون مرز خاطرنشان کردند که «روزنامه نگاران فلسطینی به‌طور سیستماتیک در معرض خشونت در نتیجه پوشش آنها از رویدادهای کرانه باختری قرار می‌گیرند». از سال ۲۰۰۱ تاکنون بیش از ۵۰ روزنامه‌نگار فلسطینی توسط اسرائیل کشته شده‌اند

### موزه‌ها

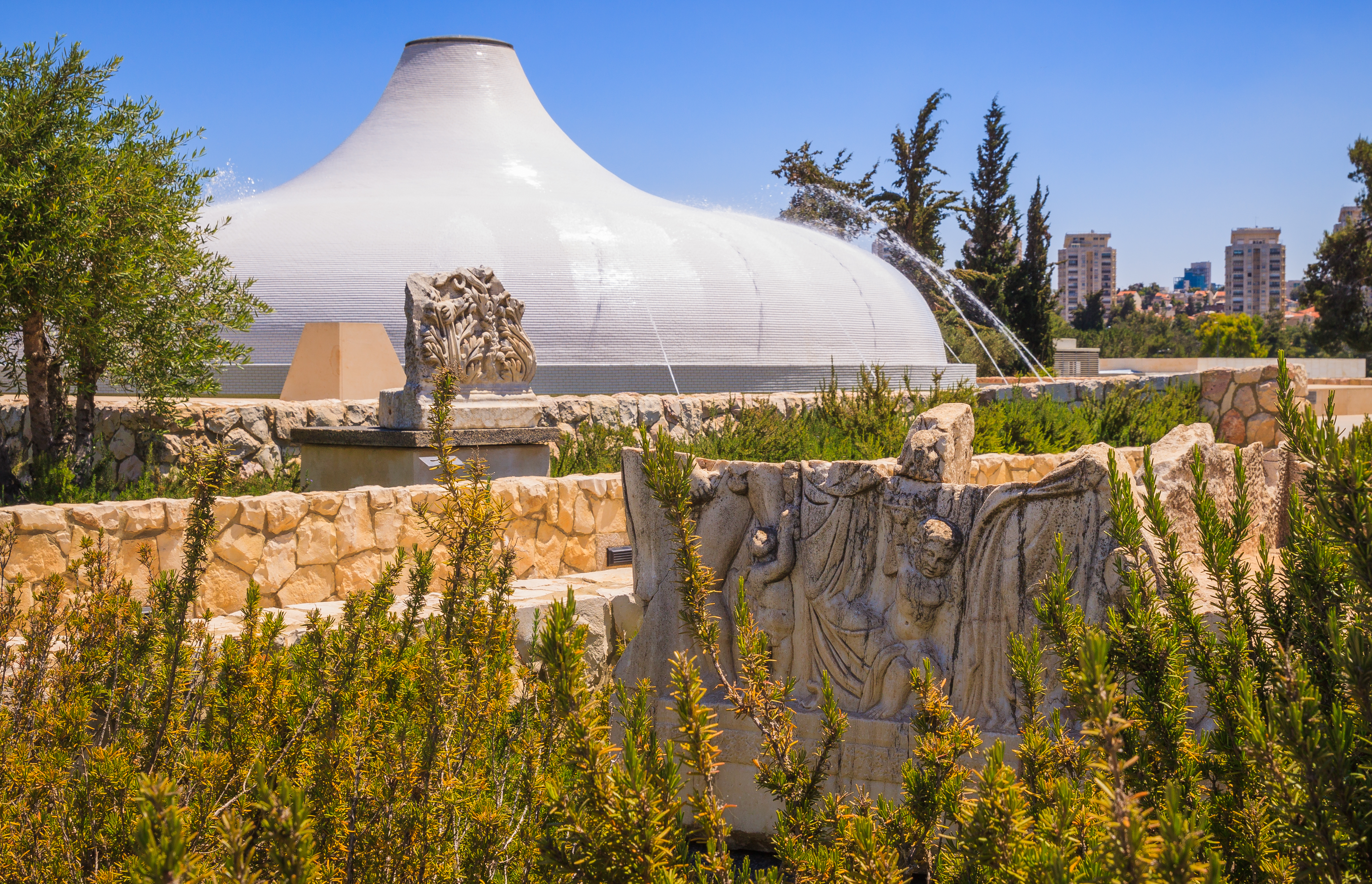
حرم کتاب، منبع غنی طومارهای دریای مرده در اورشلیم

موزه اسرائیل در اورشلیم یکی از مهم‌ترین مؤسسات فرهنگی اسرائیل است و طومارهای دریای مرده را به همراه مجموعه‌ای گسترده از هنر یهودایی و اروپایی در خود جای داده. موزه ملی هولوکاست اسرائیل، ید وشم، آرشیو مرکزی جهانی اطلاعات مربوط به هولوکاست است. خانه پراکندگی‌ها در محوطه دانشگاه تل آویو، یک موزه تعاملیست که به تاریخ جوامع یهودی در سراسر جهان اختصاص دارد. جدای از موزه‌های بزرگ در شهرهای بزرگ، فضاهای هنری با کیفیت بالا در بسیاری از شهرها و کیبوتس‌ها وجود دارد. عین هارود بزرگ‌ترین موزه هنری در شمال کشور است.
اسرائیل دارای بالاترین سرانه تعداد موزه در جهان است. چندین موزه اسرائیلی به فرهنگ اسلامی نیز اختصاص دارد، از جمله موزه راکفلر و موسسه هنر اسلامی اورشلیم، که هر دو در اورشلیم واقع شده‌اند. محتوای موزه راکفلر به خصوص بقایای باستان‌شناسی از دوره عثمانی و سایر دوره‌های تاریخ خاورمیانه اختصاص دارد. این مکان همچنین خانه اولین جمجمه فسیلی انسانیان است که در غرب آسیا یافت شده است که انسان گالیله نامگذاری شده و نمایی از آن در موزه اسرائیل به نمایش درآمده.

### غذا

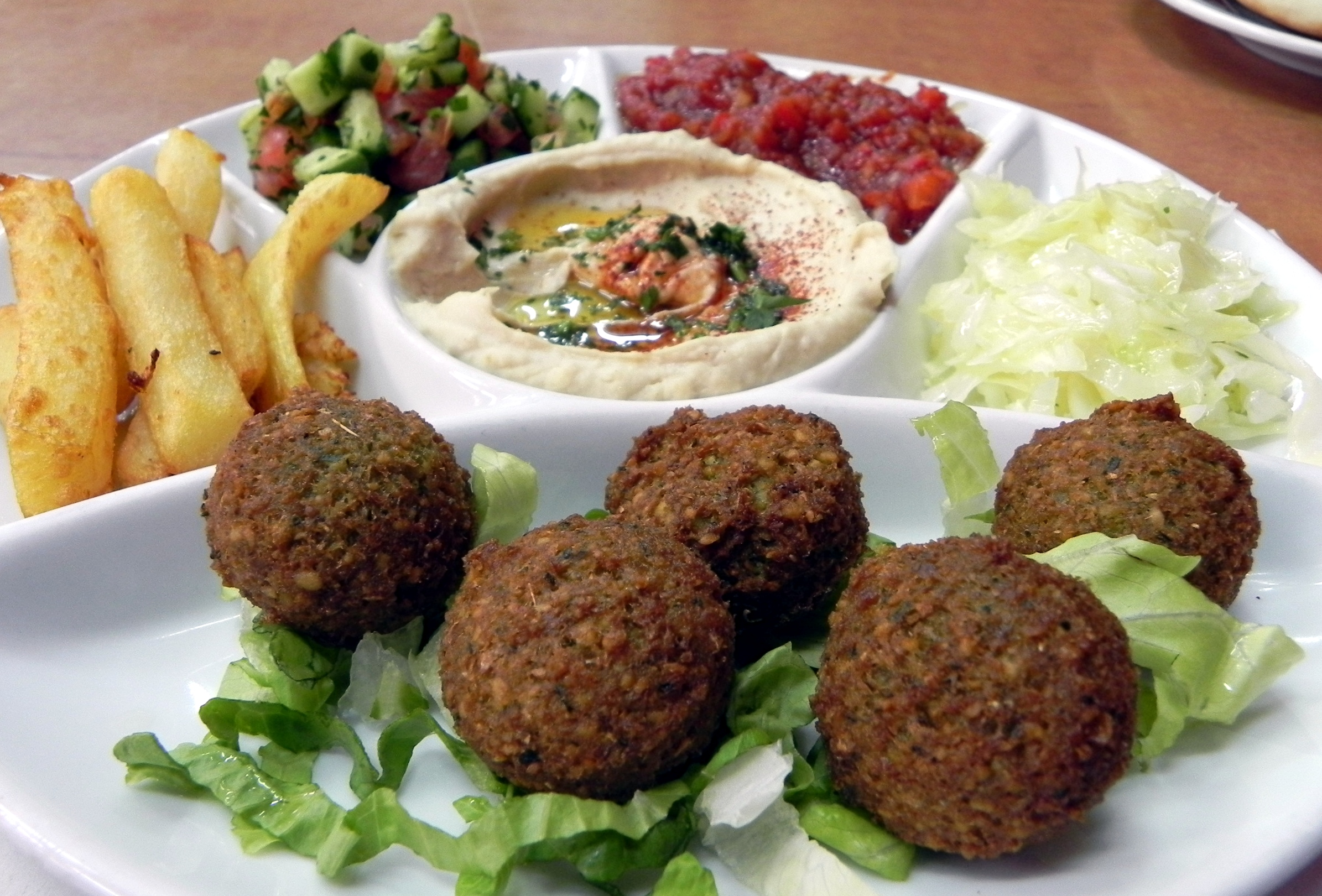
یک وعده غذایی شامل فلافل، حمص، سیب زمینی سرخ کرده و سالاد اسرائیلی

غذاهای اسرائیلی شامل غذاهای محلی و همچنین غذاهای یهودی است که توسط یهودیان دور از وطن به این کشور آورده شده است. از زمان تأسیس دولت در سال ۱۹۴۸، به ویژه از اواخر دهه ۱۹۷۰، غذاهای ترکیبی اسرائیلی توسعه یافته است.
تقریباً نیمی از جمعیت اسرائیلی-یهودی به رعایت موارد کوشر در رژیم غذایی منزل شهادت می‌دهند. رستوران‌های کوشر، اگرچه در دهه ۱۹۶۰ نادر بودند، اما تا تاریخ ۲۰۱۵ حدود یک چهارم کل جمعیت رستوران‌ها را را تشکیل می‌دهند که شاید منعکس کننده ارزش‌های عمدتاً سکولار اسرائیل آن کسانی باشد که بیرون غذا می‌خورند. هتل رستوران‌ها تمایل بیشتری به سرو غذای کوشر دارند. بازار خرده فروشی غیر کوشر به‌طور سنتی پراکنده بود، اما به دنبال هجوم مهاجران از کشورهای پس از شوروی در طول دهه ۱۹۹۰ به سرعت و به‌طور قابل توجهی رشد کرد. همراه با ماهی غیر کوشر، خرگوش و شترمرغ، گوشت خوک – که در اسرائیل اغلب «گوشت سفید» نامیده می‌شود – تولید و مصرف می‌شود، اگرچه یهودیت و اسلام مصرف آن را ممنوع کرده است.

### ورزش‌ها

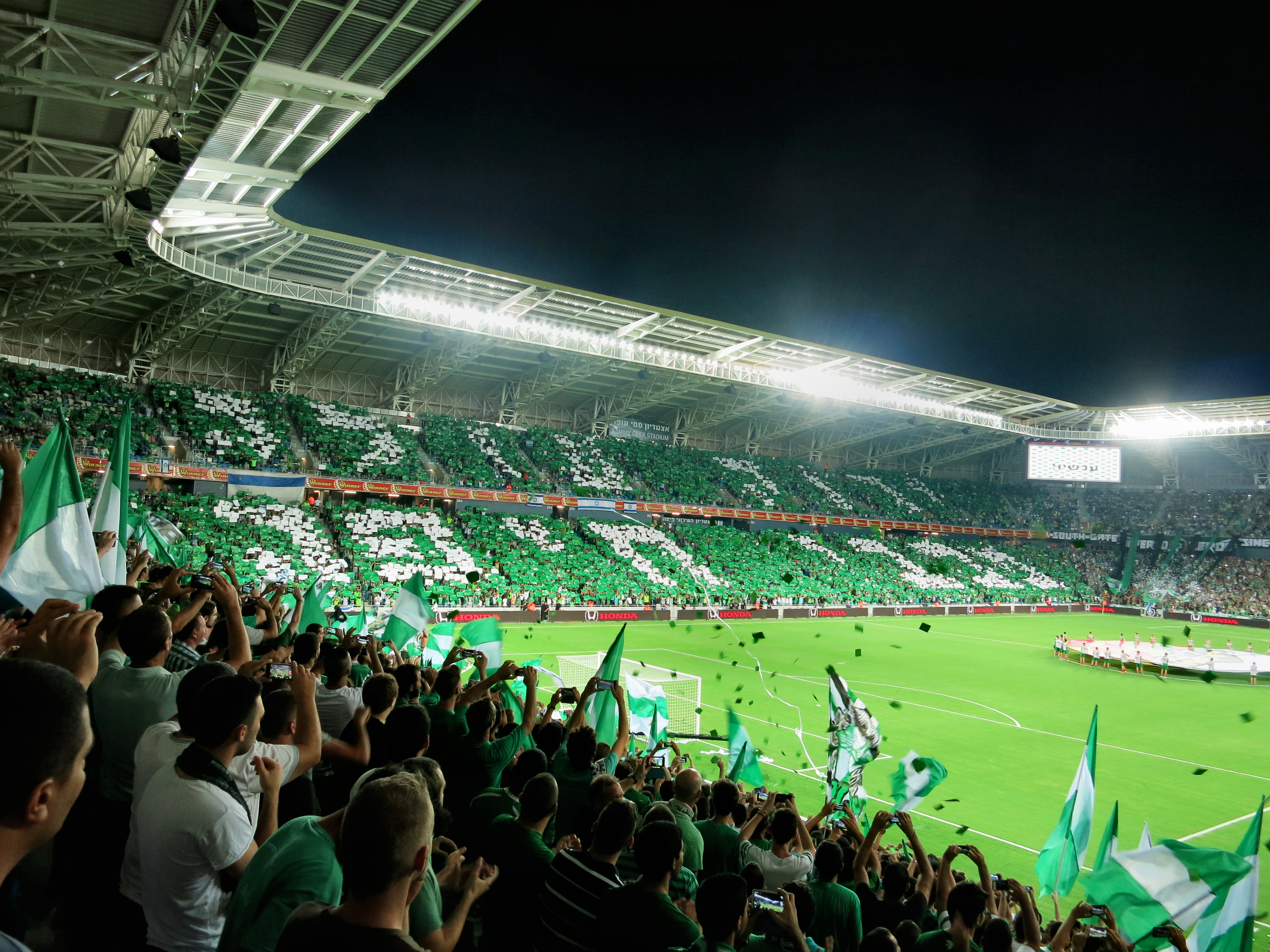
هواداران مکابی هیفا در استادیوم سامی اوفر در شهر حیفا

محبوب‌ترین ورزش‌ها در اسرائیل فوتبال و بسکتبال است. لیگ برتر اسرائیل و لیگ برتر بسکتبال اسرائیل، لیگ‌های حرفه‌ای این کشور را شامل می‌شوند. مکابی حیفا، مکابی تل آویو، هاپوئل تل آویو و بیتار اورشلیم بزرگ‌ترین باشگاه‌های فوتبال این کشور محسوب می‌گردند. مکابی تل آویو، مکابی حیفا و هاپوئل تل آویو در لیگ قهرمانان اروپا به مصاف هم رفتند و هاپوئل تل آویو به مرحله یک چهارم نهایی جام یوفا نیز دست یافت. اسراییل میزبان و قهرمان جام ملتهای آسیا در سال ۱۹۶۴ بود. در سال ۱۹۷۰ تیم ملی فوتبال اسرائیل به جام جهانی فوتبال راه یافت، تنها باری که در جام جهانی شرکت کرد. بازی‌های آسیایی ۱۹۷۴ که در تهران برگزار شد، آخرین بازی‌های آسیایی بود که اسرائیل در آن شرکت کرد و پس از آن درگیر کشورهای عربی شد که از رقابت با اسرائیل خودداری می‌کردند. اسرائیل از بازی‌های آسیایی ۱۹۷۸ حذف شد و از آن زمان تاکنون در مسابقات ورزشی آسیایی شرکت نکرده است. در سال ۱۹۹۴، یوفا با پذیرش اسرائیل موافقت کرد و تیم‌های فوتبال آن اکنون در اروپا به رقابت می‌پردازند. مکابی تل آویو شش بار قهرمان اروپا در بسکتبال شده است. در سال ۲۰۱۶، این کشور به عنوان میزبان بسکت یورو ۲۰۱۷ انتخاب شد.
اسرائیل از اولین پیروزی خود در سال ۱۹۹۲، ۹ مدال المپیک کسب کرده است، از جمله یک مدال طلا در رشته موج سواری در بازی‌های المپیک تابستانی ۲۰۰۴. اسرائیل بیش از ۱۰۰ مدال طلا در بازی‌های پارالمپیک به دست آورده است و در رده بیستم در شمارش مدال‌های تمام دوران قرار دارد. پارالمپیک تابستانی ۱۹۶۸ به میزبانی اسرائیل برگزار شد. بازی‌های مکابیا، رویدادی به سبک المپیک برای ورزشکاران یهودی و اسرائیلی، در دهه ۱۹۳۰ افتتاح شد و از آن زمان هر چهار سال یک بار برگزار می‌شود. شاهار پیر قهرمان تنیس اسرائیل در ۳۱ ژانویه ۲۰۱۱ در رده ۱۱ام جهان قرار گرفت. کراو ماگا، یک هنر رزمی است که توسط مدافعان یهودی یهودی نشین در طول مبارزه با فاشیسم در اروپا توسعه یافته است و توسط نیروهای امنیتی و پلیس اسرائیل استفاده می‌شود. اثربخشی و رویکرد عملی آن در دفاع از خود، تحسین و تبعیت گسترده‌ای را در سراسر جهان به همراه داشته است.

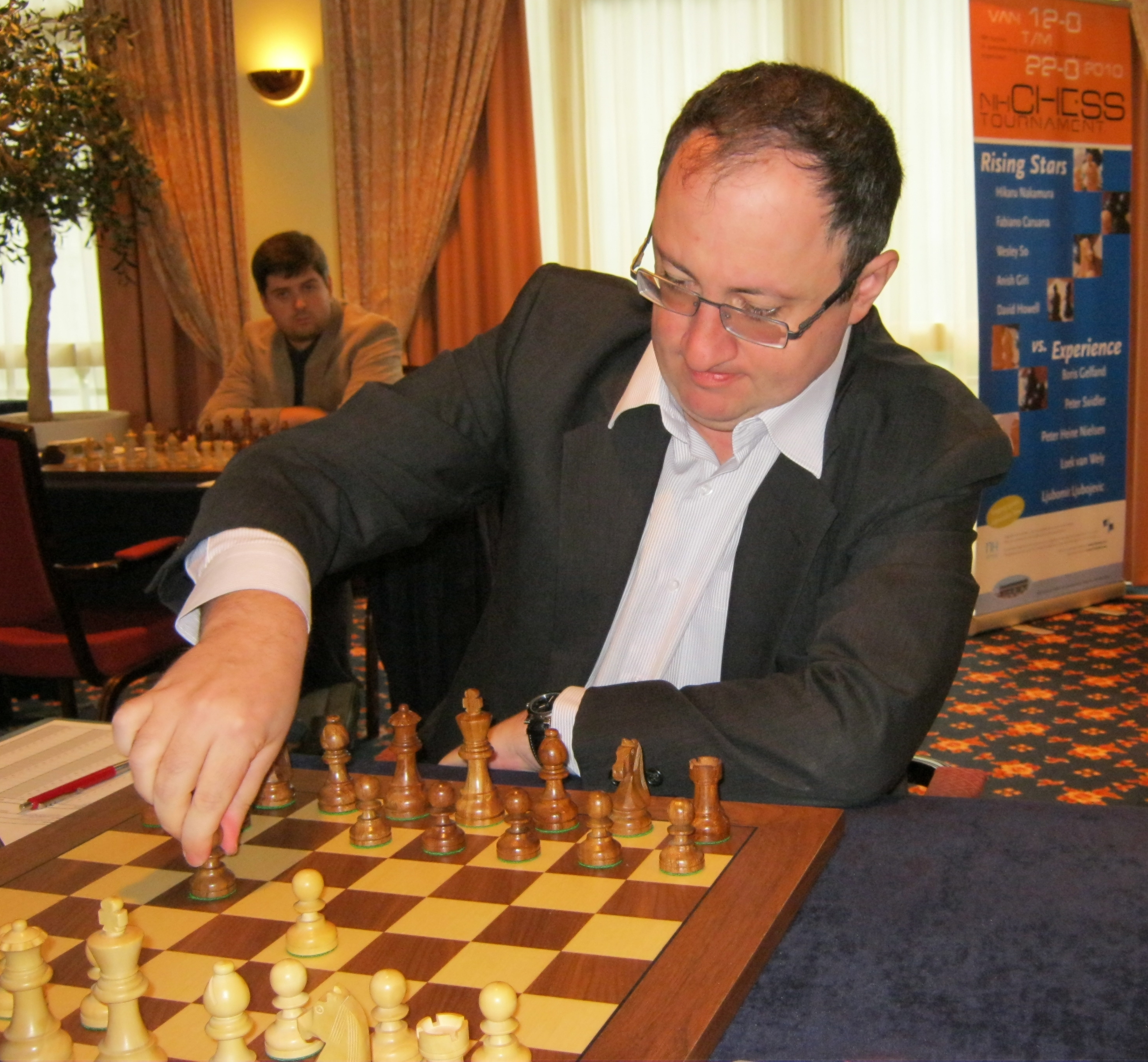
بوریس گلفاند، استاد بزرگ شطرنج

شطرنج یک ورزش پیشرو در اسرائیل است و افراد در هر سنی از آن لذت می‌برند. استادان بزرگ اسرائیلی زیادی وجود دارند و شطرنج بازان اسرائیلی در مسابقات قهرمانی جوانان جهان بارها قهرمان شده‌اند. اسرائیل سالانه مسابقات قهرمانی بین‌المللی را برگزار می‌کند و در سال ۲۰۰۵ نیز میزبان مسابقات قهرمانی تیمی شطرنج جهان بود. وزارت آموزش و پرورش و فدراسیون جهانی شطرنج با پروژه آموزش شطرنج در مدارس اسرائیل موافقت کردند و از آن پس در برنامه درسی برخی از مدارس قرار گرفته است. شهر بئرشبع با آموزش این بازی در مهدکودک‌های این شهر به مرکز ملی شطرنج تبدیل شده است. تا حدودی به دلیل مهاجرت مردم از شوروی، این شهر میزبان بیشترین تعداد استاد بزرگ شطرنج در بین شهرهای جهان است. تیم شطرنج اسرائیل برنده مدال نقره المپیاد شطرنج ۲۰۰۸ و برنز شد و در المپیاد ۲۰۱۰ در بین ۱۴۸ تیم سوم شد. استاد بزرگ اسرائیلی بوریس گلفاند جام جهانی شطرنج 2009 و مسابقات کاندیداهای ۲۰۱۱ را برای حق به چالش کشیدن قهرمان جهان برنده شد. او قهرمانی شطرنج جهان ۲۰۱۲ را به شطرنج‌باز قهرمان جهان آناند، پس از یک تساوی سریع از دست داد.

### تعصب دینی در جامعه لائیک
تبعیض جنسیتی نیز در گروه‌های متعصب یهودی وجود دارد مانند ممنوعیت استفاده از «شال دعا» برای زنان یا با صدای بلند دعا خواندن. ماه مه ۲۰۱۳ در کنار دیوار ندبه با پرتاب بطری آب و سنگ توسط مردان و دختران متعصب یهودی به سمت «زنان دیوار» (زنان یهودی که تابوی شال دعای مردانه را شکسته بودند) شدت درگیری به حدی رسید که به مداخله مأموران پلیس و بازداشت افراد متعصب منجر شد. بی‌بی‌سی فارسی با اشاره به تعصبات دینی در جامعه لائیک اسرائیل از این موضوع خبر داد و افزود که چندی پیش از این رویداد دادگاهی رأی داده بود که نباید کسی را از عبادت با پوشش دلخواهش منع کرد اما این رأی با انتقادات شدید یهودیان متعصب روبرو شد. گروه‌های متعصب خواستار اجرای قوانین شریعت به‌طور کامل و اجرای مراسم ازدواج و طلاق به‌طور مذهبی تحت نظر و تابعیت خود هستند. دادستان کل اسرائیل به دولت توصیه کرده بود که برای پیشگیری از جدایی زنان از مردان در اتوبوس، گورستان و بیمارستان قوانینی تصویب شوند و قرار بود که دولت ائتلافی معافیت طلاب دینی یهودی از خدمت نظام وظیفه را پایان دهد و دروس تحت تسلط مذهبیون در مدارس را مورد بازنگری قرار دهد.
زنان در محیط‌های مذهبی اسرائیل اجازه ندارند دامن کوتاه بپوشند. اوائل دسامبر ۲۰۱۶ پارلمان مقرراتی را وضع کرد که در آن لباس‌های «آستین حلقه‌ای، تاپ، دامن کوتاه و سه‌ربع، دمپایی، صندل و لباس‌هایی با شعار سیاسی» را مصداق «پوشش نامناسب» خواند و تعیین کرد که افراد بالای ۱۴ سال چه کارمند چه بازدیدکننده با چنین پوششی اجازه ورود به این ساختمان را ندارند. ۵ دسامبر مأموران نگهبانی پارلمان، با عنوان پوشش نامناسب، مانع ورود برخی زنان شدند. ۱۴ دسامبر حدود ۳۰ زن بیشتر از دستیاران و مشاوران اعضای کنست (پارلمان اسرائیل) مقابل این ساختمان تجمع اعتراضی تشکیل دادند؛ موضوع مورد بحث اندازه گرفتن دامن توسط نگهبانان بود و اینکه در این مقررات تعیین نشده که چه اندازه‌ای از دامن، کوتاه قلمداد می‌شود. ۱۵ دسامبر ۲۰۱۶ بی‌بی‌سی فارسی با اشاره به مجموع این رویدادها، به نقل از رویترز از حمایت رئیس کنست، یوری الدشتاین از موضوع پوشش مناسب در پارلمان اسرائیل خبر داد؛ وی در این باره گفت که کنست تبدیل به «ایران یا طالبان» نشده است.

## توان نظامی

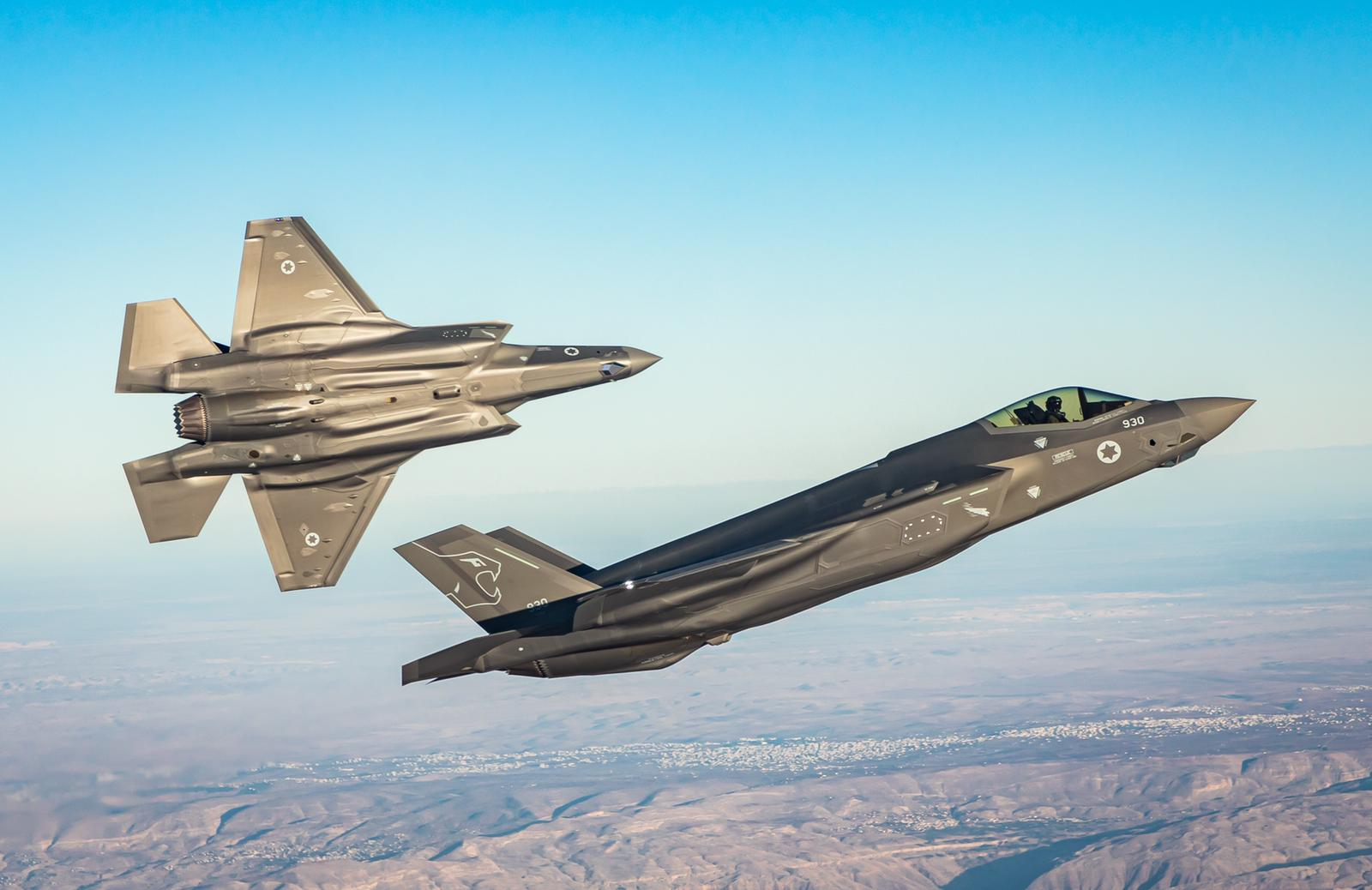
جنگنده‌های اف-۳۵ نیروی هوایی اسرائیل

نیروهای دفاعی اسرائیل (IDF) تنها شاخه نظامی نیروهای امنیتی اسرائیل است که توسط رئیس ستاد کل آن، راماتکل، زیرمجموعه کابینه اداره و هدایت می‌گردد. ارتش اسرائیل متشکل از ارتش، نیروی هوایی و نیروی دریایی است. این سازمان در طول جنگ اعراب و اسرائیل در سال ۱۹۴۸ با تثبیت سازمان‌های شبه‌نظامی — عمدتاً به رهبری هگانا — که به تأسیس دولت نیز یاری رساندند، تأسیس شد. ارتش اسرائیل همچنین از منابع اداره اطلاعات نظامی (آمان) که با موساد و شاباک همکاری می‌کند، استفاده می‌نماید. نیروهای دفاعی اسرائیل در طول تاریخ کوتاه خود در چندین جنگ بزرگ و درگیری‌های مرزی شرکت داشته‌اند و همین امر نیز آن را به یکی از آموزش‌دیده‌ترین نیروهای مسلح در میدان نبرد و در جهان تبدیل کرده است.
اکثر اسرائیلی‌ها در سن ۱۸ سالگی به ارتش فراخوانده می‌شوند. پس از خدمت اجباری، مردان اسرائیلی به نیروهای ذخیره ملحق می‌شوند و معمولاً تا چهل سالگی هر سال تا چندین هفته وظیفه نیروی ذخیره را انجام می‌دهند. اکثر زنان از وظیفه نیروی ذخیره معاف هستند. شهروندان عرب اسرائیل (به استثنای دروزی‌ها) و کسانی که مشغول تحصیلات دینی تمام وقت هستند، از خدمت سربازی معاف می‌شوند، اگرچه معافیت دانشجویان یشیوا سال هاست که محل اختلاف در جامعه اسرائیل بوده است. یک جایگزین برای کسانی که به دلایل مختلف معافیت دریافت می‌کنند، خدمات ملی است که شامل برنامه‌ای از خدمات در بیمارستان‌ها، مدارس و سایر چارچوب‌های رفاه اجتماعی است. اقلیت کوچکی از اعراب اسرائیل نیز داوطلبانه در ارتش خدمت می‌کنند. در نتیجه برنامه خدمت اجباری، ارتش اسرائیل تقریباً ۱۷۶۵۰۰ سرباز فعال و ۴۶۵۰۰۰ نیروی ذخیره اضافی دارد که در نتیجه آن اسرائیل را به یکی از بالاترین درصد شهروندان با آموزش نظامی در جهان تبدیل می‌کند.

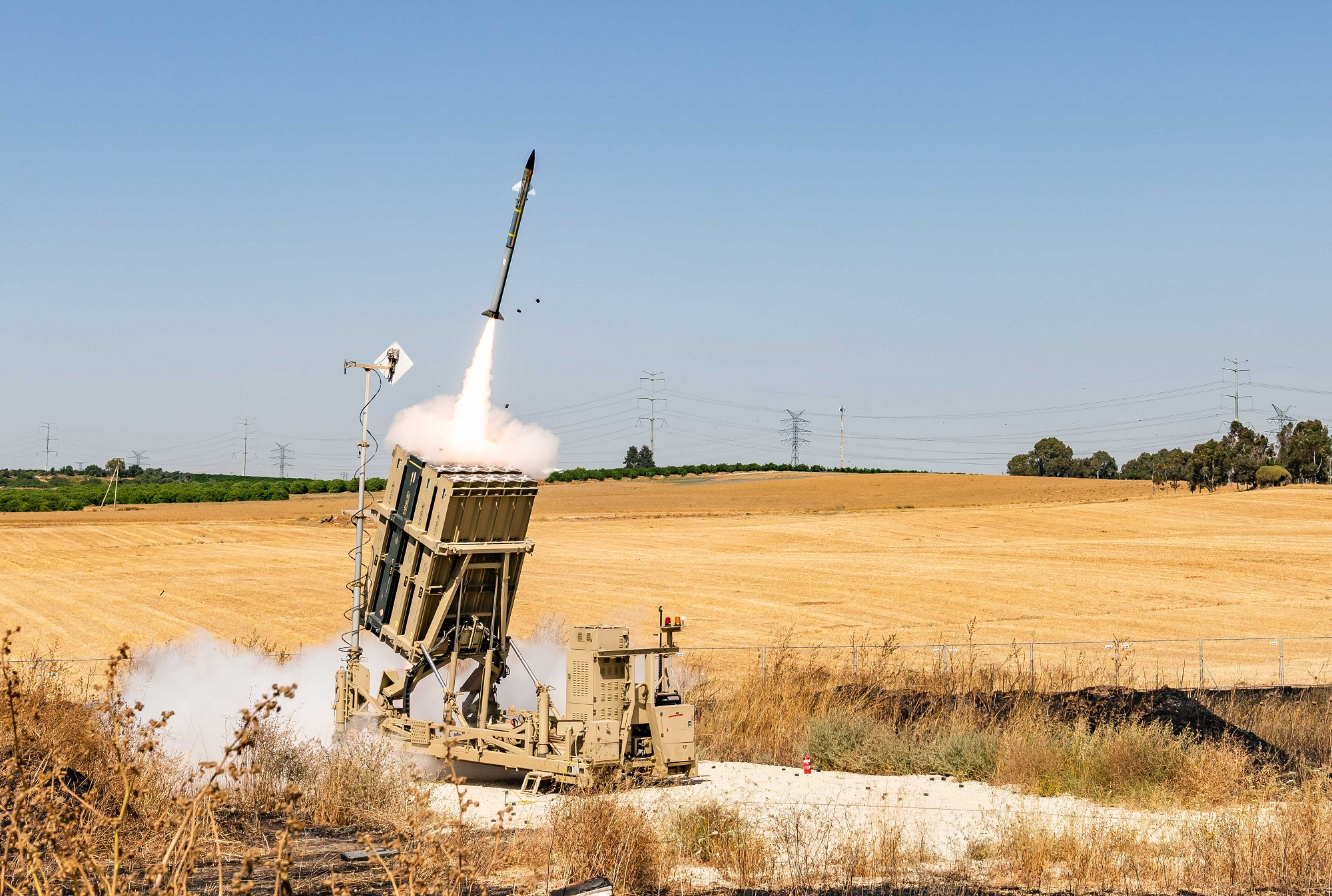
گنبد آهنین اولین سیستم دفاع موشکی ضد راکتی عملیاتی جهان است.

ارتش این کشور به شدت به سیستم‌های تسلیحاتی با فناوری پیشرفته که در اسرائیل طراحی و تولید می‌شوند و همچنین برخی از واردات خارجی متکی است. موشک ارو یکی از معدود سامانه‌های موشکی ضد بالستیک عملیاتی جهان است. سری موشک‌های هوا به هوای پایتون اغلب یکی از حیاتی‌ترین سلاح‌ها در تاریخ نظامی آن محسوب می‌شود. موشک اسپایک اسرائیل یکی از پرفروش‌ترین موشک‌های هدایت شونده ضد تانک (ATGM) در جهان است. سامانه پدافند هوایی ضد موشکی گنبد آهنین اسرائیل پس از رهگیری صدها موشک قسام، ب‌ام-۲۱ گراد و فجر-۵ توسط شبه نظامیان فلسطینی از نوار غزه، مورد استقبال جهانی قرار گرفت. از زمان جنگ یوم کیپور، اسرائیل شبکه‌ای از ماهواره‌های شناسایی را توسعه داده است. موفقیت برنامه اوفک، اسرائیل را به یکی از هفت کشوری تبدیل کرده است که قادر به پرتاب چنین ماهواره‌هایی می‌باشد.
به‌طور گسترده اعتقاد بر این است که اسرائیل دارای تسلیحات هسته‌ای می‌باشد و طبق گزارش سال ۱۹۹۳، سلاح‌های کشتار جمعی شیمیایی و بیولوژیکی را نیز در زرادخانه خود دارد. اسرائیل معاهده عدم اشاعه تسلیحات هسته‌ای را امضا نکرده است و سیاست ابهام عمدی را در قبال قابلیت‌های هسته‌ای خود حفظ کرده. گمان می‌رود که زیردریایی‌های دلفین نیروی دریایی اسرائیل به موشک‌های هسته‌ای پوپای توربو مجهز شده‌اند که قابلیت حمله دوم را ارائه می‌دهند. از زمان جنگ خلیج فارس در سال ۱۹۹۱، زمانی که اسرائیل توسط موشک‌های اسکاد عراق مورد حمله قرار گرفت، همه خانه‌های اسرائیل باید دارای یک اتاق امنیتی تقویت‌شده به نام مرخاو موگان، غیرقابل نفوذ در برابر مواد شیمیایی و بیولوژیکی باشند.

از زمان تأسیس اسرائیل، مخارج نظامی بخش قابل توجهی از تولید ناخالص داخلی این کشور را تشکیل می‌داد، که اوج آن ۳۰٫۳ درصد از تولید ناخالص داخلی بود که در سال ۱۹۷۵ صرف امور نظامی‌شد. در سال ۲۰۲۱، اسرائیل با ۲۴٫۳ میلیارد دلار از نظر کل هزینه‌های نظامی در رتبه پانزدهم جهان و از نظر هزینه‌های دفاعی به عنوان درصدی از تولید ناخالص داخلی با ۵٫۲ درصد در رتبه ششم قرار گرفت. از سال ۱۹۷۴، ایالات متحده یکی از کمک رسان‌های نظامی بلقوه به اسرائیل بوده است. بر اساس یادداشت تفاهم امضاشده در سال ۲۰۱۶، انتظار می‌رود که ایالات متحده ۳٫۸ میلیارد دلار سالانه به این کشور کمک کند. اسرائیل در سال ۲۰۲۲ رتبه نهم جهانی را از نظر صادرات تسلیحات کسب کرد اکثر صادرات اسلحه اسرائیل به دلایل امنیتی گزارش نشده است. اسرائیل به‌طور مداوم در شاخص صلح جهانی رتبه پایینی دارد و در سال ۲۰۲۲ در بین ۱۶۳ کشور در رتبه ۱۳۴ قرار دارد.

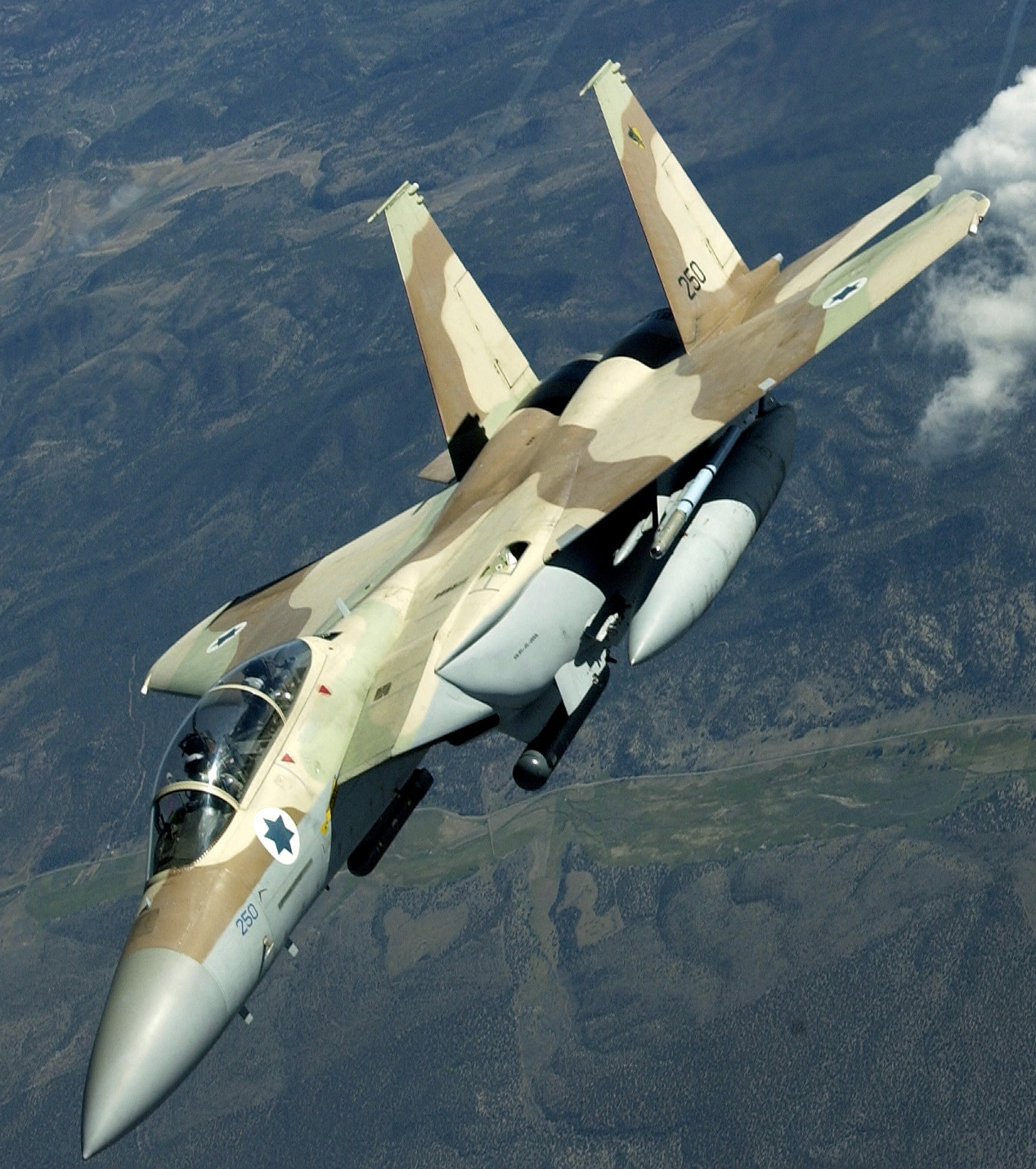
نیروی هوایی اسرائیل، مجهزترین نیروی هوایی در منطقه خاورمیانه، با قابلیت کاملاً تهاجمی است.

### صنایع نظامی
این کشور هر ساله چند میلیارد دلار از تجهیزات نظامی خود را به کشورهای دیگر جهان صادر می‌کند. کشورهای چین، هند و ایالات متحده آمریکا از جمله مشتریان کلان تجهیزات نظامی تولیدشده در صنایع نظامی اسرائیل هستند.

### تسلیحات هسته‌ای
گفته می‌شود که اسرائیل از دهه پنجاه میلادی برنامه هسته‌ای داشته است، اما دولت اسرائیل هیچ‌گاه در اختیار داشتن جنگ‌افزار هسته‌ای را تأیید یا تکذیب نکرده است، و در این رابطه «سیاست ابهام» را در پیش گرفته است.
این کشور همچنین با آن‌که عضو آژانس بین‌المللی انرژی اتمی است، اما هیچ‌گاه پیمان‌نامه منع گسترش سلاح‌های هسته‌ای را امضا نکرده است.
مرکز تحقیقات هسته‌ای نگب در ده کیلومتری شهر دیمونا قرار دارد که بر باور عمومی، بخش مهمی از «برنامه هسته‌ای اسرائیل» را تشکیل می‌دهد. در سال ۱۹۸۶ یک تکنسین هسته‌ای اسرائیلی، برای اولین‌بار، اطلاعات و تصاویری محرمانه از داخل رآکتور دیمونا و کلاهک‌های اتمی اسرائیل را در اختیار هفته‌نامه بریتانیایی ساندی‌تایمز قرار داد و به این ترتیب، مدارکی در تأیید حدس و گمان‌های موجود، در مورد زرادخانه هسته‌ای اسرائیل را منتشر کرد.
به نوشتهٔ هفته‌نامه دفاعی جینز اسرائیل ششمین قدرت هسته‌ای جهان محسوب می‌شود. این هفته‌نامه همچنین مدعی شده است که اسرائیل دارای ۱۰۰ تا ۳۰۰ کلاهک هسته‌ای است که از نظر تعداد دارا بودن کلاهک هسته‌ای با بریتانیا برابری می‌کند.